# Sitio de Baler
El sitio de Baler (1 de julio de 1898-2 de junio de 1899) fue un asedio al que fue sometido un destacamento español por parte de los filipinos insurrectos en la iglesia del pueblo de Baler, en la isla filipina de Luzón, durante 337 días. Desde diciembre de 1898, con la firma del Tratado de París entre España y Estados Unidos, se ponía fin formalmente a la guerra entre ambos países (que habían firmado un alto el fuego en agosto) y España cedía a Estados Unidos la soberanía sobre Filipinas. Debido a esto, los sitiados en Baler son conocidos como "los últimos de Filipinas".
En 1896 la sociedad secreta filipina Katipunan inició una insurrección contra el gobierno colonial español, pero a finales de 1897, con el Pacto de Biak-na-Bató, se llegó a la aparente resolución del conflicto. Como parte del pacto, Emilio Aguinaldo y otros líderes de la revolución se exiliaron en Hong Kong. En ese clima de aparente paz, el gobierno español redujo el número de efectivos destinados en algunas de sus guarniciones. A principios de 1898, los 400 hombres del destacamento de Baler fueron relevados por otro de 50 soldados. El 15 de febrero, en Cuba, el hundimiento del Maine sirvió de casus belli para el inicio de la guerra hispano-estadounidense. Tras la derrota de la flota española por la estadounidense en Cavite el 1 de mayo, Aguinaldo y los suyos, financiados y armados por Estados Unidos, volvieron a Filipinas y reanudaron la revolución. Al mes siguiente el destacamento de Baler, desconocedor del estallido de la guerra con Estados Unidos y de la recién proclamada independencia de Filipinas, fue atacado por los revolucionarios filipinos y se refugió en la iglesia, comenzando así el sitio.
Desde el principio del asedio, las fuerzas sitiadoras intentaron en vano la rendición de las tropas españolas mediante el envío de noticias, que les informaban del desarrollo del conflicto entre los españoles con los insurrectos filipinos y los invasores estadounidenses. Tras la caída de Manila en manos estadounidenses, en agosto, las autoridades españolas mandaron repetidamente misivas y enviados para lograr su rendición, igualmente sin conseguirlo. Los sitiadores también enviaron en agosto a dos franciscanos españoles que tenían prisioneros para que convencieran a los sitiados, sin éxito. Estos, sin embargo, se quedaron con el destacamento español durante el resto del asedio.
El Tratado de París, que dio por finalizada la guerra entre España y Estados Unidos, se firmó el 10 de diciembre de 1898 y entró en vigor en abril del año siguiente. En el mismo, y como parte de las condiciones impuestas, España cedía la soberanía sobre Filipinas a Estados Unidos. En febrero de 1899 los filipinos, engañados y atacados por los estadounidenses a los que creían aliados, decidieron resistir por las armas, con lo que empezó una nueva fase del conflicto: la guerra filipino-estadounidense, de la que los españoles eran ya solo espectadores, mientras las últimas tropas eran repatriadas a España. Nuevos emisarios españoles fracasaron en el intento de convencer a los sitiados de que depusieran las armas y volvieran a Manila. En abril, las autoridades militares estadounidenses enviaron, a petición española, una cañonera para liberar al destacamento de Baler, pero las tropas desembarcadas cayeron en manos de los filipinos, sin lograr su propósito.
A finales de mayo, un nuevo enviado español, el teniente coronel Aguilar, llegó a Baler por orden del gobernador general español, con órdenes de que los sitiados depusieran su resistencia y le acompañaran a Manila, pero estos volvieron a desconfiar y tuvo que marcharse sin conseguir su objetivo. Sin embargo, al hojear los sitiados unos periódicos dejados en la iglesia por Aguilar, descubrieron una noticia que no podía haber sido inventada por los filipinos, lo cual finalmente lo convenció de que España ya no ostentaba la soberanía de Filipinas y de que no tenía sentido seguir resistiendo en la iglesia. El 2 de junio de 1899, el destacamento español de Baler se rindió, tras un sitio de 337 días.
Las autoridades filipinas aceptaron unas condiciones honrosas de capitulación y permitieron su paso, sin considerarles prisioneros, hasta Manila, con el presidente filipino Aguinaldo emitiendo un decreto en el que exaltaba su valor. Tras un recibimiento apoteósico en la capital filipina, los supervivientes fueron repatriados a España.

## Antecedentes

### Dominio español de Filipinas

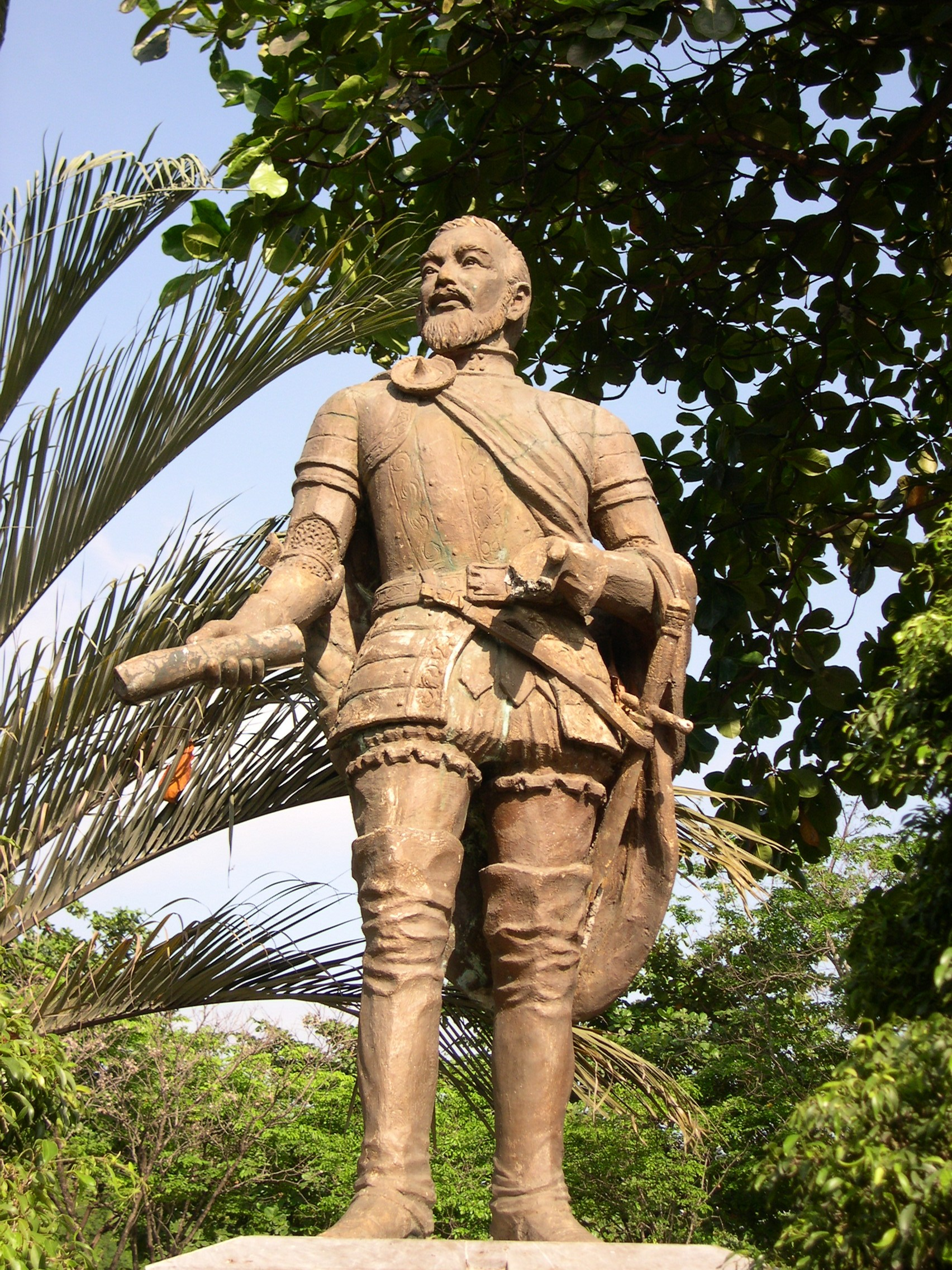
Estatua de Legazpi en Cebú (Filipinas).

Las Filipinas fueron colonizadas por los occidentales durante la expedición Magallanes-Elcano. En 1521, Magallanes arribó a las islas Filipinas al mando de una expedición española, resultando muerto en un enfrentamiento con los naturales de Mactán, una pequeña isla perteneciente actualmente a la provincia de Cebú. Fue Elcano el responsable de finalizar la que sería la primera vuelta al mundo. Sin embargo, la colonización occidental no comenzó hasta 1565, cuando una expedición comisionada por el rey de España, Felipe II, partida de Nueva España y al mando de Andrés de Urdaneta y Miguel López de Legazpi, capturó Cebú y tomó posesión del archipiélago en nombre de España. La presencia española se circunscribía, fundamentalmente, a las zonas costeras, escapando al control efectivo de la potencia colonial la mayor parte del territorio del archipiélago. Filipinas nunca fue colonizada en sentido de establecimiento de población metropolitana. El número de españoles (hasta la independencia hispanoamericana principalmente novohispanos) siempre fue muy reducido, y la mayor parte de la población siguió siendo exclusivamente indígena (si bien compuesta por etnias muy diversas) con aportación de inmigrantes fundamentalmente chinos. El mestizaje fue escaso, pero debido fundamentalmente a la penuria de la población metropolitana (a mediados del siglo XIX, la población española era de tres mil a cuatro mil personas; a finales de siglo había entre 12 000 y 14 000 peninsulares, ante todo funcionarios). La población malaya que habitaba las tierras bajas de las islas principales, el grueso de la población filipina, a la que pertenecían los tagalos, había sido intensamente cristianizada.
Durante el siglo XIX se había producido una transformación notable de la sociedad y economías filipinas, al tiempo que se había acentuado el abandono por parte de la metrópoli. Dicha transformación, ligada a la agricultura de exportación y a la liberalización del comercio, con el nacimiento de una incipiente burguesía autóctona, contrastaba con el inmovilismo de la vida política de la colonia, dependiente tanto de la administración española como del inmenso poder de las órdenes regulares, los «frailes». Esto comenzó a cambiar en la década de 1880, cuando el gobierno metropolitano intentó «recolonizar» económicamente Filipinas, con iniciativas como la abolición del estanco de tabaco (1881), con la creación de la Compañía General de Tabacos de Filipinas, la Exposición Filipina de Madrid (1887) o la instauración de un arancel proteccionista (1891). Sin embargo, la intelectualidad filipina empezaba a reclamar la instauración de reformas, ciertamente limitadas, como ser considerada una provincia española o que los filipinos gozasen de los mismos derechos y libertades que los españoles.
Ante estas reivindicaciones, el gobierno español se mostró incapaz de encontrar una solución política, reprimiendo militarmente el motín de Cavite de 1872 o, una vez que había comenzado la Revolución filipina, en 1896, ejecutando al líder nacionalista filipino José Rizal. Fue el bloqueo de la solución reformista o autonomista la que abrió paso a otra independentista y revolucionaria, encarnada por el Katipunan, una sociedad secreta fundada por Andrés Bonifacio en 1892 que, aparte del componente revolucionario, mostraba un acusado anticlericalismo, fruto de la preeminencia que las órdenes regulares, los «frailes», habían tenido en la administración y la vida económica de la colonia.

### La Revolución Filipina

Emilio Aguinaldo, líder de la revolución filipina y primer presidente de la República de Filipinas.

La transformación de la sociedad filipina y la reivindicación de reformas habían dado lugar a diversas revueltas contra el dominio colonial español. Todas fueron sofocadas por las autoridades españolas. La que se ha denominado Revolución Filipina, que gracias a la intervención estadounidense fue la que terminó expulsando a los españoles de las islas, estalló el 26 de agosto de 1896 con lo que se conoce como «Grito de Balintawak». Ese día, un grupo de «katipuneros» dirigido por Andrés Bonifacio se alzó contra las autoridades españolas en las inmediaciones de la localidad de Caloocan, en los arrabales de Manila. Aunque el levantamiento fue inmediatamente sofocado, en días posteriores se sucedieron las escaramuzas entre katipuneros y tropas españolas en otros arrabales de Manila, en San Juan del Monte... que no tuvieron éxito. Sin embargo, la sublevación sí se consolidó en la provincia de Cavite, en el sureste de la bahía de Manila, comandada por Emilio Aguinaldo, capitán municipal (alcalde) de Cavite el Viejo, que luego sería el presidente de la efímera Filipinas independiente antes de su aplastamiento por los estadounidenses. No obstante, el arsenal de Cavite siguió en manos de los españoles. Por otra parte, en los meses iniciales de la insurrección, esta se circunscribió a los territorios más cercanos a Manila. El distrito de El Príncipe, en la Contra Costa, permaneció tranquilo.
En el momento del Grito de Balintawak, había en el archipiélago unos 13 000 soldados del Ejército español, de los que 9 000 eran filipinos. La consolidación de la insurrección en Cavite hizo que el gobierno español reforzase los efectivos presentes en la isla enviando 25 000 soldados más, al mando del general Polavieja, que fue nombrado Gobernador General de Filipinas a su llegada a Filipinas el 3 de diciembre. Con las tropas traídas de la península, Polavieja lanzó una ofensiva contra los sublevados, utilizando una política represiva en contra de los nacionalistas filipinos, con consejos de guerra y ejecuciones (como el episodio de los Trece Mártires de Cavite). En este marco, ordenó la ejecución de José Rizal, el 30 de diciembre, el cual, aunque opuesto al dominio español, había condenado la insurrección por su carácter popular y campesino. La política de Polavieja tuvo éxito en su propósito de sofocar la sublevación en Cavite, provincia prácticamente pacificada en marzo de 1897. Hacia julio, Aguinaldo, cercado en su cuartel general de Talisay, fue capaz de rodear Manila con quinientos de sus partidarios y refugiarse en la zona montañosa de Bulacán conocida como Biak-na-Bató, con lo que la insurrección se extendió por las provincias del centro de Luzón (Nueva Écija, Tarlac, Bulacán, Pampanga...). La guerra se acercó así mucho a El Príncipe, solo separado de Nueva Écija por la Sierra Madre. Mientras tanto, Polavieja había sido sustituido en abril como gobernador general por el general Fernando Primo de Rivera.

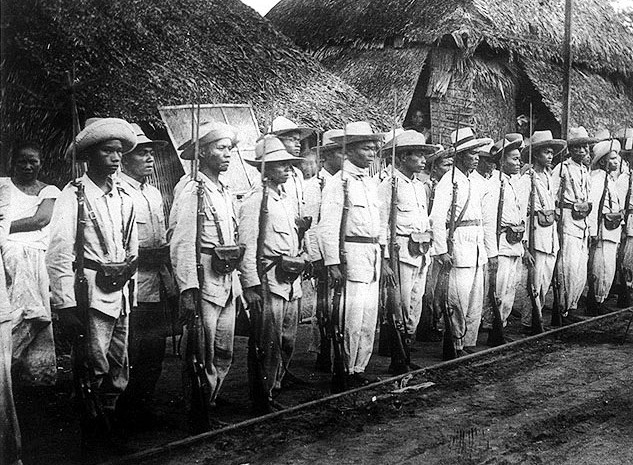
Insurrectos filipinos en 1899.

Durante el verano comenzaron los contactos secretos entre Aguinaldo y Primo de Rivera. Aguinaldo se encontraba asediado en Biak-na-Bató y sin perspectivas de derrotar a los españoles, en tanto que el gobierno español buscaba un acuerdo que pusiera fin a la rebelión, vista la preocupante situación en Cuba y la no menos preocupante actitud estadounidense.

### Baler
El área donde se encuentra actualmente Baler fue explorada en 1572 por Juan de Salcedo, el primer europeo que visitó la zona en su periplo explorador de la costa oriental de Luzón, lo que los españoles denominaban «Contra Costa», al hallarse en el extremo opuesto a Manila de la isla de Luzón. En 1609, misioneros franciscanos encabezados por fray Blas Palomino cruzaron la Sierra Madre y fundaron el poblado de Baler en la costa del Pacífico, a orillas de la bahía que tomó el nombre del poblado, la bahía de Baler, y junto a la desembocadura del río San José (actualmente Aguang). Aunque en línea recta no se encontraba a más de 150 km de Manila, la actual carretera desde la capital, que serpentea por la Sierra Madre, tiene unos 232 km. La dificultad de acceder a Baler por tierra originaba que las comunicaciones con la capital del archipiélago se hicieran por mar. En 1753, un tsunami arrasó Baler y se tomó la decisión de reconstruirlo media legua hacia el interior, en unos terrenos elevados, también a orillas del río San José, pero protegidos al este por las montañas que formaban el cabo Punta del Encanto, que cerraba la bahía de Baler por el sur.
Durante la administración española de Filipinas, la isla de Luzón se encontraba dividida en provincias. De ellas se iban desgajando, cuando alcanzaban un nivel de desarrollo suficiente, territorios que se iban catalogando como distritos. En 1818, el área de Baler fue transferida de la provincia de Tabayas (coincidente a grandes rasgos con la actual provincia de Quezón) a la provincia de Nueva Écija. En 1856, los territorios de Nueva Écija situados entre la Sierra Madre y el océano Pacífico fueron desgajados para constituir el distrito de El Príncipe. Las principales localidades de este nuevo distrito eran Baler, la capital («cabecera» en la terminología de la época, al tratarse de un establecimiento de bajo rango, del nuevo distrito), Casigurán (ambas en la costa, situada esta última a unos 16 km de Baler) y San José de Casignán (actual María Aurora, en el interior, a 15 km de Baler). Religiosos franciscanos se encargaban de la atención religiosa de la localidad desde su fundación (salvo un periodo de cuarenta y cinco años, entre 1658 y 1703, en que fueron sustituidos por agustinos recoletos).

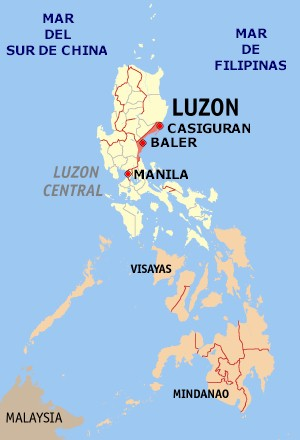
Situación de Baler respecto a Manila y Casigurán.

Al frente del distrito se encontraba un comandante político-militar con residencia en Baler, puesto desempeñado por un capitán del Ejército, el cual, en virtud de su cargo, era también delegado de Hacienda para la recaudación de impuestos, subdelegado de Marina, juez de primera instancia y administrador de la oficina de correos. En 1897 el pueblo se componía de una iglesia con la residencia del párroco adosada (habitualmente denominado «convento» en la Filipinas española), la casa del comandante y barracones para la tropa, además de las viviendas de los habitantes del poblado. La guarnición permanente consistía en un destacamento de la Guardia Civil con un cabo, «europeo», y cinco números filipinos. Habitaban la población unas 1700 personas.
La iglesia, el edificio más sólido del poblado, fue construida después de la refundación de Baler en 1735, con el objetivo de que resistiese los fenómenos meteorológicos extremos (tifones, inundaciones, tsunamis...) que caracterizan el área. Los muros, de metro y medio de espesor, consistían en una amalgama de pedruscos, cal y arena. Además de su solidez, la iglesia era un edificio simbólicamente de la mayor importancia, puesto que además de las ceremonias religiosas, era la sede del párroco, depositario de inmensos poderes no solo espirituales, sino también temporales. Tenía una forma aproximadamente rectangular, de 30 m de longitud y 10 de anchura, con orientación sur-norte. Tenía seis ventanas, dos de ellas en la fachada principal, que daba al sur. La torre del campanario era de madera y el techo, a dos aguas, de cinc. Adosada a la iglesia, a la izquierda de la entrada principal, se encontraba el convento, de diez metros de longitud y tres de anchura. A su izquierda, un corral de unos cinco por cinco metros. También en el lado izquierdo (oeste) de la iglesia, se hallaba la sacristía. Sacristía y convento estaban comunicados mediante un pequeño patio.

## Personajes

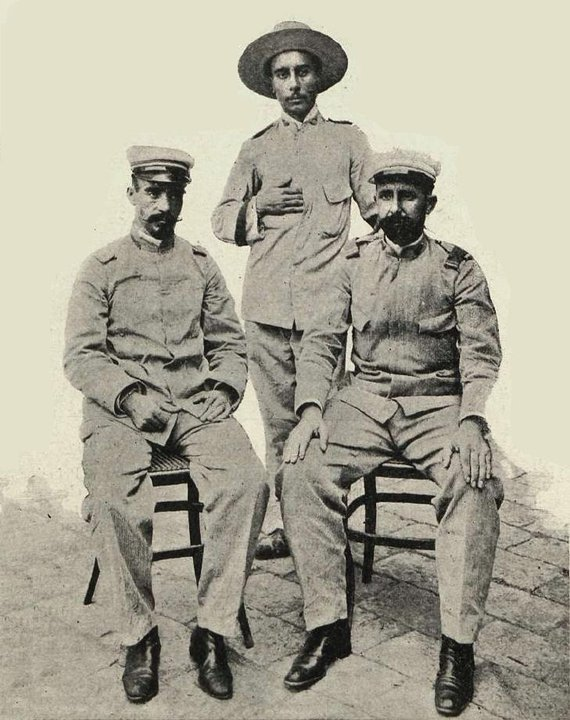
A la izquierda, el médico Rogelio Vigil de Quiñones. En el centro, de pie, el cabo Jesús García Quijano. A la derecha, el segundo teniente Saturnino Martín Cerezo. Fotografía tomada el 2 de septiembre de 1899 en Barcelona, tras el regreso del destacamento a España, y aparecida en el artículo "Los héroes de Baler", publicado en el número 19 de Iris. Revista Semanal Ilustrada. El pie de foto dice: «El médico D. Rogelio Vigil de Quiñones. El segundo teniente D. Saturnino Martín Cerezo. El asistente del teniente».

En la iglesia de Baler quedaron sitiados un contingente español de cincuenta soldados y clase de tropa, al mando de dos oficiales, junto con la dotación de una enfermería: tres sanitarios (dos de ellos filipinos, «indígenas» en la terminología de la época) y un oficial médico, el comandante político-militar del distrito y el párroco de Baler. A ellos se unieron posteriormente otros dos religiosos franciscanos del vecino pueblo de Casigurán. En total, 57 militares y tres religiosos. De ellos, desertaron seis (entre ellos los dos sanitarios filipinos) y fallecieron otros 16, entre ellos el párroco de Baler. En total, sobrevivieron al asedio 38 personas. En el lado filipino se desconoce el número de tropas sitiadoras, que no formaban parte todavía de un ejército regular, pasando el mando del asedio por manos de varios oficiales. Sufrieron 700 bajas entre muertos y heridos.
El capitán de Infantería Enrique de las Morenas y Fossi era el comandante político-militar del distrito de El Príncipe. Había nacido en Chiclana de la Frontera en 1855. Ingresó con 19 años en el Colegio de Infantería, del que salió como alférez en 1875. Participó en la tercera guerra carlista en Cataluña y en Navarra (fue ascendido a teniente) y, tras pasar la mayor parte de los años posteriores destinado en Andalucía, fue ascendido a capitán de la Escala de Reserva en 1896. En 1897 fue destinado a Filipinas, a donde llegó, como parte del Batallón Expedicionario de Cazadores n.º 9, en enero de 1898. Poco después, a petición suya fue nombrado comandante de El Príncipe. Cuando llegó a Baler, se encontraba ya enfermo. Dirigió la resistencia del destacamento de Baler hasta su muerte por enfermedad, casi cinco meses después de iniciado el sitio.
El segundo teniente Juan Alonso Zayas estaba al mando del destacamento del Batallón Expedicionario de Cazadores n.º 2 destinado en Baler. Había nacido en Puerto Rico en 1868, donde su padre, también militar, se encontraba destinado. Vivía con su familia en Barcelona y era fotógrafo cuando se alistó como soldado voluntario en el ejército en 1888. Sirvió en Cuba entre 1889 y 1895, ascendiendo a sargento. En 1897 fue destinado a Filipinas, ya ascendido a segundo teniente de la Escala de Reserva y, en 1898, a Baler al mando de un destacamento de 50 soldados. Allí pereció de beriberi tras casi cuatro meses asediado con sus hombres.
El segundo teniente Saturnino Martín Cerezo era el segundo al mando del destacamento de Cazadores estacionado en Baler. Provenía de una familia campesina y había nacido en Miajadas (Cáceres) en 1866.

## Preludio al sitio

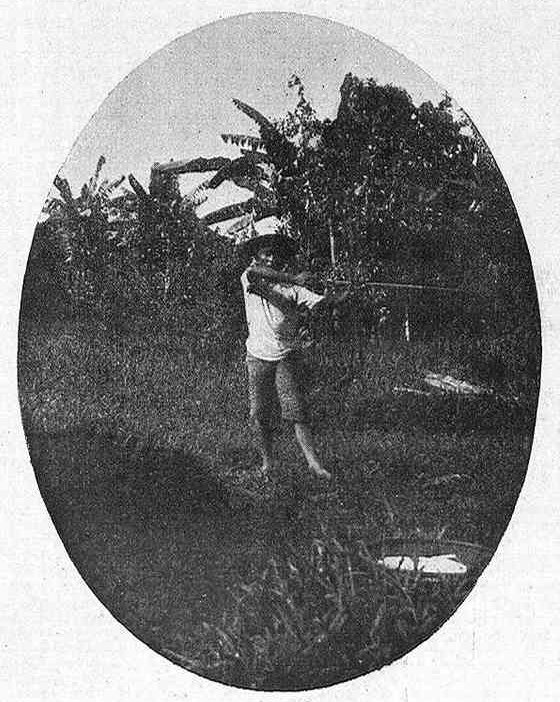
Flechero perteneciente a las fuerzas sitiadoras de la iglesia de Baler. Fotografía tomada el 29 de mayo de 1899 y aparecida en el artículo «El destacamento de Baler», publicado en La Ilustración Artística el 11 de septiembre del mismo año. El pie de foto dice: «Guerra de Filipinas. Flechero filipino de Baler (de fotografía, propiedad de M. Arias y Rodríguez, de Manila)».

A finales de agosto de 1897, el capitán Antonio López Irisarri, comandante político-militar de El Príncipe, preocupado por los rumores que circulaban sobre el malestar de los filipinos y la existencia de contrabando de armas para los insurgentes, llevó a cabo una investigación que no arrojó resultados, pero aun así, solicitó ayuda para vigilar la costa (Irisarri no poseía guarnición más allá del destacamento de la Guardia Civil). El mando español en Manila decidió el envío del crucero María Cristina y de un cañonero para patrullar la costa, así como reforzar la guarnición con un destacamento de 50 soldados del Batallón Expedicionario de Cazadores número 2. Este destacamento había combatido en Cavite y acababa de ocupar, el 7 de septiembre, la localidad de Aliaga, en Nueva Écija, a 80 km de Baler y hasta entonces en manos de los insurrectos. Dirigía el destacamento de Cazadores el teniente José Mota, un oficial de 19 años que se había distinguido por su valor y había recibido varias condecoraciones. Tras atravesar la Sierra Madre, Mota y sus hombres llegaron a San José de Casignán el 20 de septiembre. Al llegar las noticias de su llegada, López Irisarri, acompañado del párroco de Baler, Cándido Gómez Carreño y de otro religioso, el padre Dionisio Luengo, que estaba en Baler aprendiendo las lenguas del país, acudieron a San José a recibirles. El grupo llegó a Baler al día siguiente.
Posiblemente alentado por la cálida recepción de los balerenses, Mota decidió repartir a su tropa entre varias construcciones del pueblo. Diez soldados se instalaron en el cuartel de la Guardia Civil, 18 en la casa del maestro del pueblo, Lucio Quezón (Quezón era un mestizo de Manila que había formado parte de la Guardia Civil y que era el único filipino del pueblo autorizado a portar armas; su hijo Manuel sería posteriormente el primer presidente de la Mancomunidad de Filipinas) y el resto en la comandancia, residencia oficial del gobernador y sede de sus oficinas. Mota se quedó también en la casa de Quezón, ya que la construcción estaba en el centro de Baler. Colocaron guardia solamente en la plaza. La estrategia de dividir el destacamento en varias ubicaciones no fue descabellada, puesto que, descontando la iglesia (la única construcción de piedra de la zona), las construcciones elegidas eran las mayores y más sólidas de Baler, con techo de paja y paredes de madera, siendo el resto de nipa y bambú. Mota ordenó hacer dos trincheras construidas de tal manera que, en caso de un ataque, los soldados pudieran abandonar la primera (de forma circular que rodeaba el centro de la ciudad), la segunda les llevaría a las puertas de la iglesia en la que los soldados podrían atrincherarse hasta que llegaran refuerzos de Manila.

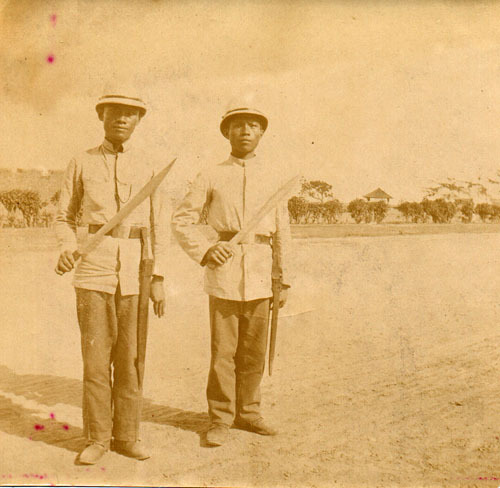
Guardias cebuanos de principios del portando diversos tipos de bolos.

Las noticias del envío del destacamento de Cazadores en Baler llegó pronto al cuartel de Aguinaldo en Biak-na-Bató, que pensó que la toma de la población sería sencilla y un golpe de efecto en la guerra contra los españoles. Para ello, ordenó a uno de sus partidarios, Teodorico Luna Novicio, natural de Baler y familiar del pintor Juan Luna, el autor de Spoliarium, la toma de la localidad, prometiendo hacerle comandante de Baler. Luna Novicio dejó Biak-na-Bató y procedió a reclutar una partida en Dingalan y Binangonan de Lampon (actual Infanta), al sur de Baler. La partida incluía también algunos balerenses. El 20 de septiembre, la partida acampó en las afueras de Baler, y Luna Novicio mandó aviso a los habitantes de Baler informando de su llegada. Consiguió el apoyo de Antero Amatorio, antiguo «gobernadorcillo» o capitán municipal (alcalde) de Baler, así como su apoyo financiero y logístico. Durante los siguientes días, Luna Novicio volvió a su casa en Baler y, clandestinamente, contactó con muchos vecinos, pidiéndoles su apoyo en reuniones nocturnas que tenían lugar en un campo de arroz propiedad de Amatorio. Entre los reclutados estaban los «cuadrilleros» (policía nativa) de Baler. La noche del 3 al 4 de octubre, procedió a organizar la toma de la localidad, lo que tendría lugar la noche siguiente. Durante el día 4 noticias del complot llegaron a oídos de López Irisarri, pero el hecho de que fuese una niña (que había oído la conversación entre Antero Amatorio y su mujer) quien dio noticia de los hechos hizo que Irisarri los descartara.
A las once de la noche del 4 de octubre, los katipuneros, armados únicamente con «bolos» (tipo de machete filipino) atacaron las posiciones españolas. Un primer grupo, vistiendo uniformes de «cuadrilleros», eliminó al centinela situado en la plaza, en el exterior de la comandancia, sin impedir que antes de morir disparase su fusil y diese aviso del ataque («¡A las armas, Cazadores!»). Otros dos grupos atacaron el resto de las construcciones donde pernoctaban los soldados españoles. Con el estrépito del ataque, los soldados se despertaron y trataron de repelerlo. Mientras que en la comandancia y el cuartel de la Guardia Civil la mayor parte de los soldados resultaron muertos o heridos y los atacantes pudieron hacerse con armas y municiones, los ocupantes de la casa del maestro pudieron rechazar con éxito el ataque, con lo que los katipuneros huyeron aprovechando la oscuridad. En la comandancia, López Irisarri trató de organizar a los supervivientes. Armado con un rifle, con el que disparaba desde el piso superior, mientras su esposa se escondía en la habitación, llamó a gritos a Mota, que no respondió. Tampoco respondió el sargento. Sí que lo hicieron varios soldados que se habían ocultado al producirse el enfrentamiento, a lo que el capitán les dijo que recogieran las armas y se agruparan en la comandancia. Desafortunadamente, uno de los soldados escondidos avanzó hacia la comandancia sin decir su nombre, posiblemente nervioso. En la oscuridad, sus compañeros le dieron muerte, pensando que se trataba de un nuevo ataque de los filipinos.

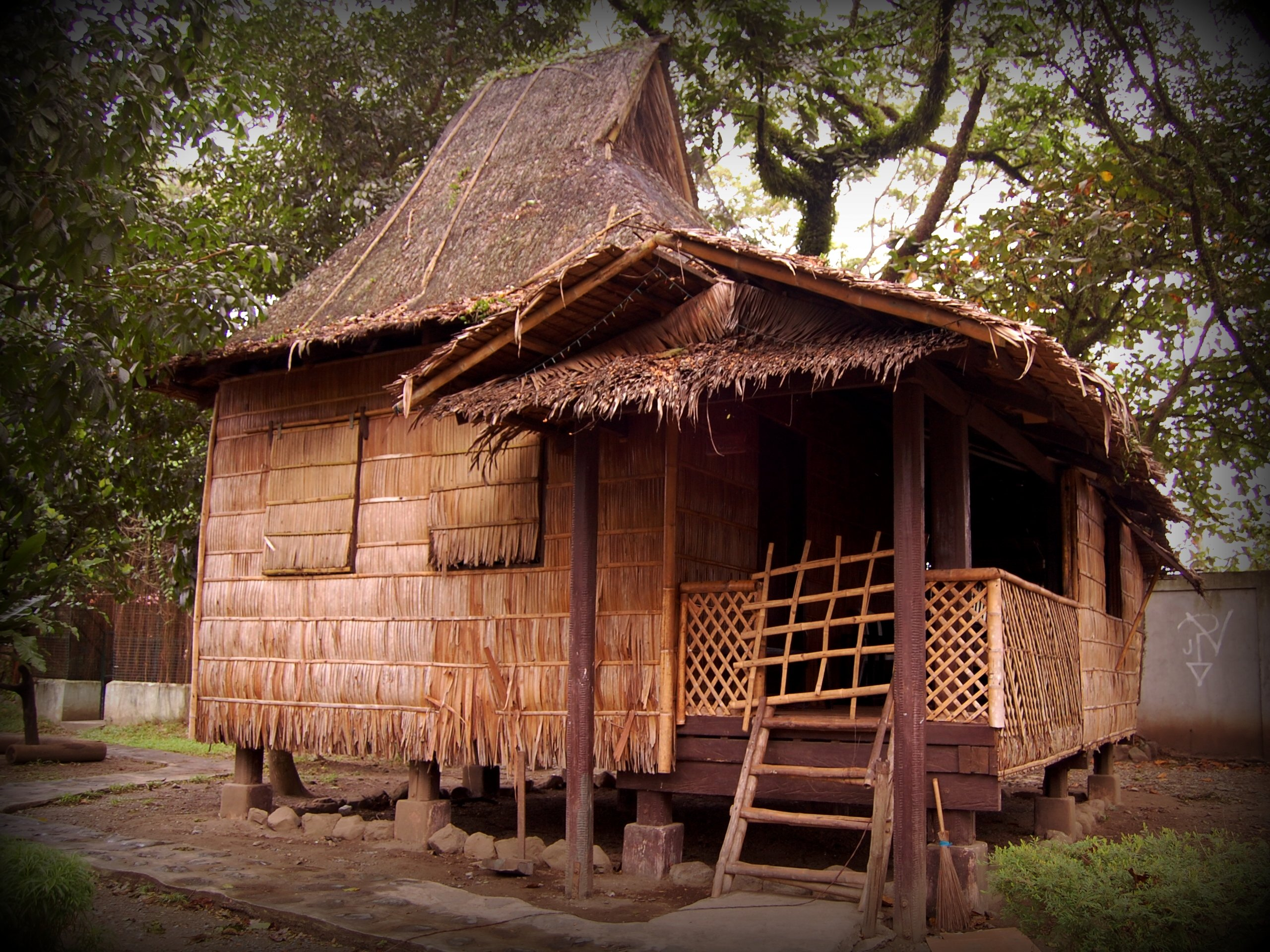
Réplica de la casa de Lucio Quezón en el Quezon Memorial Park, situado en el centro de Baler.

El episodio más trágico de la noche fue el relacionado con el teniente Mota. Al producirse el ataque, se encontraba durmiendo con parte de sus hombres en la casa del maestro. Despertó rápidamente y descargó su revólver contra los atacantes pero, pensando que los atacantes habían acabado con el destacamento, saltó por la ventana y corrió hacia el convento, donde encontró al padre Gómez Carreño que iba hacia la iglesia para orar ante el Santísimo Sacramento. Preguntado Mota acerca del estrépito y sobre el hecho de encontrarse en ropa interior, le dijo al sacerdote que todo el destacamento había sido exterminado y le pidió algún arma. Gómez Carreño pensó que la pistola de Mota se había encasquillado y le dio la suya. Mientras, Gómez Carreño volvía a la iglesia encontrándose en el camino al cabo de la Guardia Civil Pío Enrique, que huía del ataque. Ambos cambiaron impresiones y, mientras hablaban, oyeron un disparo en el convento. El teniente Mota se había quitado la vida, pensando que todo estaba perdido, utilizando la pistola del religioso. Gómez Carreño y Enrique se separaron y huyeron al bosque. Cuando a la mañana siguiente los supervivientes examinaron el convento y encontraron a Mota en ropa interior muerto y con la pistola de Gómez Carreño al lado, pensaron que este se había unido a los katipuneros y disparado al teniente. Ni Martín Cerezo ni Minaya presenciaron el incidente, al que dedican un espacio muy desigual. Dos páginas el primero y casi doscientas el segundo. Es de suponer que la fuente de Minaya fue Gómez Carreño. Sin embargo, la discrepancia principal es la omisión, por parte de Martín Cerezo, de las circunstancias de la muerte del teniente, que atribuye a los asaltantes y no al propio Mota. Por otra parte, parece ser que hubo una investigación oficial que estableció que Mota fue reducido por los insurrectos y torturado y muerto por estos. Esta versión es también la sostenida por la familia del teniente Mota.
Resultaron muertos en el asalto el teniente y seis soldados del destacamento español. Nueve más fueron heridos. Los filipinos sufrieron diez bajas, resultando herido de bala el propio Luna Novicio. En el lado español, desaparecieron nueve soldados, un sargento, el cabo de la Guardia Civil, así como el párroco del pueblo, el padre Gómez Carreño. Los supervivientes, incluyendo a López Irisarri, se atrincheraron en la iglesia esperando ayuda.
Las noticias del ataque insurrecto llegaron a Manila gracias al Manila, un transporte de la Armada Española que llegó a Baler el 7 de octubre. El contable del barco y el padre Dionisio Luengo habían bajado a tierra para recabar novedades, encontrando en la playa varios cadáveres de españoles y filipinos. Ante la situación en la que se encontraban los supervivientes, el capitán del barco reforzó la guarnición con la mayor parte de su dotación (12 hombres), así como con el médico del buque, y embarcó para transmitir las noticias a la capital. En su base en Binangonan el capitán del Manila informó al de la cañonera Bulusán, el cual enfiló hacia Atimonan para telegrafiar a Manila. Tras recibir las noticias, el mando militar dispuso el envío de un destacamento de cien hombres del Batallón de Cazadores n.º 2 al mando del capitán Jesús Roldán Maizonada que llegaron a bordo del transporte Cebú a Baler el 16 de octubre. Inicialmente les fue imposible desembarcar, puesto que las fuerzas de Luna Novicio, que disponían de los fusiles capturados a los españoles, habían dispuesto trincheras en la playa. Pero al día siguiente, el destacamento de Roldán se las arregló para tomar el pueblo, cubiertos en el desembarco por la artillería del Cebú, y establecer un perímetro de seguridad de dos o tres kilómetros de profundidad, si bien diariamente se seguirían produciendo escaramuzas. Roldán estableció su cuartel en la iglesia y las tropas relevadas partieron en barco dos días más tarde.
Por su parte, los soldados huidos tras el ataque del 4 de octubre, muchos de ellos heridos, se habían agrupado en el bosque bajo el mando del sargento Serrano. Con ellos se encontró el padre Gómez Carreño por la mañana mientras vagaba por la espesura. Sin embargo, poco después fueron capturados por los katipuneros y llevados a su campamento en las montañas, 20 km al sur de Baler. Cuando las noticias sobre la captura llegaron a Aguinaldo, ordenó que los enviaran inmediatamente a Biak-na-Bató. Aunque, a petición de los balerenses, Luna Novicio se resistió a enviar también al párroco, finalmente tuvo que ceder y enviarle también al cuartel general de Aguinaldo, donde fue condenado a muerte. El único superviviente que se echó al monte y no cayó en manos de los insurrectos fue el cabo de la Guardia Civil. Su retorno a Baler unos días después, hambriento y demacrado tras haber estado escondido en la espesura, permitió aclarar qué había ocurrido con el teniente Mota.
El capitán Roldán tenía órdenes de mantenerse a la defensiva, puesto que, aunque no era público, el capitán general Fernando Primo de Rivera había establecido conversaciones con Aguinaldo, que culminaron los días 14 y 15 de diciembre con la firma del Pacto de Biak-na-Bató. La paz ponía fin a la revuelta, estipulando que Aguinaldo y sus partidarios podrían vivir en un país extranjero de su elección, recibiendo a cambio una indemnización de 800 000 pesos pagados en tres plazos (400 000 a su salida del país; 200 000 tras la entrega por los insurrectos de un determinado número de armas; y el resto una vez que se considerase terminada la revuelta, simbolizada por un Te deum que debía celebrarse en Manila). Otras condiciones estipulaban que el gobierno español realizaría reformas en el país, que se amnistiaría a todos los alzados en armas y que una suma adicional de 900 000 pesos se repartiría entre la población civil como indemnización por los daños de la guerra. Aguinaldo escogió Hong Kong como residencia para él y sus hombres, a donde partió el 27 de diciembre con 25 de ellos, tras recibir los 400 000 pesos convenidos. La paz quedó en una simple tregua, puesto que aunque el 23 de enero se celebró el Te deum en Manila, proclamando una amnistía dos días después, ni el gobierno español implementó las reformas, ni Aguinaldo cesó en sus actividades, guardando el dinero recibido para la preparación de una nueva rebelión. Por aquellas fechas, llegó a Baler la noticia de que el capitán Roldán sustituía a López Irisarri como gobernador político-militar de El Príncipe, quedando el destacamento al mando de un teniente, lo que no satisfizo a Roldán, que solicitó el relevo por enfermedad.
Por otra parte, la firma de la paz supuso la liberación de los prisioneros hechos en Baler por los insurrectos. El padre Gómez Carreño fue liberado el 20 de diciembre, llegando a Manila el 27. Aunque solicitó al provincial su retorno a España, no le fue concedido, por lo que eligió volver a Baler en lugar de ser enviado a otra parroquia.

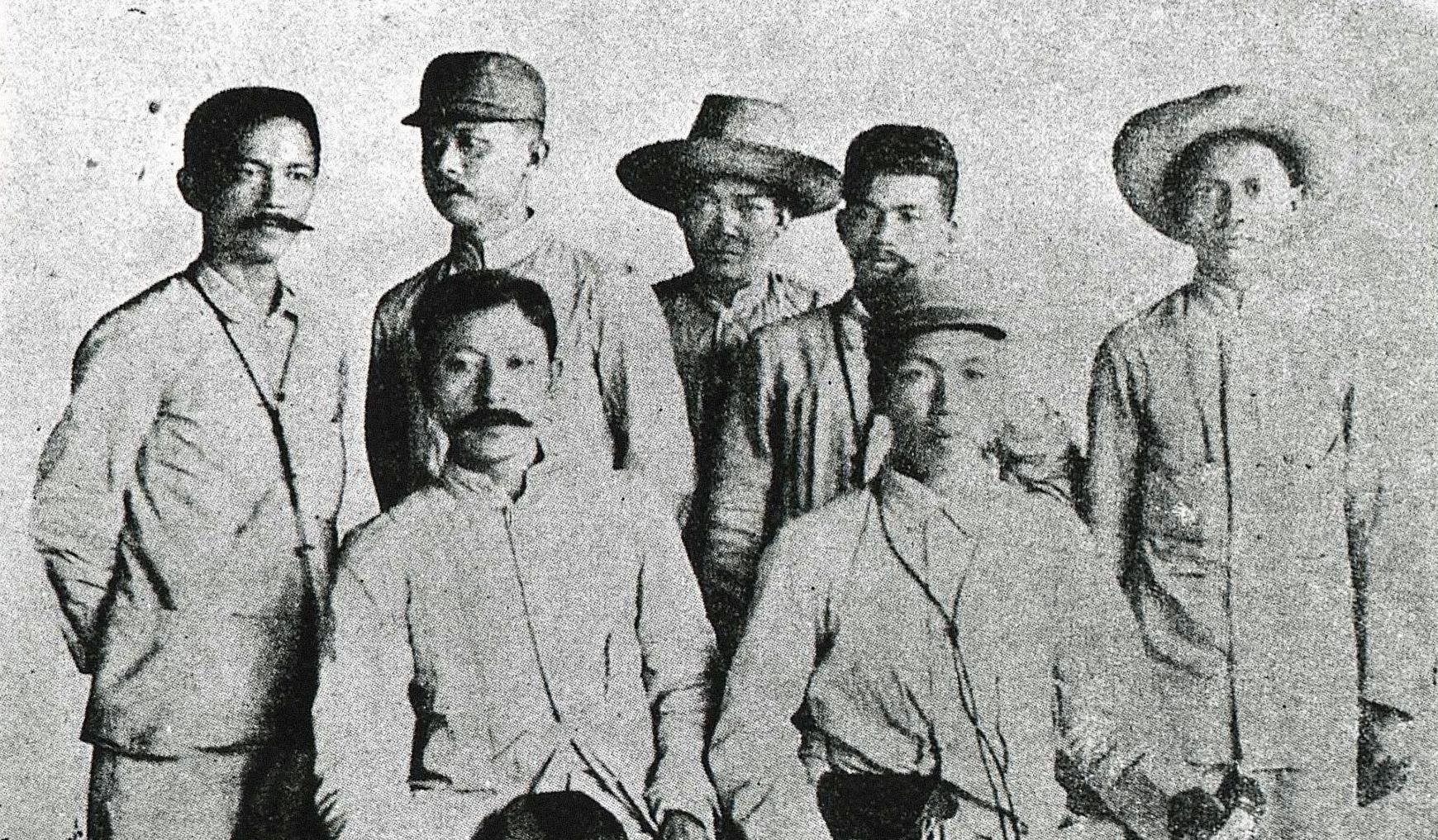
Negociadores filipinos del pacto de Biak-na-Bató (Emilio Aguinaldo, sentado, a la derecha).

Los efectos de la firma de la paz no fueron inmediatos en Baler, puesto que Luna Novicio, recuperado de las heridas sufridas en el ataque del 4 de octubre, dispuso la construcción de nuevas trincheras y fortificaciones que fueron estrechando el cerco sobre la iglesia y sus alrededores. El desembarco de suministros era cada vez más problemático y requería, cada vez más frecuentemente, organizar descubiertas para poder hacer llegar los pertrechos y provisiones a la posición. A principios de enero había gran cantidad de enfermos y heridos y apenas quedaban medicinas. El destacamento español desconocía las noticias sobre la firma del pacto de Biak-na-Bató y, al menos en un primer momento, tampoco Luna Novicio. Debido a que el efecto de la firma de la paz no había tenido un efecto instantáneo, las autoridades militares españolas dispusieron que destacamentos españoles recorrieran Luzón, acompañados de filipinos rendidos, para dar noticia de la firma del pacto y recoger las armas de los insurrectos. Prueba de la inestabilidad de la situación en Baler fue una escaramuza sucedida el 11 de enero, en el que la fuerza de Roldán sufrió dos bajas y seis heridos graves.
El 23 de enero de 1898 llegaron por tierra 400 hombres de refuerzo al mando del comandante Génova Iturbe, con el objetivo de conseguir la rendición de las partidas rebeldes que pudieran quedar en el territorio. Le acompañaban tres emisarios de Aguinaldo. El día 26, Génova reconoció Casigurán, del que no había noticias desde noviembre, encontrándolo en calma. Interrumpida la insurrección más que terminada, las autoridades de Manila decidieron el relevo de las fuerzas de Génova por un destacamento de 50 hombres. Estos 50 hombres debían ser los de reemplazos más modernos del destacamento de Cazadores llevado a Baler por Roldán en octubre y quedarían al mando de dos oficiales. La orden del mando de Manila ordenaba también el regreso de Roldán.

## El sitio de Baler

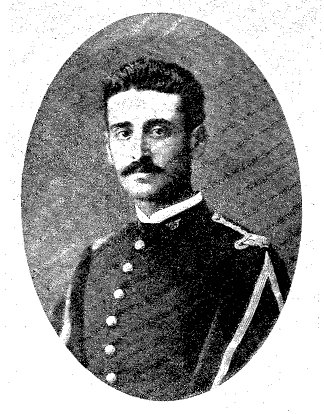
Retrato del capitán de Infantería Enrique de las Morenas y Fossi aparecido en la revista Blanco y Negro el 20 de mayo de 1899 (en España se desconocía su suerte). Las Morenas fue gobernador político-militar de El Príncipe desde febrero de 1899. Murió durante el sitio de Baler.

El 12 de febrero llegaba a Baler el vapor «Compañía de Filipinas». Además de provisiones para cuatro meses, el buque transportaba al recién nombrado gobernador político-militar de El Príncipe, el capitán de Infantería Enrique de las Morenas y Fossi, a los segundos tenientes Alonso y Saturnino Martín Cerezo, que debían hacerse cargo del destacamento, al supervisor provisional del Cuerpo Médico (con grado de teniente) «En dicho transporte fueron también con nosotros [..] el entonces médico provisional de Sanidad Militar (asimilado al empleo de teniente), D. Rogelio Vigil de Quiñones y Alfaro...», y al padre Gómez Carreño, franciscano párroco de Baler, que había sido hecho prisionero por los insurrectos durante el ataque al destacamento del teniente Mota y que, liberado tras la paz de Biak-na-Bató, volvía a su parroquia. Los expedicionarios habían salido de Manila el 7 de febrero y se habían trasladado por vía fluvial y terrestre hasta Mauban, en el Pacífico, al sur de Baler. Desde ahí, el «Compañía de Filipinas» les transportó a Baler. El estado físico de Las Morenas era, no obstante, delicado, puesto que sufría de fuertes neuralgias y tuvo que ser llevado en parihuelas.
En cuanto la marea lo permitió, las tropas de Génova y Roldán partieron hacia Manila en la embarcación que había traído a los oficiales. Las provisiones traídas por el «Compañía de Filipinas» serían las últimas que recibieron del Ejército español. Si bien tenían municiones suficientes, la cantidad de raciones era escasa y además la mayor parte de las que habían dejado almacenadas en la iglesia las tropas relevadas estaban en mal estado.
Mientras tanto, al otro lado del mundo, un inexplicado incidente serviría de excusa para el inicio de la guerra entre Estados Unidos y España dos meses después. El 15 de febrero una explosión hizo zozobrar al acorazado estadounidense USS Maine cuando se encontraba fondeado en el puerto de La Habana (Cuba). La prensa amarilla estadounidense, tras años de agitación antiespañola, inmediatamente culpó a España de haber atacado al buque. Inmediatamente después del incidente, el gobierno estadounidense movilizó a sus tropas en previsión de una inminente guerra. El 25 de febrero, la Escuadra Asiática (la flota estadounidense en el Extremo Oriente) recibió la orden de partir de Yokohama, en Japón, donde se encontraba fondeada desde enero, y concentrarse en la colonia británica de Hong Kong, donde debía prepararse para atacar Filipinas, en tanto que el Congreso aprobaba el 20 de abril una resolución exigiendo a España que abandonase Cuba y reconociese su independencia, y autorizando al presidente William McKinley a tomar cualquier medida necesaria. Ante la negativa española a someterse al ultimátum, los Estados Unidos declararon la guerra el 25 de abril.

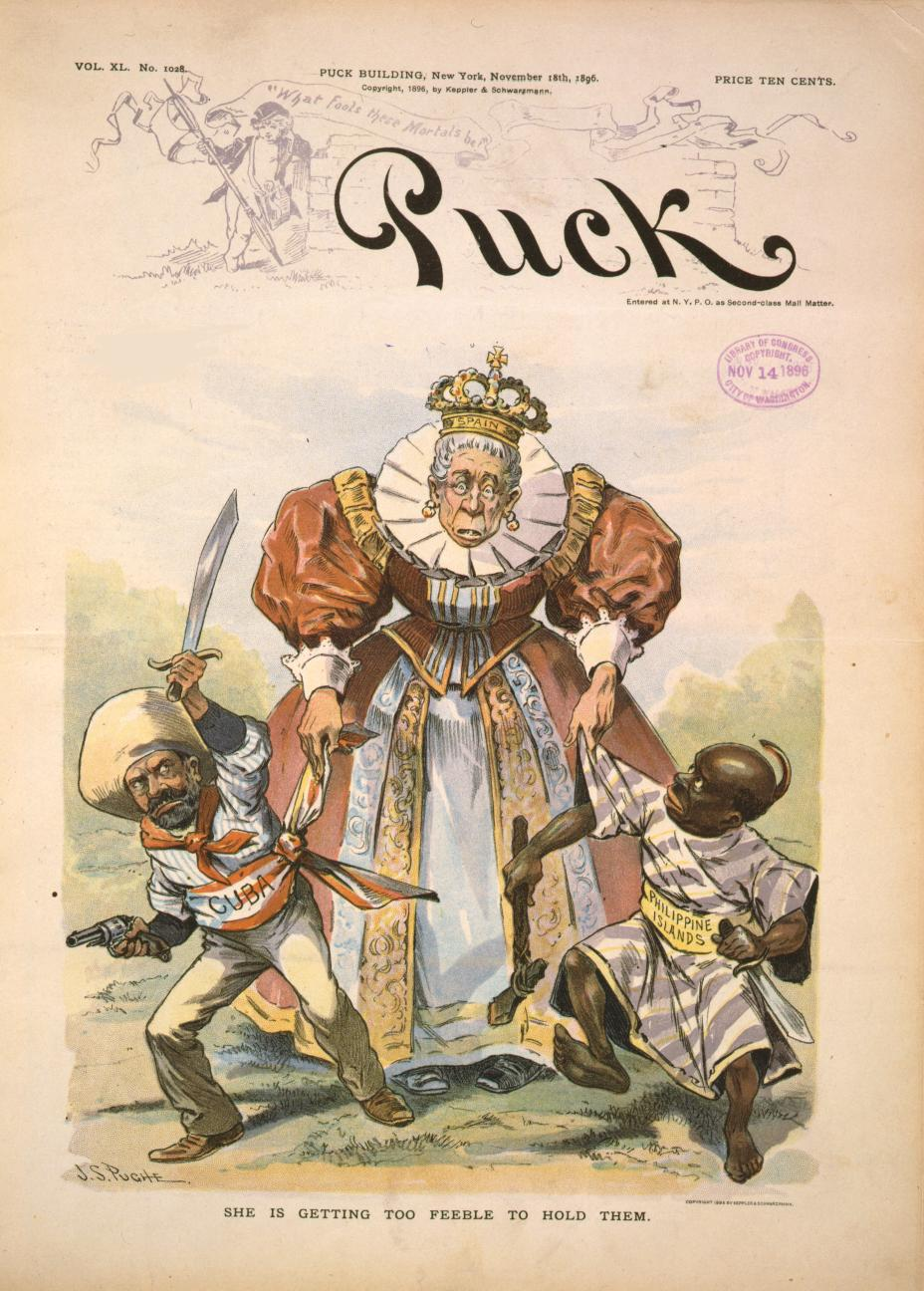
Portada de la revista estadounidense Puck (16 de noviembre de 1896). En ella, la reina María Cristina trata de sujetar a dos niños, Cuba e Islas Filipinas, que tratan de liberarse.

Ajenos a los sucesos que tenían lugar en Cuba, la única preocupación del destacamento era la recientemente apaciguada insurrección y la posibilidad de que resurgiera. Por ello inicialmente la tropa se instaló en la iglesia, donde se encontraban almacenadas provisiones y municiones, que era el único lugar con perspectivas de poder servir como refugio en caso de asalto. Sin embargo, el capitán, deseoso de generar confianza en la población del país y de regenerar administrativamente el distrito, sugirió a Alonso que trasladara la tropa a la comandancia, y así se hizo. A los pocos días de la llegada hubo que tirar la mayor parte de las provisiones debido a su mal estado, lo que llevó a los militares a decidir comprar víveres a los habitantes del pueblo. El comercio generado y la vuelta a la relativa normalidad en las islas tras la paz de Biak-na-Bató, además de paliar la escasez de alimentos de la guarnición de Baler, contribuyó al regreso de los habitantes del pueblo. Sin embargo, corrían rumores de que la tranquilidad duraría únicamente hasta junio.
Al poco tiempo, Las Morenas tomó por consejero a Lucio Quezón, el maestro de escuela. Este hecho no fue bien visto por Martín Cerezo, que albergó siempre desconfianza hacia este. Por otra parte, Las Morenas decidió que los terrenos de la comandancia fuesen cultivados, de forma que la guarnición dispusiese de un mejor suministro de alimentos, para lo que decidió hacer uso de los quince días de servicio gratuito a la comunidad a los que estaban obligados los balerenses, el conocido como «polo». El «polo», que anteriormente había ascendido a cuarenta días, era utilizado para la construcción de infraestructuras necesarias para la comunidad, como carreteras, puentes y regadíos, aunque también iglesias y conventos. A pesar de la reducción de duración, el «polo» era particularmente odiado por los filipinos, puesto que se había convertido en un abuso. Las Morenas puso a Quezón a cargo del cultivo. Lo que para el capitán era una muestra de confianza en la paz y en la población, para esta era explotación y el maestro acabó siendo asesinado por los revolucionarios.
Al problema de la escasez de alimentos había que añadir que la única fuente de suministro de agua era el río que circundaba la población y este, además de poder ser desviado en caso de insurrección, era un escondite perfecto para los insurrectos filipinos en las selvas que comenzaban en la otra orilla, lo que convertía en un riesgo el ir a recoger agua. Por ello, Martín Cerezo sugirió al capitán que se abriera un pozo en la plaza del pueblo, pero Las Morenas lo descartó tras consultarlo con Quezón, el cual le dijo que se había intentado varias veces sin éxito.

### El comienzo del sitio

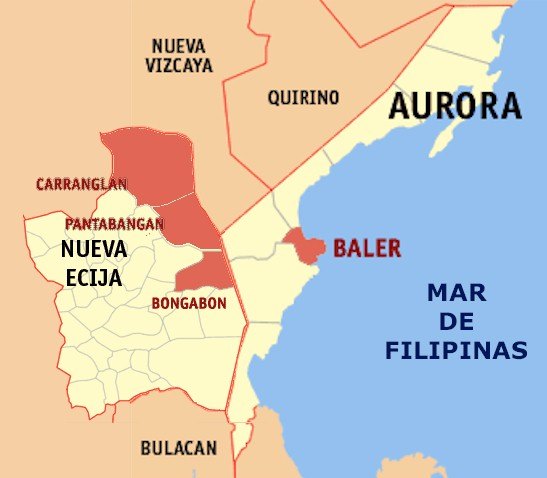
Situación de las zonas de reclutamiento conocidas por el destacamento de Baler: municipios de Carranglán, Pantabangán y Bongabon en Nueva Écija.

En abril llegaron noticias de que la frágil paz se estaba resquebrajando, puesto que los revolucionarios filipinos estaban reclutando más hombres en los cercanos municipios nororientales de Nueva Écija. Martín Cerezo confirmó los rumores mediante la gente del pueblo, que iba a otros lugares a comprar arroz y a la que habían intentado reclutar ofreciéndoles una buena paga, «A nosotros —me dijeron— también nos han querido alistar y nos han ofrecido un buen dinero» e informó al gobernador y a Alonso. Ya en marzo se habían producido sublevaciones en diversas provincias de Luzón y Cebú, que fueron dominadas. El 11 de abril, como consecuencia de un cambio de gobierno en España, Primo de Rivera era sustituido como gobernador general por el teniente general Augustín.
El 27 de abril, la flota estadounidense de la Escuadra Asiática, al mando del comodoro Dewey, abandonó Hong Kong hacia Filipinas. El 1 de mayo llegó a la bahía de Manila y derrotó a la flota española, al mando del almirante Montojo, resultando ésta hundida en su totalidad. El arsenal y la plaza de Cavite se rindieron a los estadounidenses el día siguiente. La batalla de Cavite significó el principio del fin de la presencia española en Filipinas. El 19 de mayo, Aguinaldo volvió a Filipinas en un buque estadounidense para ponerse al frente de la revolución, que se extendió por toda la isla de Luzón. El despliegue de tropas españolas, compuesto en su mayor parte de pequeños destacamentos estacionados en las poblaciones filipinas, hizo que fuesen un blanco fácil por los rebeldes. Los destacamentos que no fueron superados se replegaron a Manila (sin éxito en su mayor parte) y otros puntos fuertes, con lo que la isla de Luzón quedó casi enteramente en manos de los rebeldes. El 1 de junio, Manila quedó definitivamente sitiada por tierra.
Tras la victoria del comodoro George Dewey sobre la flota española del almirante Montojo en la batalla de Cavite en mayo de 1898, el gobierno estadounidense comenzó a organizar un cuerpo expedicionario de fuerzas terrestres para atacar y capturar la capital filipina, Manila. El general Wesley Merritt solicitó el mando del VIII Cuerpo de Ejército que estaba siendo organizado en California, que le fue concedido. El 19 de mayo, Merritt recibió sus órdenes: derrotar a los españoles, pacificar Filipinas y mantenerla en poder de los Estados Unidos, al tiempo que no debía juntar sus fuerzas con los insurgentes filipinos al mando de Emilio Aguinaldo. El futuro de las islas quedaba en un estado indefinido, pero Merritt asumió que su soberanía quedaría en manos de los Estados Unidos.

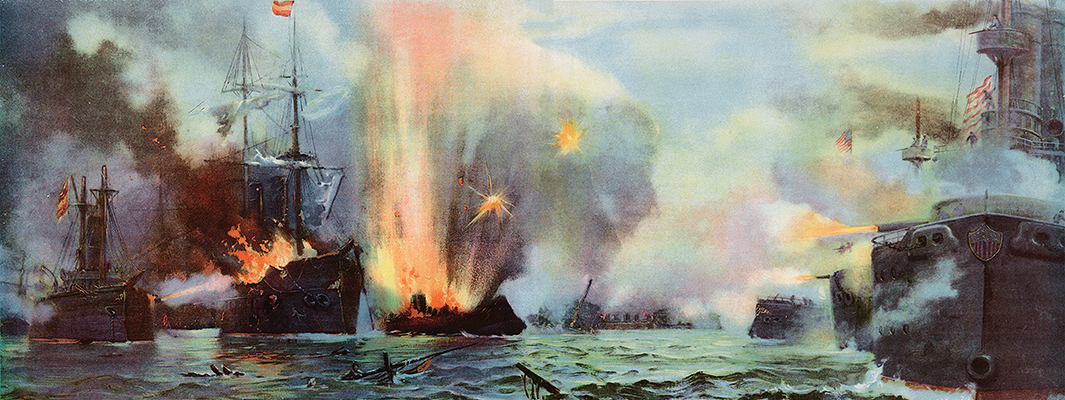
Batalla de la bahía de Manila, 1 de mayo de 1898, de J.G. Tyler. A la izquierda (de izquierda a derecha), los navíos españoles Don Antonio de Ulloa, Castilla y Reina Cristina. A la derecha (de izquierda a derecha), USS Boston, USS Baltimore y USS Olympia.

A finales de mayo llegaron a Baler noticias sobre el inicio de la guerra contra Estados Unidos y la derrota de la flota española en Cavite. Estas fueron unas de las últimas noticias recibidas por tierra del exterior, puesto que los sublevados impedían el paso de noticias por la cordillera. El correo enviado el 1 de junio fue interceptado y los mensajeros apresados, aunque cinco días más tarde lograron escapar y avisar a la guarnición de lo ocurrido. En la última carta enviada por Las Morenas a dos misioneros franciscanos de Casigurán les comunicaba que estaba aislado sin poderse comunicar con Nueva Écija. Al no poder enviar noticias por tierra a Manila, el gobernador se puso en contacto con Teodorico Novicio Luna, antiguo líder insurrecto y habitante del pueblo, aparentemente amigo ahora, para pedirle que le indicase una persona que pudiera llevar un mensaje al gobernador de Nueva Écija para que este, a su vez, lo remitiera a Manila explicando la situación. Luna le proporcionó un mensajero, al que se le entregó un mensaje cifrado, pero que al poco volvió a Baler diciendo que ha sido capturado y el mensaje interceptado, aunque afirmó que los insurrectos no han sido capaces de leerlo. Pronto supieron que Novicio Luna era en realidad el líder de la sublevación en Baler. Poco después llegaron dos naves de Binangónan con «palay» (arroz con cáscara) para vender y la guarnición encargó el envío de un mensaje al comandante de la guarnición de aquella población al capitán de los barcos, sin saber que la región ya estaba en plena revuelta. Por su parte, el padre García Carreño compró 70 cavanes de «palay» que posteriormente resultaron de extremada utilidad para la supervivencia del destacamento (se muestra aquí una de las discrepancias entre los relatos de Martín Cerezo y Minaya; mientras que el militar insinúa que el párroco había comprado el arroz para hacer negocio, el franciscano afirma que lo había hecho «para su manutención y la de su servidumbre»).
El 12 de junio, Aguinaldo había declarado la independencia filipina en Cavite el Viejo, ante la frialdad estadounidense, que ocupaba el arsenal de Cavite y tenía la flota de Dewey bloqueando por mar a Manila. Fuerzas filipinas cercaban Manila por tierra.

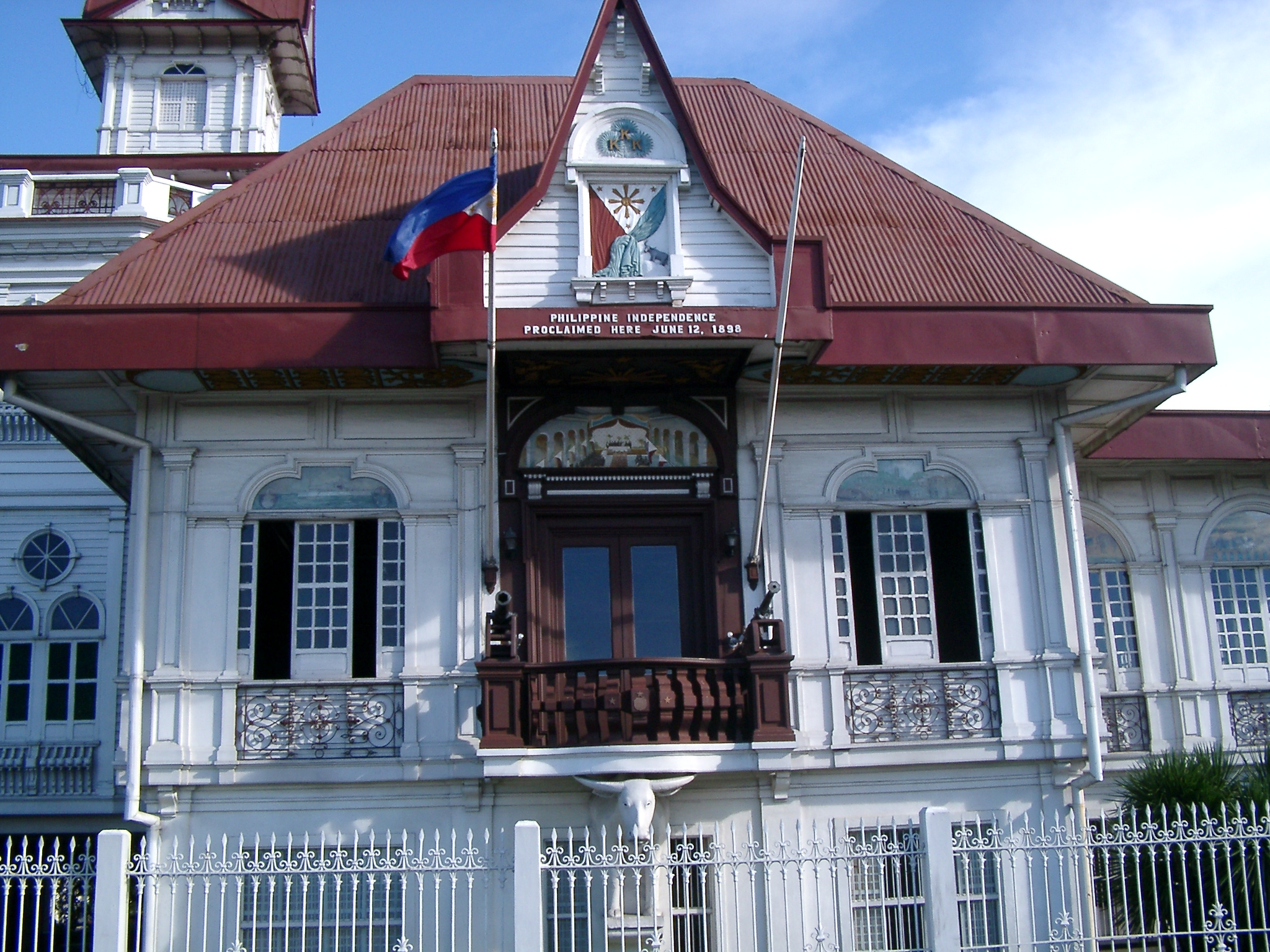
Casa de Emilio Aguinaldo en Cavite el Viejo, desde cuyo balcón se proclamó la independencia filipina el 12 de junio de 1898.

En Baler, el día 26 se dieron las primeras huidas. Alguna gente del pueblo empezó a abandonarlo, cosa que hizo pensar en la inminencia de un ataque. A la mañana siguiente el pueblo estaba desierto. No solo eso, sino que se habían producido tres deserciones: el cabo y el sanitario filipinos, además del asistente, peninsular, de Martín Cerezo, Felipe Herrero López. Ante esta situación el destacamento decidió atrincherarse en la iglesia llevando consigo las provisiones que quedaban en la comandancia y los barriles de «palay» que había comprado el padre Gómez Carreño.
Dos días más tarde, por la mañana, Martín Cerezo salió de patrulla con 14 hombres, regresando sin novedad, mientras los que no estaban de guardia recorrieron las casas del pueblo para llevarse a la iglesia las tinajas de agua que quedaban en ellas. Al día siguiente, la patrulla salió al mando de Alonso, comandante del destacamento, produciéndose la deserción de uno de los soldados, Félix García Torres. La tropa continuó con el acondicionamiento de la iglesia, demoliendo parte del convento. La madera obtenida fue almacenada y el espacio que ocupaba el convento convertida en un corral, dejando intacta la base del muro. Martín Cerezo se llevó cuatro caballos para poder tener carne en caso de necesidad, pero tanto la tropa como Alonso y el capitán se negaron y los soltaron.
La mañana del día 30 de junio, la patrulla que mandaba Martín Cerezo fue emboscada en la ribera del río. Pudieron replegarse hasta la iglesia sin más baja que un cabo, Jesús García Quijano, que resultó herido en el pie. Comenzaba así el sitio.

### Del 1 de julio al 15 de agosto

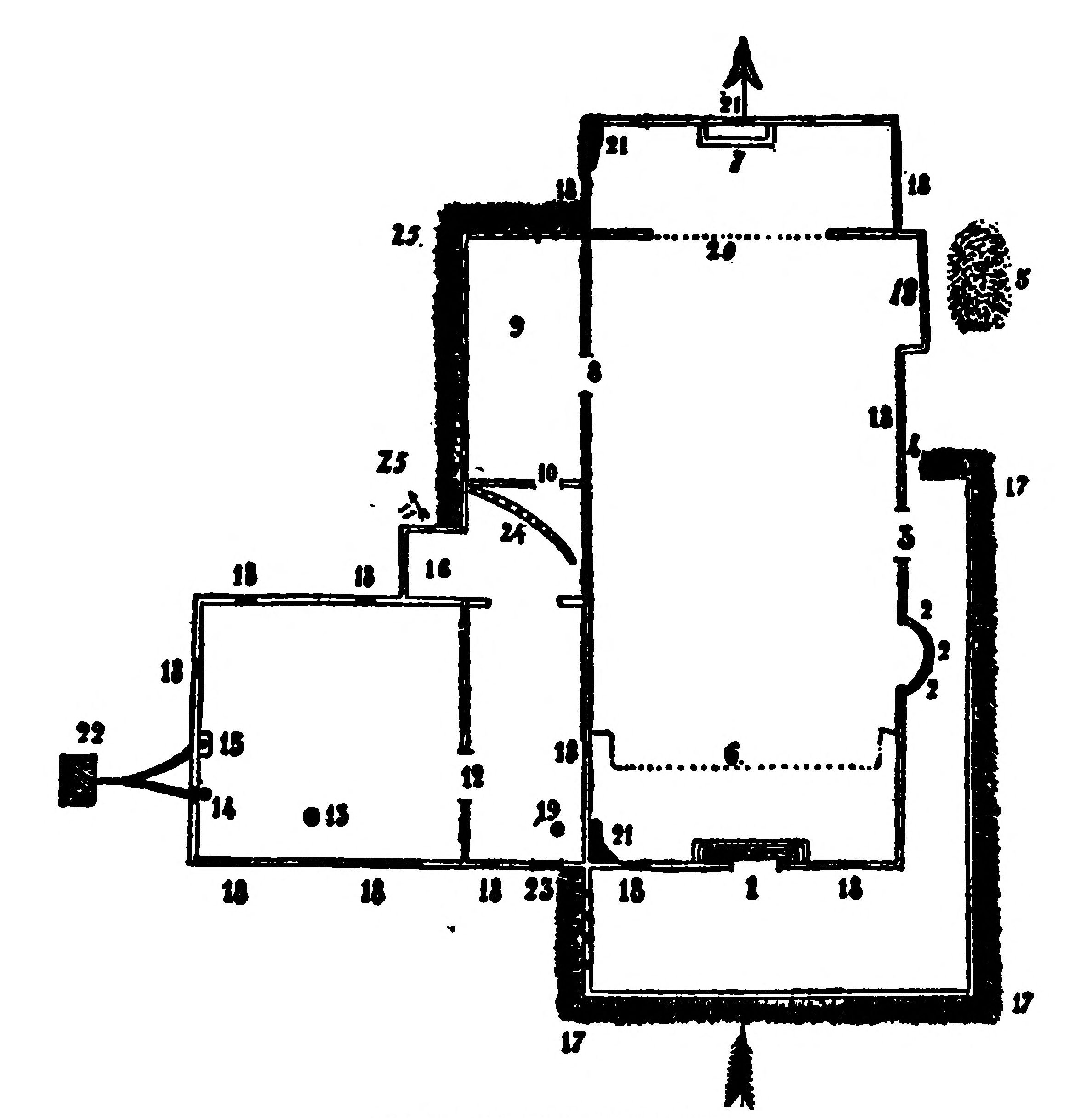
Plano de la iglesia durante el asedio:
1. Puerta principal
2. Baptisterio (en cuya pared se abrieron tres aspilleras)
3. Puerta lateral (hacia el camino que iba al río)
4. Entrada a las trincheras que protegían las puertas
5. Huerto
6. Línea del coro
7. Altar mayor
8. Puerta de acceso a la sacristía
9. Sacristía (con pared totalmente aspillerada)
10. Puerta de la sacristía al corral
11. Boquete de acceso al foso de la trinchera de la sacristía
12. Paso del primer patio (donde se hallaba el «convento») al corral (o segundo patio)
13. Pozo construido por los defensores
14. Letrina construida en una de las ventanas
15. Urinario
16. Patio de aseo embaldosado
17. Trinchera con foso protegiendo las puertas de la iglesia
18. Ventanas aspilleradas
19. Horno de pan y cocina
20. Barandilla del presbiterio
21. Parapetos construidos encima de los muros de la iglesia
22. Pozo de aguas negras
23. Entrada al antiguo convento (terraplenada por el interior)
24. Trinchera protegiendo la puerta de la sacristía
25. Foso y trinchera sobre el muro de la sacristía

El primer día de sitio los españoles encontraron cerca de la iglesia una nota en la que los filipinos les advertían que contaban con tres compañías para el asalto y los conminaban a rendirse: «Estáis rodeados, los españoles han capitulado, evitad el derramamiento de sangre...». Aunque los sitiados no dieron mucho crédito a las noticias sobre las rendiciones, no dudaron de la cantidad de las fuerzas enemigas y temieron un largo asedio. Por ello, Martín Cerezo retomó la idea de construir un pozo en el interior. Las Morenas le asignó cinco hombres y al poco tiempo encontraron agua en abundancia a cuatro metros de profundidad.
Al día siguiente, 2 de julio, apareció otra nota. En esta nueva carta, los insurrectos —al no haber recibido respuesta a la anterior— insistieron en las victorias que se estaban produciendo sobre las tropas españolas y les informaron de la caída en sus manos de casi todas las provincias de Luzón, y de que la capital, Manila, se encontraba sitiada. Según la nota, 20 000 filipinos cercaban la ciudad, la cual, sin suministro de agua, estaría a punto de capitular). Las Morenas, como gobernador político-militar, los instó a volver a someterse a la obediencia a España y se mostró dispuesto a recibirlos con los brazos abiertos si así lo hacían. El mensaje acababa recomendando que no se dejaran más notas en los alrededores de la iglesia sino que fueran enviadas, después de un sonido de aviso, mediante un mensajero con bandera blanca. Las respuestas, por parte española, se entregarían en la misma iglesia a un mensajero enviado también por parte filipina, tras dar el respectivo aviso e izar la bandera blanca. La decisión de no enviar hombres fuera de la iglesia se tomó para evitar posibles deserciones. De hecho, Felipe Herrero López, uno de los soldados que había servido con Martín Cerezo, fue el primer mensajero que enviaron los filipinos a recoger una respuesta. El teniente intento persuadirle para que se reincorporara, pero este se marchó sin decir palabra. Ante el envío de un nuevo desertor, Félix García Torres, como mensajero, los sitiados comunicaron que si continuaban eligiendo ese tipo de emisarios, serían recibidos a balazos. En la tarde del día 3 de julio comenzaron a construir un horno para hacer pan en el patio que había dejado la demolición del convento. Allí se dispuso también la cocina.
El 4 de julio, con el objetivo de aliviar el cerco, dos voluntarios, Gregorio Catalán y Manuel Navarro, hicieron una salida, en la que destruyeron los barracones de la Guardia Civil, los edificios de la escuela y algunas casas cercanas a la iglesia desde las que los filipinos disparaban constantemente. Ese mismo día, llegaron a Cavite las primeras tropas terrestres estadounidenses, al mando del general Anderson, como avanzadilla del VIII Cuerpo de Ejército del general Merritt. En su trayecto, se habían desviado para tomar, el 20 de junio, Guam, en las Marianas. A finales de julio, tras recibir seguridades de los estadounidenses que permitirían a los filipinos tomar Manila, Aguinaldo les permitió que las tropas de Merritt tomaran posiciones en torno a la capital sitiada.
El día 8, Cirilo Gómez Ortiz, al mando de las tropas sitiadoras, hizo gala de caballerosidad para conseguir la rendición del destacamento sitiado y les ofreció una tregua hasta la caída de la noche; además, enviaron una cajetilla de tabaco para el capitán y un pitillo para cada soldado. Los españoles aceptaron la suspensión de hostilidades, la única en todo el asedio, e informaron a Ortiz de que tenían abundantes provisiones; le regalaron a su vez una botella de jerez. Los combates se reanudaron y los filipinos, en un intento más de que los españoles se rindieran, enviaron a varios desertores para que, desde el exterior, intentaran convencer a la tropa para que siguieran sus pasos.
Durante los días sucesivos, el destacamento se afanó en fortificar la iglesia. Ya el día 29 de junio habían demolido el convento. El piso inferior, que tenía dos metros de alto y muros de piedra, fue respetado para que sirviese de corral. Toda la madera obtenida de la demolición fue almacenada en el nuevo corral. Las dos puertas de la iglesia fueron tapiadas: se dejaron únicamente aspilleras para poder disparar, al igual que en las seis ventanas del edificio. Abrieron también tres troneras en el baptisterio. La sacristía, que era de madera, fue respetada, pero su muro fue reforzado, construyendo otro a medio metro y rellenando el hueco con cajones llenos de mantillo. Se dejaron cuatro troneras orientadas al oeste y dos al norte. Ante el nuevo muro, se construyó también un foso. La puerta sur de la sacristía, que daba a un pequeño patio por el que se accedía al convento, fue parapetada, de forma que solo se podía pasar de uno en uno. En la pared situada entre el primer patio (el antiguo convento) y el segundo se abrieron también troneras. Las seis ventanas del segundo patio (al norte, sur y oeste) se aspillaron. Exteriormente, se construyeron un foso y una trinchera formando un ángulo recto, que protegían las dos puertas. Un cabo y ocho soldados se dispusieron en la trinchera que protegía las puertas. El resto en las ventanas y troneras de la iglesia, con dos tiradores en la torre.
El 18 de julio resultó herido uno de los sitiados, el cabo Julián Galvete Iturmendi, que murió diez días después: fue la primera baja por fuego enemigo de la guarnición. Ese mismo día llegó una carta para Las Morenas y el padre Gómez Carreño firmada por el padre Leoncio Gómez Platero, párroco de Carranglán, en Nueva Écija. En ella se les exhortaba en tono cordial para que depusieran las armas y se rindieran al capitán Calixto Villacorta porque si así lo hacían, serían tratados con consideración y embarcados rápidamente hacia España. La carta no fue respondida así que al día siguiente temprano, los filipinos enviaron otra —esta vez menos cortés y firmada por Villacorta— con un ultimátum de 24 horas, trascurridas las cuales el oficial filipino les decía: «No tendré ninguna compasión de nadie y haré responsables a los oficiales de cualquier fatalidad que pueda ocurrir». La respuesta española fue enviada a la mañana siguiente: «Nos une la determinación de cumplir con nuestro deber, y deberás comprender que si tomas posesión de la iglesia, será solamente cuando no haya nada en ella más que los cuerpos muertos. La muerte es preferible a la deshonra». Al finalizar el plazo del ultimátum, los filipinos comenzaron a disparar desde todos los puntos de sus líneas, durando el tiroteo hasta la mañana siguiente. Los españoles, para economizar munición e incitar a los filipinos al asalto, decidieron no responder a este fuego. Ante esta actitud, Villacorta en vez de enviar sus columnas contra la iglesia, envió un mensaje en el que dijo que no iba a gastar pólvora inútilmente, pero no levantaría el sitio, aunque tuviera que prolongarlo tres años, hasta que los españoles se rindiesen.
En la iglesia habían encontrado varios cañones viejos, posiblemente no más que culebrinas, pero sin accesorios ni carro para transportarlos. Los sitiados mezclaron los explosivos de algunos cohetes rotos con la pólvora de algunos cartuchos de los fusiles Remington y pusieron parte de la mezcla y las balas en uno de los cañones más pequeños, que llevaron a uno de los disparaderos que habían construido en el antiguo convento, ahora corral, y colgaron la parte trasera de una viga con una cuerda que les permitía variar el ángulo de tiro. Con una larga caña de bambú con fuego en el extremo, para evitar el golpe del retroceso, consiguieron disparar el cañón, que hizo temblar los cimientos del corral.
Los insurrectos enviaban casi a diario mensajes a los sitiados y un día, uno de los mensajes fue entregado por dos desertores. Algunos soldados, que habían pertenecido al destacamento de Mota, creyeron reconocer a uno de ellos como uno de los guardias civiles que había comandado el puesto de Carranglán, y al que habían conocido cuando pasaron por dicha población en su trayecto a Baler a principios de septiembre. El asistente de Alonso, Jaime Caldentey, aseguró que era un paisano y amigo suyo de Mallorca, por lo que este le pidió que invitara a los enviados, en mallorquín, a unírseles, diciéndoles que la guarnición española contaba con suficientes provisiones y municiones para aguantar el asedio. El guardia, fingiendo no conocer el idioma, replicó mencionando su amor por su familia y su deseo de volver a España, añadiendo que, de persistir en su resistencia acabarían muertos porque todas las tropas españolas se habían rendido y no iban a recibir refuerzos.
A finales de julio, el general Merritt, que había partido el 29 de junio de San Francisco junto con el último contingente del VIII Cuerpo de Ejército estadounidense, llegó a Luzón.
En Baler, Villacorta volvió a enviar otro ultimátum el 31 de julio. En él amenazaba con utilizar fuego de cañón si no se entregaban al día siguiente. Los rebeldes filipinos habían recibido algunos cañones, al parecer del mismo tipo que los que tenían los españoles y tal como había amenazado Villacorta, a las doce de la noche comenzó el bombardeo desde el sur, el este y el oeste, que causó daños en las puertas y en el techo, por lo que el bastión quedó prácticamente a la intemperie. Ese día, en la también sitiada Manila, se producía el primer choque entre tropas españolas y estadounidenses.

Prisioneros de guerra españoles en manos estadounidenses en Manila tras la capitulación de la capital filipina.

El 3 de agosto, Caldentey, el ayudante de Alonso, aprovechando un turno de guardia, desertó. Martín Cerezo pensó que había acordado la deserción en su conversación en mallorquín con el guardia civil que estaba con los filipinos. Cuatro días después, gracias a la información de Caldentey sobre el temor del teniente Alonso a un ataque por el norte, donde solo había un guardia, los filipinos atacaron concentrando el fuego en la zona y poniendo una escala en el muro, cerca de donde se encontraba el guardia, que dio la alarma. Los españoles se dispusieron a repeler el ataque y, ante la tenacidad del ataque, simularon una salida para asaltar una de las casas fortificadas del exterior. Al oír el incremento del fuego, los filipinos se retiraron, aunque continuaron disparando desde las trincheras. Aunque no lo supieron entonces, un día después de desertar Caldentey, éste murió alcanzado por una bala de los sitiados mientras trataba de abrir fuego con un cañón contra la iglesia.
Mientras tanto, el 7 de agosto, Merritt enviaba un ultimátum a Fermín Jáudenes y Álvarez, gobernador general interino de Filipinas tras el cese de Augustín, anunciando que en 48 horas comenzaría el asalto a la capital filipina, y que permitiría que los civiles evacuasen la ciudad. Unos 20 000 soldados estadounidenses se encontraban ya en Filipinas. Jáudenes anunció que resistiría, a lo que Merritt respondió con un nuevo ultimátum de cinco días. Jáudenes, estimando su situación como desesperada, sin posibilidad de auxilio desde la metrópoli (el 20 de julio se supo que la anunciada flota de Reserva no llegaría a Filipinas), entró en conversaciones secretas con Merritt a través del cónsul belga. Se rendiría ante los estadounidenses, pero no ante los filipinos. El día 13, tras un simulacro de asalto, Jáudenes dio orden de rendición ante las tropas estadounidenses al mando de Merritt, protegidas por la flota de Dewey, sin contar con Aguinaldo. Los contendientes no habían recibido noticias de que el día anterior se había firmado el protocolo de Washington, por el que se establecía alto el fuego entre España y Estados Unidos, y en el que se disponía que Manila debía quedar en poder estadounidense como garantía hasta que la formalización de un tratado estableciese el destino de Filipinas.

### Del 15 de agosto al 30 de septiembre
El 15 de agosto los rebeldes filipinos hirieron al soldado Pedro Planas Basagañas. Días después, Villacorta hizo un nuevo intento para conseguir la rendición de la guarnición española. Los párrocos franciscanos de Casigurán, otra de las poblaciones importantes de El Príncipe, Juan López Guillén y Félix Minaya, habían sido hechos prisioneros por los insurrectos. El 20 de agosto, Villacorta decidió enviarles a hablar con los asediados con las últimas noticias de la situación, suponiendo que al recibir información sobre la caída de Manila decidirían deponer su resistencia. El mensaje que portaban decía así:

Emilio Aguinaldo está al frente de la revolución. Bajo sus acertadas órdenes opera un numeroso ejército, bien armado y mejor municionado. Al empuje de los soldados filipinos no saben resistir los españoles, más soberbios y arrogantes que valientes. Casi todos los destacamentos están ya en nuestro poder y sus hermosos fusiles en nuestras manos. Manila no ofrece ya más resistencia que la de un palomar a los ataques de los animales carnívoros. Los americanos nos han dado algunos cañones y si fuese necesario vendrán aquí los vapores que les pidamos para bombardear ese fuerte que los españoles creen inexpugnable. Y entonces, ¡ah!, entonces morirán todos entre las ruinas. Si alguno consigue escapar de la catástrofe, será acuchillado. No será ya tiempo de perdón; pero ahora aún es tiempo. Si se entregan serán tratados como caballeros.

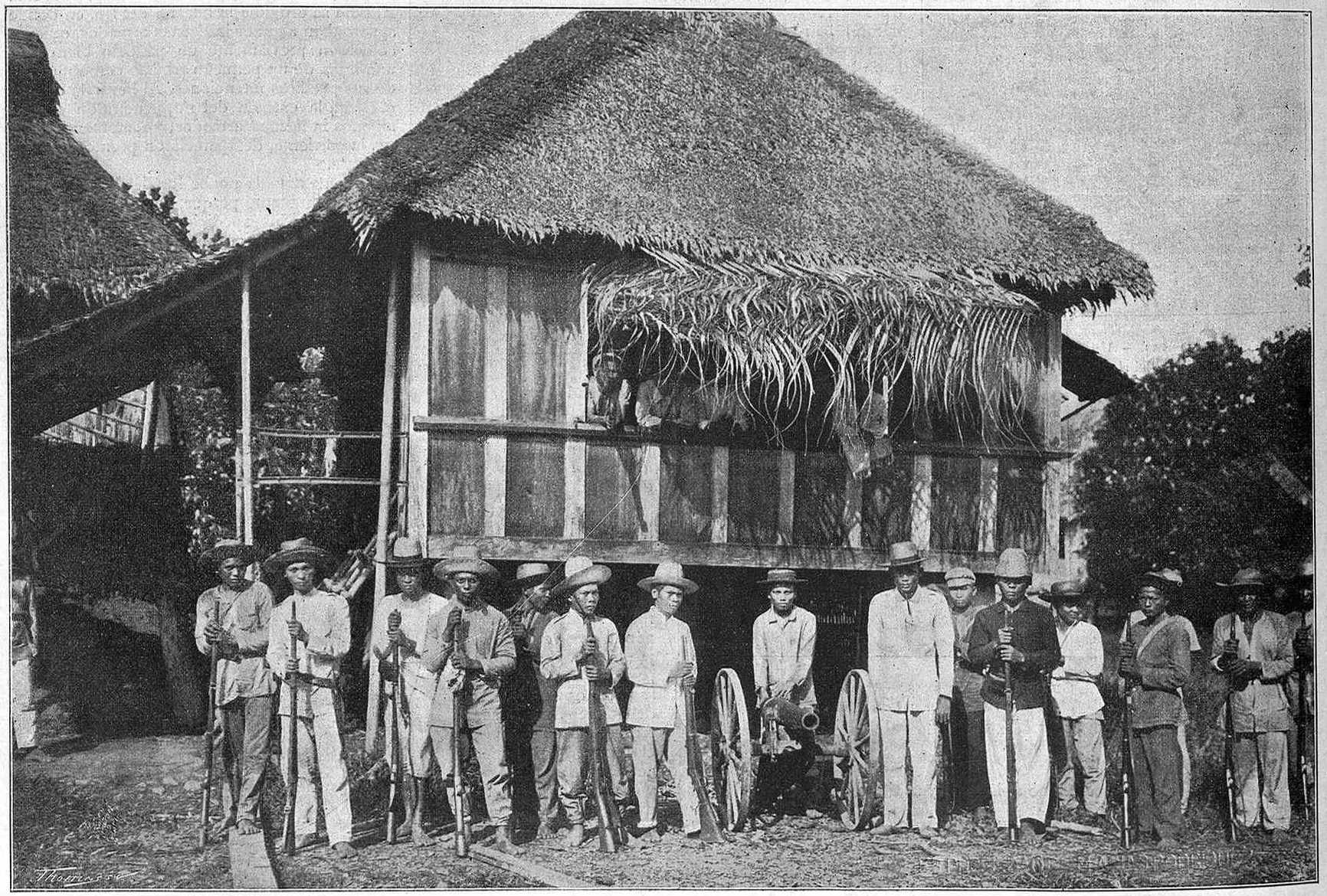
Fotografía tomada el 29 de mayo de 1899 y aparecida en el artículo «El destacamento de Baler», publicado en La Ilustración Artística el 11 de septiembre del mismo año. El pie de foto dice: «Guerra de Filipinas. Baler. Casa habitada por el tenientecoronel del ejército filipino Sr. Texón y parte de la fuerza á sus órdenes (de fotografía, propiedad de M. Arias y Rodríguez, de Manila».

Villacorta envió inicialmente al padre López solo, acompañado de un soldado filipino portador de una bandera blanca. Mientras López se encontraba en el interior de la iglesia, Minaya, según cuenta en su Diario, entró en un estado de gran excitación que terminó cuando el comandante filipino le dijo «Puedes ir tú también». El franciscano dejó las líneas filipinas y penetró también en la iglesia.
La descripción de la conversación de los sacerdotes con los asediados es muy diferente en las narraciones del teniente Martín Cerezo y en el diario del padre Minaya, protagonistas ambos de los hechos. Ambos coinciden en que los sitiados no creyeron las noticias que llevaban. Pero mientras que según Martín Cerezo, «[a]mbos hicieron cuanto les fue posible para inclinarnos a la rendición, sin añadir nuevos argumentos a los que tan oídos teníamos, pero esforzándolos con el más imponente colorido que pudo suministrarles su elocuencia», en el relato del franciscano, este cuenta como había recibido con «entusiasmo» la orden de Las Morenas de quedarse con ellos (frente a los escrúpulos de López Guillén, que temía futuras represalias contra ellos). La decisión de Las Morenas, fruto de la necesidad de ofrecer la menor información posible a los sitiadores, fue apoyada por el teniente Alonso, por el párroco Gómez Carreño y por el doctor Vigil de Quiñones, pero no por Martín Cerezo, que los consideró «dos bocas inútiles» (Manuel Leguineche estima que a Martín Cerezo no le caían bien los franciscanos, de los que afirma se quedaron satisfechos con los filipinos cuando estos los retuvieron, terminado el sitio). Minaya terminó la discusión: «Nos quedamos aquí. Somos españoles. Lo que sea de uno será de todos. Haremos lo que podamos. No hablemos más del asunto. Está terminado». Decidido el asunto, el teniente Alonso ordenó arriar la bandera blanca y disparar a cualquiera que se aproximase.
El 25 de agosto se registró la primera víctima mortal. El padre Gómez Carreño, debilitado por un catarro intestinal, falleció a causa de beriberi. Fue enterrado en el presbiterio de la iglesia. Ese mismo día tuvieron la primera noticia de la caída de Manila en manos estadounidenses. Se presentó en la iglesia Pedro Aragón, un vecino de Baler que había participado en el asedio al destacamento de Mota meses antes y que había sido prisionero de los españoles en Manila. Al caer la ciudad, fue liberado y volvió a su pueblo, donde el comandante de las fuerzas sitiadoras le ordenó que hablase con el párroco para informarle de la caída de Manila y pedirle que convenciera a los soldados españoles de que se rindieran, sin conseguirlo.
Otro soldado, Francisco Rovira Mompó, enfermo también, murió de disentería el 30 de septiembre, día en que llegó a la guarnición una carta del gobernador civil de Nueva Écija en la que informaba a Las Morenas de que se habían perdido las Filipinas. En los días siguientes llegaron noticias sobre la rendición de varios destacamentos españoles por todo el archipiélago. Finalmente, llegó una carta escrita por el padre Gil Atienza, en la que les confirmaba las noticias sobre las rendiciones de las guarniciones españolas e intentaba hacerles ver que era inútil seguir resistiendo. Sin embargo los sitiados no dieron crédito al gobernador de Nueva Écija (conocido de Las Morenas y cuya letra había sido reconocida por el capitán) ni al resto de informaciones recibidas, creyéndolos una treta de los filipinos.

### Del 1 de octubre al 22 de noviembre

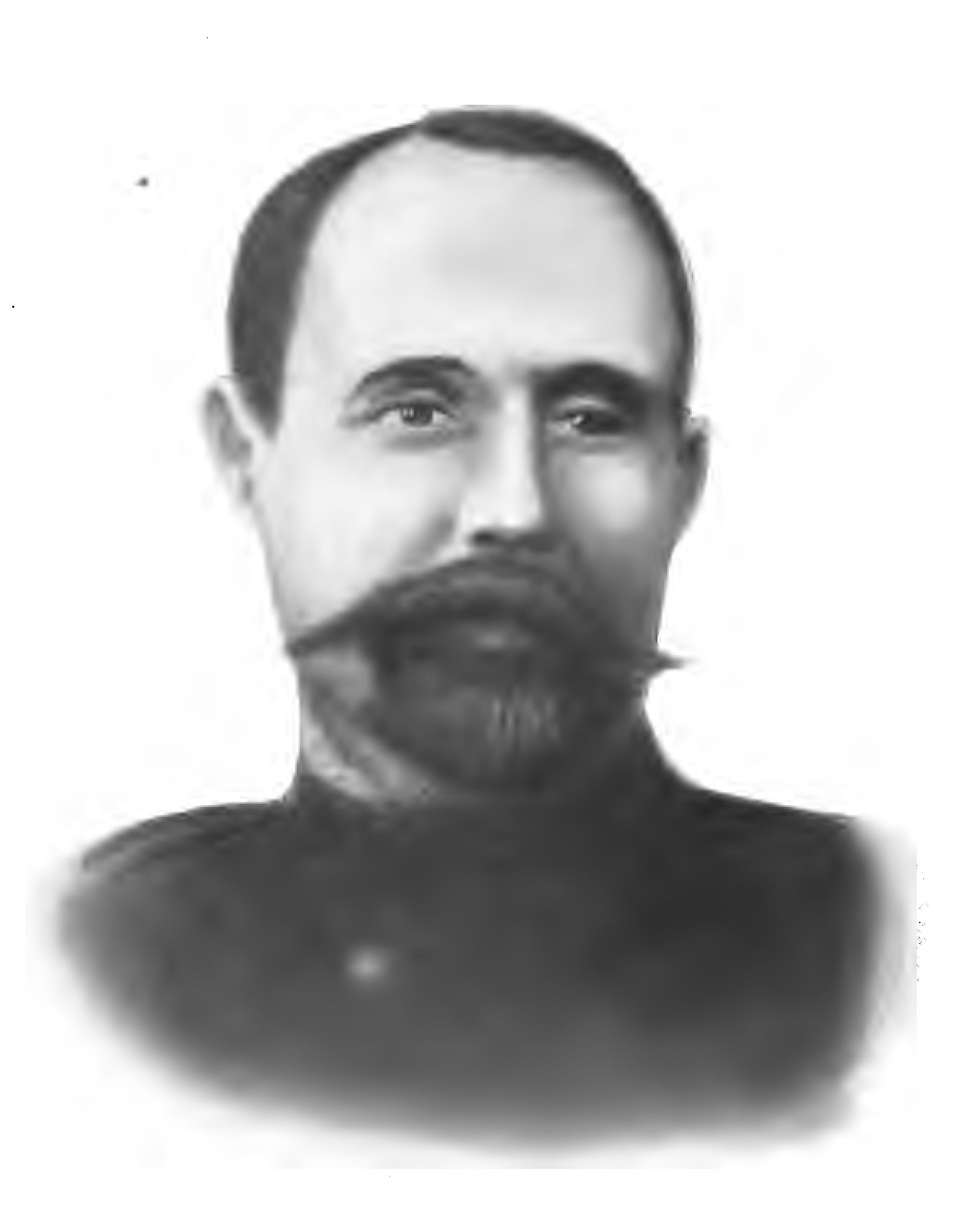
El teniente Saturnino Martín Cerezo se hizo cargo del mando a la muerte del teniente Alonso Zayas.

El 1 de octubre Estados Unidos y España comenzaron a negociar en París las condiciones de la paz entre ambos países. Las negociaciones durarían más de dos meses. Por su parte, Emilio Aguinaldo nombró un representante diplomático en Estados Unidos, Felipe Agoncillo, que no fue reconocido como tal por el gobierno estadounidense ni accedió a sus pretensiones de formar parte de las negociaciones. El traslado de Agoncillo a París para tratar de influir en la delegación estadounidense no tuvo tampoco ningún éxito.
En Baler, el 9 de octubre se produjeron dos nuevas bajas por enfermedad entre los sitiados: el cabo José Chaves Martín y el soldado Ramón Donat Pastor murieron de beriberi. Días después cayó gravemente herido el doctor Vigil y el día 18 falleció el teniente Alonso Zayas, ambos afectados por el beriberi, por lo que el teniente Martín Cerezo asumió el mando del destacamento.
Pensando evitar en lo posible el avance del beriberi, las tropas españolas abrieron nuevas vías de ventilación, intentando no comprometer la seguridad (en ese tiempo se pensaba que el beriberi lo favorecía el hacinamiento y la falta de ventilación). Las medidas no dieron resultado y la mayor parte de la tropa apenas se tenía en pie, por lo que se organizaron guardias de seis horas, en las que los relevos se hacían con ayuda de los soldados sanos, que llevaban a la cama al soldado relevado y colocaban en una silla al nuevo guardia, mientras el cabo de turno hacía rondas comprobando el estado de los distintos centinelas.
Mientras tanto los revolucionarios siguieron intentando conseguir la rendición del destacamento español, informándoles de la situación de la guerra con Estados Unidos, ante lo que cosecharon una nueva negativa. Antes de final de mes se registraron otras tres bajas. El día 22 murió de beriberi un soldado, José Lafarga; el 23, otro soldado, Miguel Pérez, resultó herido; el 25 murió, también de beriberi el soldado Román López Lozano. Para evitar la humedad del suelo, algunos de los soldados españoles improvisaron una especie de zuecos con pedazos de madera que se ataban a los pies con cordones.
En París, mientras tanto, una vez acordados los términos de la paz relativos a Cuba y Puerto Rico, comenzaron las negociaciones en relación con Filipinas. En la sesión del 31 de octubre los estadounidenses reclamaron la cesión del archipiélago, a lo que se opusieron infructuosamente durante las siguientes sesiones los representantes españoles.
En la iglesia de Baler, el estado sanitario siguió agravándose. Durante la primera quincena de noviembre murieron cuatro soldados: Juan Fuentes Damián, Baldomero Larrode Paracuellos, Manuel Navarro León y Pedro Izquierdo Arnáiz. El capitán Las Morenas, pese a hallarse gravemente enfermo de beriberi, siguió firmando las contestaciones a los rebeldes filipinos. Poco antes de morir envió una última carta en la que invitaba a los insurrectos a rendirse, proclamando que serían tratados benévolamente y amnistiados. Los rebeldes respondieron con insultos y amenazas. Finalmente, la madrugada del 22 falleció, después de llevar tres semanas sin comer y haber perdido el conocimiento. Martín Cerezo contaba en aquel entonces con 35 soldados, una corneta y tres cabos, casi todos enfermos. Apenas quedaban víveres, aunque había munición suficiente para seguir resistiendo.

### Del 23 de noviembre al 22 de diciembre
Los filipinos intentaron varias veces comunicarse con los españoles, pero Martín Cerezo rechazaba los mensajes. Ante el temor de que esta actitud pudiera hacer pensar a los sitiadores que la moral de los sitiados empezaba a flaquear, el teniente ordenó organizar pequeñas «fiestas» todas las tardes con el personal fuera de servicio, en las que se cantaban canciones y se aplaudía ostensiblemente. La actitud de los españoles irritó a las tropas filipinas, que arreciaron el fuego y los insultos, lo que al mismo tiempo estimuló el ánimo de los sitiados.
Mientras tanto, los insurrectos finalizaron la construcción de trincheras en torno a la posición española y fortificaron varias casas situadas a unos cuarenta metros al oeste de la iglesia. En una de ellas los sitiadores habían colocado algunos cañones que habrían podido destruir fácilmente la sacristía. Un par de soldados, Juan Chamizo Lucas y José Alcaide Bayona (este último omitido en la narración de Martín Cerezo) se ofrecieron para efectuar una salida. Aprovechando uno de los momentos en los que cesó el fuego filipino, ambos, cubiertos desde la retaguardia, consiguieron salir, prender fuego a las casas cercanas y volver sin ser interceptados.

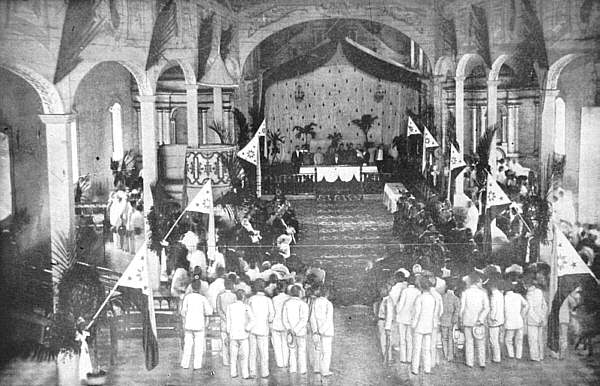
Apertura del Congreso de Malolos en la iglesia de Barásoain en Malolos el 15 de septiembre de 1899.

Al otro lado de la isla, la República Filipina se iba dotando de los medios necesarios para constituirse en un Estado. Desde el 15 de septiembre llevaba reunido en la iglesia de Barásoain, en Malolos, el Congreso de la Primera República Filipina, más conocido como el Congreso de Malolos, con el objetivo de redactar una constitución, que fue ratificada por dicho congreso el 29 de noviembre. Ignorantes de todo ello, un día antes, el 28, los representantes españoles en París habían aceptado el ultimátum estadounidense y acordaban ceder Filipinas a Estados Unidos.
El 8 de diciembre, falleció otro soldado, Rafael Alonso Mederos, a causa del beriberi. Deseando disipar el pesimismo causado por una nueva muerte, Martín Cerezo ordenó la celebración de un modesto banquete, ya que se trataba del día de la Inmaculada Concepción, festivo en España. Aunque el estado de lo servido, buñuelos, una lata de sardinas y café, era precario, sirvió para elevar la moral de la tropa.
Dos días más tarde, el 10 de diciembre, se firmaba en la capital francesa el tratado por el que España renunciaba a la soberanía sobre Cuba y cedía a Estados Unidos sus territorios de Puerto Rico, Guam y Filipinas, con lo que se daba por finalizada la guerra entre ambos países. Mientras que los dos primeros se cedían en concepto de indemnización de guerra, por Filipinas se pagaban 20 millones de dólares estadounidenses. También se encargaría Estados Unidos de gestionar «la libertad de todos los prisioneros españoles en poder de los insurrectos de Cuba y Filipinas».
Mientras tanto, los sitiadores decidían hacer un nuevo intento para conseguir la rendición de los defensores de la iglesia de Baler. El general filipino Llanera ordenó enviar a un prisionero de guerra español de entre los mantenidos en San Isidro para utilizarle como parlamentario. El elegido fue el capitán de la Guardia Civil Carlos Belloto, que había participado en la defensa de San Isidro a primeros de septiembre. El 16 de diciembre el coronel Villacorta salió de Nueva Écija con Belloto, el cual había tratado de negarse, infructuosamente, a desempeñar la misión ideada por los insurrectos. Informó de ello en Manila el capitán Roldán, el cual, también prisionero en San Isidro logró fugarse ese día.
Por su parte, en Baler, los filipinos de Villacorta y Ortiz continuaban con sus ataques de cañón pero sin atacar de la manera contundente, lo que podría haber acabado con los españoles. Entre el ruido de los fusiles y cañones, se oían también insultos y gritos de los soldados filipinos, entre ellos los desertores, que hacían ostentación de su presencia, cosa que enfurecía a los sitiados.
La escasez de alimentos hizo que se planteara una salida con el fin de obtener calabazas frescas y otros frutos que crecían cerca de la iglesia (según el escrito de Martín Cerezo, fue idea suya; según el padre Minaya, fue idea del conjunto de los cazadores). Para ello, concentrarían el fuego sobre todo el pueblo, creando confusión. El plan, inicialmente previsto para Nochebuena, tuvo que anticiparse debido a la debilidad del doctor, el cual, de no comer algo fresco, moriría en poco tiempo. Para intentar la salida, Martín Cerezo contaba con apenas 20 hombres, que debían arriesgarse a salir a campo abierto ante un enemigo bastante más numeroso, en mejor estado de salud y atrincherado, por lo que la única ventaja con la que contaban era el factor sorpresa. El teniente llamó al cabo José Olivares Conejero para que seleccionara 14 soldados para la misión. El grupo debía salir de la iglesia por el boquete de acceso al foso de la trinchera de la sacristía, rodear la casa más cercana al norte de la iglesia y prenderle fuego. Los hombres que permanecieran en la iglesia debían cubrir al grupo de Olivares. En torno a las diez y media de la mañana del 14 de diciembre, el cabo y sus hombres salieron de la iglesia según lo planeado. La sorpresa y la velocidad a la que se propagó el fuego por el pueblo hizo que los rebeldes se retirasen rápidamente. Tras el ataque, la mayor parte del pueblo y las trincheras circundantes resultaron destruidas. Los españoles despejaron también la zona sur, lo que les permitió abrir las puertas de la iglesia, que habían permanecido cerradas desde el inicio del sitio, así como clarear una zona que les permitía ver el río, utilizado por los filipinos para el suministro de provisiones y pertrechos en barca. La acción se llevó a cabo sin ninguna baja por parte de los españoles, desconociéndose el número, siquiera aproximado, de bajas en el campo filipino. Con la operación, los sitiados obtuvieron una gran cantidad de frutas y verduras frescas, además de tableros, vigas y varas de metal que sacaron de la comandancia. En agradecimiento por su arrojo, Vigil de Quiñones le regaló su reloj al cabo Olivares. La aportación de víveres frescos hizo reducirse drásticamente la incidencia del beriberi.
Después del ataque, con la zona despejada, los españoles pudieron iniciar la construcción de un pozo de aguas negras a unos cuatro o cinco metros de la pared del corral, con lo que la situación higiénica mejoró considerablemente. Además, cerca de la entrada a las trincheras que protegían las puertas, plantaron un huerto para disponer de alimentos frescos sin tener que arriesgarse bajo el fuego enemigo. Usando los materiales obtenidos en la incursión, los españoles repararon como pudieron la techumbre destruida por la artillería filipina. A pesar de los esfuerzos, cuando la lluvia era fuerte el techo apenas servía y una noche de tormenta parte de la cornisa se vino abajo, dejando a los españoles sin posibilidad de volver a repararla hasta que amainara el tiempo. Mientras tanto, los filipinos volvieron al sitio utilizando las casas que no se habían quemado y cavando nuevas trincheras, esta vez más lejanas, en cuyo fondo tuvieron que poner plataformas debido a las inundaciones que provocaban las lluvias y las crecidas del río.
Mientras tanto, en Manila se desconocía en qué estado se encontraba la guarnición de Baler. El 14 de diciembre llegó a la capital filipina Tomás Paladio, el sanitario filipino que había desertado al inicio del asedio. Prestó declaración ante el capitán López Irisarri, que había sido gobernador político-militar de El Príncipe durante el primer asedio de Baler. Paladio declaró falsamente que el destacamento había capitulado el 23 de octubre. No fue hasta la llegada a Manila del capitán Roldán, hacia el 25 de diciembre, que se supo que los cazadores seguían resistiendo en Baler.
Durante el mes de diciembre, sin que Martín Cerezo haga constar fecha, los sitiadores utilizaron nuevas fórmulas para conseguir la rendición de los españoles, que el teniente describe eufemísticamente como «reclamos femeninos». Al parecer, los filipinos situaron a mujeres semidesnudas a la vista de los sitiados, así como a parejas simulando relaciones sexuales. Para evitar tentaciones, el teniente ordenó retirarse al interior, procurando los soldados distraerse con distintos recursos como las oraciones o cánticos. No obstante, Martín Cerezo señala que «la situación lamentabilísima en que vivíamos quitábale su poder al "reclamo femenino", nos guardaba muy bien contra la sensualidad y sus deseos».
El 21 de diciembre el presidente estadounidense McKinley emitió su célebre proclama de la «Asimilación Benevolente», anunciando el paso de la soberanía de las Filipinas a Estados Unidos (incluso si el tratado de París no había sido ratificado aún), con lo que el gobierno militar estadounidense pasaba a extenderse de Manila a todo el archipiélago, así como el uso de toda la fuerza necesaria para conseguir sus fines.

### Del 23 de diciembre de 1898 al 24 de febrero de 1899
El 23 de diciembre arribó a Baler el destacamento encabezado por Villarcorta, al que acompañaba Belloto y un asistente. Belloto se las arregló para hablar con el padre Gil Atienza, con el que compartió su disgusto por la situación en la que se encontraba. «¿Qué autoridad tengo yo para decir a todo un destacamento que se entregue?» le dijo al franciscano. A continuación, fue obligado a escribir una carta en la que explicaba que había sido traído a Baler para hablar con el destacamento sitiado.
Tal como narra Martín Cerezo, al día siguiente los filipinos llamaron a parlamentar, para lo que un enviado les entregó tres cartas. Una de ellas era del coronel Villarcorta, informando de que el capitán Belloto había llegado al campamento para parlamentar con ellos y que, con el fin de facilitar su propósito, las hostilidades cesarían hasta el final de la conferencia, que se celebraría cómo y cuándo los sitiados dijeran. La segunda carta era la de Belloto y la tercera, escrita por Gil Atienza, les rogaba que dieran crédito a Belloto y a lo que este les iba a comunicar. Existe en este punto una discrepancia entre lo narrado por Martín Cerezo y lo descrito por Gil Atienza. Según el teniente, ante la posibilidad de poder confirmar de forma «oficial» las noticias que habían llegado sobre la pérdida de Filipinas, contestó que lo esperaría en descubierto, en la plaza del pueblo, y así lo hizo, pero nadie se presentó, por lo que ordenó arriar la bandera blanca en cuanto empezó a oscurecer y ordenó a sus hombres que dispararan a cualquier insurrecto que apareciera, porque, a su entender, todo había sido una trampa con el fin de comprobar si recibirían a alguien que no tuviera miedo a presentarse. Según Gil Atienza, los sitiados no respondieron a la carta de Belloto, lo cual alegró mucho al capitán. Belloto habría seguido en Baler hasta el día 26, algo de lo que le informó el propio Belloto el día de Navidad, cuando oficia la misa.
Los españoles celebraron la Nochebuena con una ración extraordinaria de calabaza, dulce de cáscara de naranja y café. Con algunos instrumentos musicales que encontraron en la iglesia y que habían pertenecido a la banda municipal, improvisaron una fiesta.
Para final de año, se había acabado el arroz y hubo que recurrir al palay comprado por el padre García Carreño, que tuvo que ser descascarillado casi grano por grano. Las raciones tuvieron que reducirse un poco más. En el exterior, el 4 de enero de 1899, el general Otis publicó la proclama del presidente estadounidense McKinley, estableciendo la soberanía de Estados Unidos sobre Filipinas, pero con varias modificaciones sobre el texto original con el objetivo de no suscitar reacciones adversas de los filipinos. Al día siguiente, Aguinaldo, que había sido proclamado presidente de la Primera República filipina el 1 de enero, emitió una protesta oponiéndose a la demanda de soberanía de los estadounidenses.
El 13 de enero, otro soldado, Marcos José Petanas, resultó herido. Durante una de esas noches los insurrectos dejaron en la puerta de la iglesia algunos periódicos filipinos que los sitiados encontraron a la mañana siguiente y en los que se podían leer noticias que causaron gran desazón en Martín Cerezo, como la relativa a los españoles arrestados por soldados estadounidenses por pequeños robos a filipinos o la historia del párroco de Albulug (Cagayán), que había apoyado a los insurrectos a cambio de que estos le permitieran seguir a cargo de su plantación de café. «Secreciones de oruga» llamó Martín Cerezo a estas noticias, ante cuya lectura decidió romper los periódicos filipinos y no volver a leer ninguno.

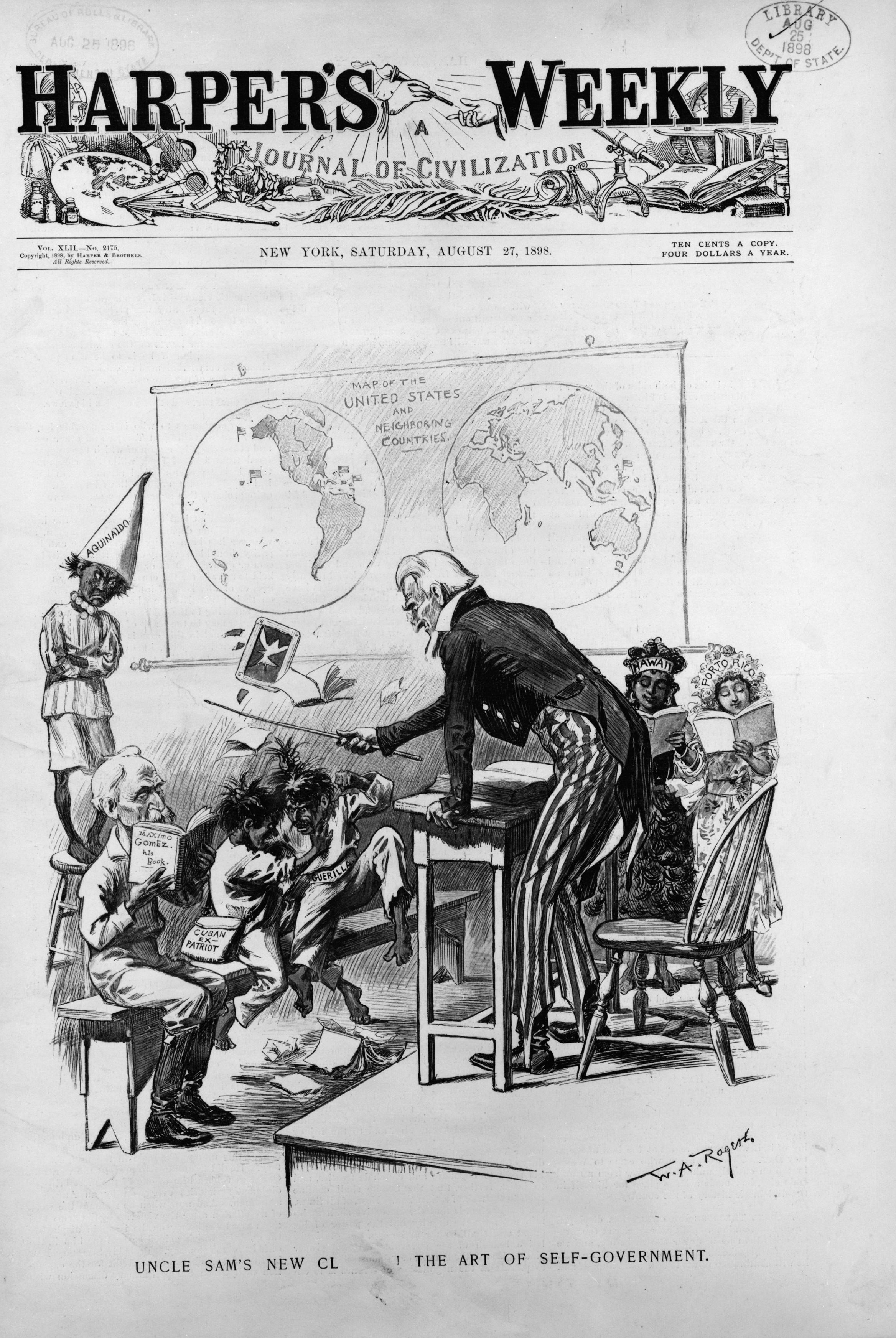
Portada de la revista estadounidense Harper's Weekly del 27 de agosto de 1898. La ilustración, titulada «La nueva clase en el arte de la autodeterminación del Tío Sam», muestra al Tío Sam golpeando a dos niños que se pelean, «Expatriota cubano» y «Guerrilla», mientras que el general cubano Máximo Gómez permanece sentado leyendo un libro, Emilio Aguinaldo está castigado en la parte de atrás de la clase portando un capirote y Hawái y Puerto Rico están de pie en un lateral leyendo.

El 1 de febrero, el general De los Ríos, gobernador general de Filipinas, envió al capitán de infantería Miguel Olmedo a Baler para que le ordenara rendirse. Con dos acompañantes y vestido de paisano, llegó dos semanas después a Baler, por tierra, cuando ya había estallado la guerra filipino-estadounidense. El 4 de febrero se produjo el incidente que dio comienzo a la guerra. Ese día, soldados estadounidenses habían disparado sobre un grupo de soldados filipinos en los arrabales de Manila y tres de ellos resultaron muertos. Al día siguiente, sin investigar el incidente, el general MacArthur ordenó avanzar sobre las líneas filipinas, lo que dio comienzo a la batalla de Manila. Aunque Aguinaldo trató de evitar el enfrentamiento, enviando un parlamentario a hablar con el general Otis, este se negó a detener la ofensiva. Aguinaldo emitió entonces una proclama, informando al pueblo filipino de que estaban de nuevo en guerra.
En Baler, el 13 de febrero se produjo la última muerte por beriberi del asedio, la del soldado José Sáus Meramendi. Al día siguiente los filipinos llamaron a parlamento, y un español apareció ante la iglesia: el capitán Olmedo. El teniente, encaramado a la torre de la iglesia, le dio el alto y Olmedo preguntó si se trata del capitán Las Morenas (este detalle no aparece en la narración de Minaya). Martín Cerezo contestó que era uno de los oficiales del destacamento y que Las Morenas no hablaba ni recibía a nadie y que le dijera a él cuál era el mensaje que quería transmitir. Olmedo le informó de que traía un comunicado oficial y que tenía órdenes de entregarlo en persona a Las Morenas. Ante la ausencia de Las Morenas, al que Cerezo simuló consultar en el interior de la iglesia, y la negativa del teniente a dejarle entrar, Olmedo finalmente cedió y entregó a un soldado el mensaje para el gobernador, firmado por el general De los Ríos y fechado el 1 de febrero, en el que ordenaba abandonar la plaza, siguiendo las instrucciones de Olmedo, dado que España había cedido la soberanía de las islas a Estados Unidos tras la firma del tratado de paz entre ambos países:

Habiéndose firmado el tratado de paz entre España y los Estados Unidos, y habiendo sido cedida la soberanía de estas Islas a la última nación citada, se servirá usted evacuar la plaza, trayéndose el armamento, municiones y las arcas del tesoro, ciñéndose a las instrucciones verbales que de mi orden le dará el Capitán de Infantería don Miguel Olmedo y Calvo. — Dios guarde a usted muchos años. — Manila, 1.º de Febrero de 1899. — Diego de los Ríos.

Martín Cerezo no se convenció de la autenticidad del mensaje (tampoco Minaya, que escribió que «[d]esde las primeras palabras que pronunció nos figuramos que aquel hombre ni era capitán de nuestro ejército, ni comisionado del general Ríos, sino un insurrecto o un desertor») y le dijo a Olmedo que el capitán Las Morenas se había dado por enterado y que podía irse. El enviado pidió quedarse a dormir en la iglesia, pero el teniente se negó, lo que sorprendió a Olmedo, ya que había ido al colegio con Las Morenas. Resignado, preguntó cuándo podía volver a por la respuesta y Cerezo contestó que cuando tocaran a llamada e izaran bandera blanca. De vuelta a las líneas filipinas, conversó con el padre Gil Atienza, al que comentó que en la iglesia pasaba «algo raro»:

O el capitán Las Morenas ha muerto o lo tienen secuestrado. Me extraña mucho que al oír mi voz no haya salido de la iglesia para saludarme. Vamos a esperar a mañana. Me han dicho que si de ocho a nueve tocan a parlamento podré presentarme en la iglesia. Iremos los dos. Hagamos todo lo posible para salvar a esos pobres Cazadores que son hermanos nuestros.

Al día siguiente, Gil Atienza y Olmedo se preparon para hablar de nuevo con los sitiados, pero ese día no hubo toque a parlamento y a las nueve y media los sitiados comenzaron a disparar desde la torre (esto no es consignado por Martín Cerezo, aunque sí por Gil Atienza), por lo que el nuevo enviado desistió y volvió a Manila. Martín Cerezo sí afirma que Olmedo permaneció algunos días en las líneas filipinas, ya que oyó su voz en alguna de las casas fortificadas que estaban usando los sitiadores. Carlos Ría-Baja, que habría hablado posteriormente con Olmedo en Malolos, afirma que permaneció en Baler cinco días. No es descabellado que Olmedo hablase con alguno de los desertores que permanecían con los filipinos, Alcaide o Herrero.
Según el testimonio de Martín Cerezo, desconfió de Olmedo por presentarse de paisano a pesar de la importancia del mensaje, utilizando las formas y maneras de llamada de los filipinos. Además, a pesar de afirmar ser compañero de colegio de Enrique de las Morenas, le había preguntado si él era Las Morenas (detalle no consignado por Minaya) y, por otra parte, el extraño suceso del capitán Belloto, que no apareció en la plaza, era demasiado reciente. A pesar de la necesidad de acabar con aquella situación, Martín Cerezo consideró que, de acuerdo con las ordenanzas militares, en situación de guerra la ejecución de órdenes escritas de rendir una plaza provenientes de un superior no debía hacerse hasta comprobar fehacientemente la autenticidad de dichas órdenes, enviando, si era posible, una persona de confianza que las confirmara.
A la llegada de Olmedo a Manila se corrió la voz de que el destacamento no se rendía porque habrían asesinado a Las Morenas y temían el juicio militar.

### Del 25 de febrero al 8 de abril

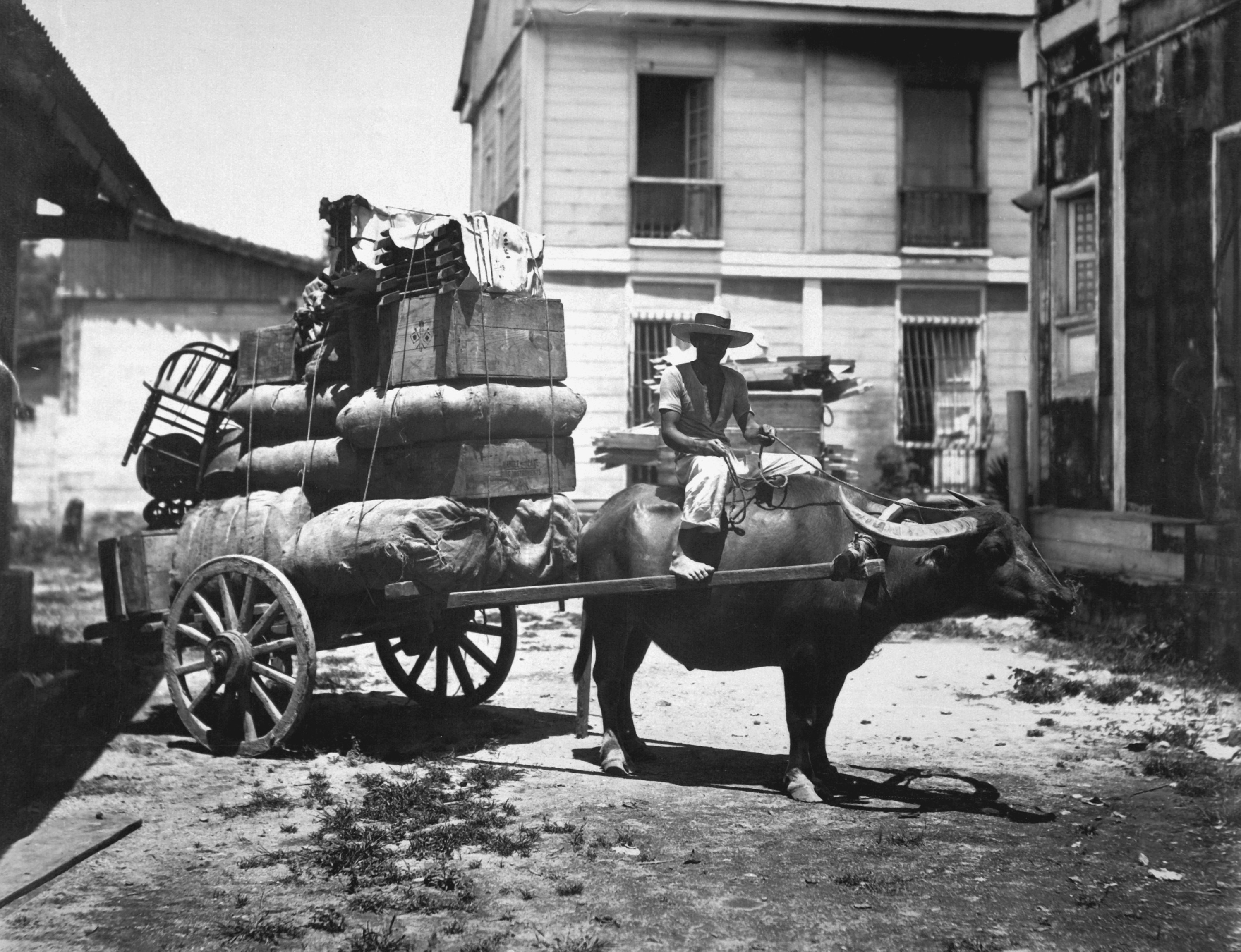
A finales de febrero, una manada de carabaos irrumpió en el espacio entre las trincheras españolas y filipinas. En la imagen, un carabao usado como bestia de carga durante la guerra filipino-estadounidense.

El 25 de febrero, un soldado, Loreto Gallego García, informó a Martín Cerezo de que otro de los soldados, Antonio Menache Sánchez, tenía intenciones de desertar. Gallego guardaba una pequeña cantidad de dinero de Menache y este se la había reclamado un par de meses antes; además, le había confesado que tenía intención de unirse a los filipinos. En su momento, Gallego lo tomó a broma y no lo tuvo en cuenta, pero la noche anterior, Menache fue visto subiendo sigilosamente la escalera cercana a la letrina para observar de cerca el campo filipino y dirigirse a gatas a la ventana aspillerada más cercana. Uno de los centinelas cercanos, al verlo, le dio el alto dos veces y Menache, sin contestar, dio la vuelta y volvió por el mismo camino, lo que fue confirmado por el centinela. Martín Cerezo abrió un juicio sumario y Menache, un vagabundo que tras ser encarcelado había sido enviado con el ejército a Filipinas, aunque al principio lo negó todo, acabó confesando. Para sorpresa del teniente, la intentona iba más allá de una iniciativa individual, y Menache reveló que otros dos miembros del destacamento, el soldado José Alcaide Bayona y el cabo Vicente González Toca, pensaban también desertar. Aunque en aquella situación podía haber ordenado una ejecución sumaria, decidió encerrar y encadenar a los desertores en el baptisterio. El hecho impresionó al teniente, que comenzó a sospechar de todo y de todos.
Antes del final de febrero, una noche los centinelas avistaron un carabao (o búfalo de agua) acercándose a la iglesia. El carabao es un mamífero rumiante, propio de Asia, similar al búfalo, de color gris azulado y cuernos largos y planos, ligeramente curvos y dispuestos hacia atrás. Al parecer, los filipinos, para disponer de carne fresca, habían traído un pequeño rebaño a la zona, al que dejaban pastar en el espacio entre las trincheras españolas y filipinas. Esa noche uno de los centinelas disparó sobre uno de los animales: únicamente consiguió que se alejase. A la noche siguiente, Cerezo y cinco tiradores se apostaron en la trinchera y consiguieron cobrarse una pieza. Los españoles celebraron un banquete con la carne asada del animal, que apenas duró tres días (carecían además de sal, por lo que no podían conservar la carne). Cuando se acabó, el 6 de marzo, trataron de abatir otro carabao, pero esta vez los sitiadores estaban sobre aviso y tuvieron que hacerlo bajo el fuego filipino. Al carecer de sal, en cuanto se pudrió la carne, los españoles tuvieron que intentarlo de nuevo. Tuvieron éxito el día 12, pero los filipinos se llevaron de la zona el ganado que quedaba y las cacerías terminaron. Estas piezas así cobradas dieron un respiro a los españoles en lo relativo a su alimentación y a la posibilidad de fabricar abarcas con las pieles de los animales. A la escasez de alimentos se unía el estado lastimoso de la ropa que portaban. Para marzo, ya no tenía con qué remendar la que quedaba, por lo que Martín Cerezo ordenó que se confeccionara ropa con las sábanas y camisas de los suministros de la enfermería.

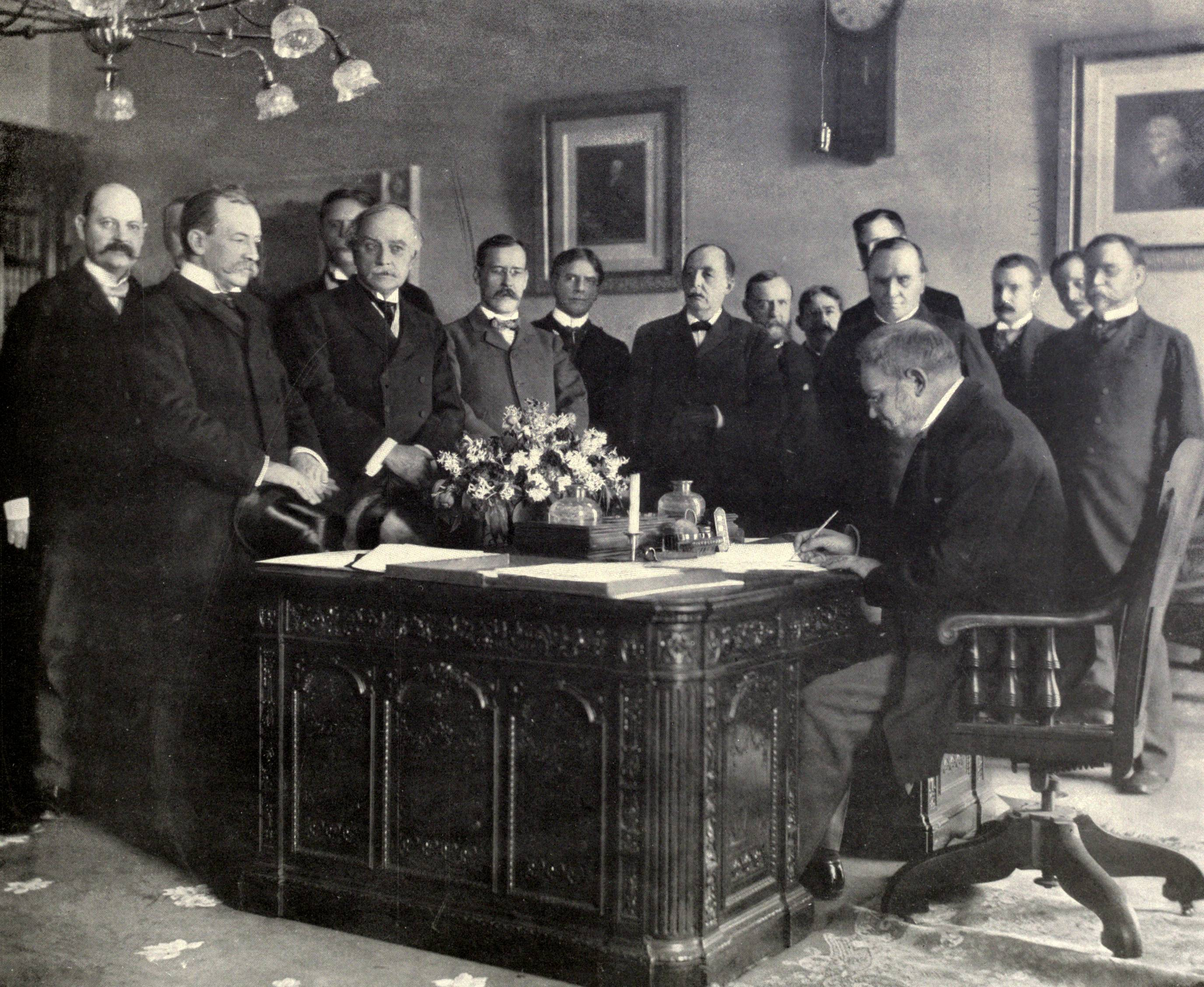
El 11 de abril, Jules Cambon, embajador francés en Washington firmó, en nombre del gobierno español, la ratificación del Tratado de París, ratificado por la reina María Cristina el 19 de marzo. La firma tuvo lugar en el Dormitorio Lincoln de la Casa Blanca, sobre el Escritorio Resolute.

El 19 de marzo, la reina María Cristina ratificó el Tratado de París (el 6 de febrero el Senado de Estados Unidos había recomendado también, con la mayoría de dos tercios necesaria y en medio de la fiebre patriótica creada por el inicio de la guerra con los filipinos, la ratificación del tratado al presidente McKinley, el cual lo hizo ese mismo día). Pocos días más tarde, el 25 de marzo, los sitiados en Baler descascarillaron el último caván de palay, por lo que Martín Cerezo, con el fin de mantener ocupada a la tropa, ordenó ejecutar acciones ofensivas: ordenó abrir una trinchera en una de las calles próximas desde la que podían dominar dos de las casas fortificadas de los sitiadores, impidiendo las comunicaciones entre ambas. El trabajo se completó sin llamar la atención de los filipinos y se efectuó de manera que la trinchera pudiese ocuparse y evacuarse sin ser vistos. Tres días después, el teniente colocó en la trinchera a algunos hombres que sorprendieron a los sitiadores, que dejaron sobre la calle dos muertos y un herido grave. Los filipinos contraatacaron durante la madrugada del 30 de marzo, utilizando un cañón moderno de los entregados por los españoles en Cavite. Aguinaldo, que había tenido que trasladar su gobierno de Malolos a San Fernando ante el avance de las tropas estadounidenses, y conocedor de lo prolongado del sitio de Baler, envió un cañón moderno con la intención de acabar con la resistencia de los atrincherados en la iglesia. Sin embargo, el cañón no causó daños de consideración, ya que los tiradores españoles se las arreglaron para eliminar a los artilleros filipinos, a lo que se unió la falta de municiones suficientes para el cañón. Durante los primeros ocho días de abril, el fuego apenas cesó.
El día 8 se acabó el tocino y apenas quedaban alubias y café, por lo que a los sitiados no les quedaba prácticamente otro remedio que rendirse. Sin embargo Cerezo pensó que eso sería un deshonor y que además deberían confiar sus vidas a los furiosos sitiadores y a los desertores así que optó por continuar con la resistencia.

### Abril: la expedición de socorro delYorktown

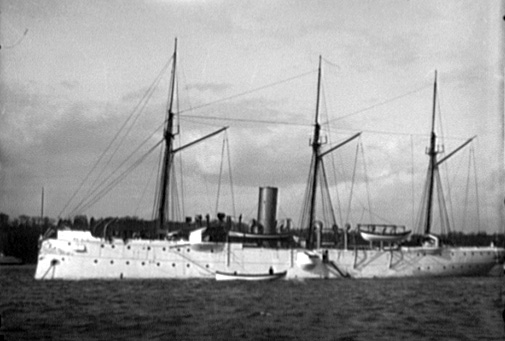
El cañonero estadounidense Yorktown (c. 1890–1901). Fue enviado a la bahía de Baler en abril de 1899 para conseguir la rendición de la guarnición española y transportarla de vuelta a Manila.

En abril, las autoridades españolas que seguían en Filipinas y el arzobispo de Manila Nozaleda se dirigieron a las autoridades estadounidenses para pedirles que acudieran a Baler y consiguieran la rendición de los sitiados, presumiendo que, aunque estos no querrían hacerlo ante los sitiadores filipinos sí podrían hacerlo ante los estadounidenses. El mando estadounidense envió el cañonero Yorktown, que participaba el bloqueo naval de Luzón para impedir el contrabando de armas en favor de los insurrectos filipinos. La Yorktown estaba equipada con cañones de seis pulgadas (15,2 cm.) y ametralladoras de repetición Gatling. Portaba el comandante del Yorktown una misiva del arzobispo para convencerles de que desistieran en su resistencia.
El 11 de abril fueron canjeadas en Washington las ratificaciones del tratado de París, por lo que este entró en vigor y se producía la transferencia oficial de soberanía. Ese mismo día, el cañonero llegó a la bahía de Baler. Hacia las dos de la tarde, los sitiados oyeron el sonido de varios disparos de cañón (Martín Cerezo afirma que el sonido de los cañones provenía del interior, en dirección a San José de Casignán; el padre Minaya los hace provenir del mar). Los sitiados estallaron de alegría pensando que aquellos disparos significaban la llegada de una columna de rescate. Ignorantes de lo que ocurría en la costa, la alegría de los españoles fue en aumento, sobre todo al llegar la noche y ver cómo un reflector del barco iluminaba tierra firme desde la bahía. La excitación de los sitiados hizo que pocos durmieran esa noche.
Mientras los españoles aguardaban un pronto rescate, el comandante del Yorktown, el comodoro Sperry (que posteriormente llegaría a contraalmirante), había enviado durante la tarde a un alférez, William Harrison Standley (futuro almirante), a tierra para parlamentar con los filipinos. Sus instrucciones eran conseguir comunicarse con los sitiados, si los filipinos lo permitían y si lo consideraba seguro. Parece que los filipinos lo permitieron, pero Standley sospechó de la buena disposición mostrada por los sitiadores, por lo que volvió al buque sin tratar de acercarse a Baler. Dado que el poblado no se hallaba en la costa y que no podía divisarse desde alta mar, se decidió que Standley y un recluta desembarcaran de madrugada procurando no ser advertidos por las tropas filipinas con el objetivo de reconocer el terreno y localizar Baler. El desembarco se produjo a las cuatro de la madrugada del día 12. Tras desembarcar a los exploradores, el bote, con catorce hombres al mando del teniente James C. Gillmore, y armado con una ametralladora Colt, se dirigió a la desembocadura del río con el objetivo de hacer de señuelo.

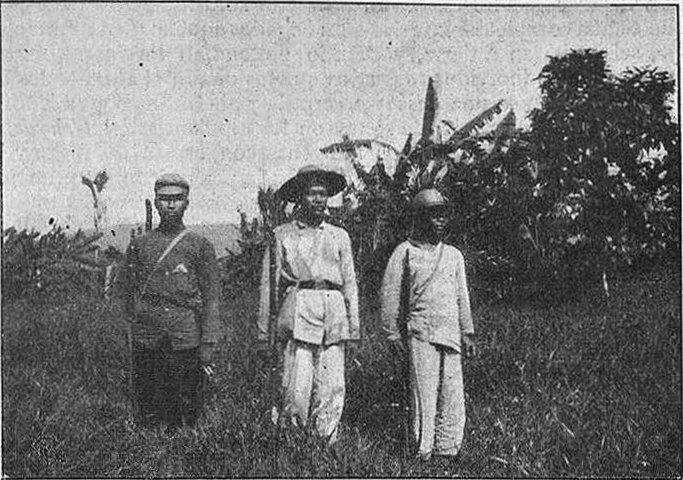
Fotografía tomada el 29 de mayo de 1899 y aparecida en el artículo «El destacamento de Baler», publicado en La Ilustración Artística el 11 de septiembre del mismo año. El pie de foto dice: «Guerra de Filipinas. Avanzadilla de reclutas filipinos frente a la plaza de Baler (mayo de 1899, La Ilustración Artística, M. Arias y Rodríguez)».

Aunque sus órdenes consistían únicamente en atraer la atención de los centinelas filipinos que pudiera haber en la costa, Gillmore decidió remontar el río, temiendo que los filipinos se hubiesen apercibido del desembarco de los dos exploradores. Para afrontar la posible reacción de los centinelas, Gillmore confiaba en la potencia de su ametralladora. Sin embargo, esta confianza resultó excesiva, puesto que al adentrarse en el río cayeron en una emboscada: dos de los tripulantes resultaron muertos y el resto, heridos, dos de ellos muy graves. Los supervivientes tuvieron que rendirse y fueron hechos prisioneros. Los sitiados en la iglesia, sin saber exactamente qué estaba ocurriendo, oyeron el tiroteo aproximadamente a partir de las seis de la mañana, y más tarde las expresiones de júbilo de los sitiadores: «¡Viva, viva, hemos vencido!»
Por la tarde, los españoles oyeron nuevamente disparos de cañón desde el mar. Martín Cerezo ordenó a sus hombres que se apostaran en las aspilleras del sitio y dispararan tres descargas para hacer ver a la que creían unidad de rescate que seguían vivos y defendiendo la posición y evitar así que desistieran. Llegada la noche, los sitiados vieron con esperanza que el proyector eléctrico del barco volvía a enfocar la costa, ante lo que el teniente español envió dos hombres para que subieran a la torre con una larga pértiga de bambú que llevaba un trapo impregnado de queroseno ardiendo en la punta, pero tampoco obtuvieron respuesta. A las cuatro de la madrugada del 13 de abril el reflector se apagó y el Yorktown abandonó la zona.

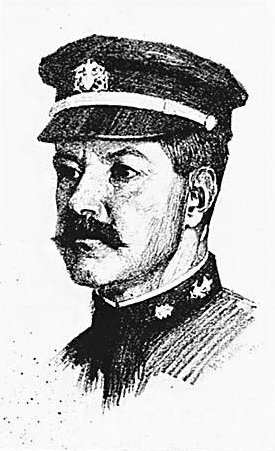
Teniente estadounidense J.C. Gillmore, capturado por los insurrectos filipinos en la operación para rescatar a los sitiados españoles en Baler.

En el cañonero estadounidense, el alférez Standley y su acompañante habían logrado volver a embarcar, habiendo oído las ráfagas del combate de sus compañeros con los filipinos así como voces de los asediados, confirmando que seguían vivos.
En su relato de los hechos publicado en agosto de 1900, una vez liberado, Gillmore consignó cómo, tras la rendición, habían pasado por Baler y visto la iglesia en la que seguía resistiendo el destacamento español, pero no indicó que la rendición se hiciese con ninguna condición ni que él o alguno de sus hombres hubiesen sido enviados a la iglesia. Con todo, tras conseguir fugarse de su cautiverio en manos filipinas varios meses tras su captura, uno de los marineros del grupo de Gillmore declaró que, al pedir los términos de la rendición, las tropas irregulares filipinas les habían propuesto conseguir la rendición de la guarnición española de Baler y entregar a los sitiadores armas y pertrechos, prometiendo, si la gestión tenía éxito, que tanto los sitiados como la tripulación del bote estadounidense serían enviados de vuelta al Yorktown. Tratando de cumplir su parte del trato con los filipinos, Gillmore envió a uno de sus hombres a la ermita sitiada para ofrecer a los españoles su barco para transportarlos, como aliados que eran, a cambio de rendir sus armas a los filipinos. Martín Cerezo respondió que eso sería un insulto al ejército español y despidió al estadounidense, al que dispararon intimidatoriamente al alejarse. Así lo relataron también los testigos españoles (Martín Cerezo y Minaya), que cuentan como la tarde del 13 de abril apareció una bandera estadounidense en las trincheras filipinas, hecho que sorprendió a la guarnición española, desconocedora de lo acontecido en el exterior en los últimos meses. Se presentó también un desconocido vestido de marinero estadounidense, que les dijo que había un barco estadounidense fondeado en la bahía, preparado para llevarles a España, sin que consiguiera que los sitiados aceptasen la oferta. El mando estadounidense comunicó a las autoridades españolas el fracaso de la misión el día 19.
Por orden de Aguinaldo, Gillmore y sus hombres fueron conducidos a San Isidro, donde se encontraba en aquel momento el cuartel general del líder filipino. Allí, el general Luna ordenó su ejecución, salvándose en última instancia el grupo gracias a la intervención de Aguinaldo, si bien fueron mantenidos como prisioneros durante meses. A medida que las tropas estadounidenses avanzaban por Luzón, el grupo fue siendo trasladado hasta el norte de la isla hasta su liberación por los estadounidenses en Aparri, en Cagayán, en diciembre de 1899.

### Hasta el 29 de mayo
Durante la noche del día 20 se produjo un intenso ataque con el objetivo de incendiar la iglesia. Fueron rechazados con gran esfuerzo, tomando parte en los combates el doctor Vigil, que tuvo una participación crucial en la lucha. Para finales de mes, se acabaron las alubias y el café, por lo que la ración se reducía a algo de arroz, hojas de calabacín, infusiones de hojas de naranjo, algunos caracoles y cualquier animal que se acercara por la iglesia y que pudieran cazar, como perros, gatos, reptiles o cuervos.
A partir del inicio de mayo, los ataques se convirtieron en diarios, resultando herido leve otro soldado, Pedro Planas Basagañas. El día 7 el soldado Salvador Santa María Aparicio fue alcanzado de gravedad y murió cinco días después. Los disparos eran constantes y tenían como fin evitar que los tiradores españoles causaran bajas entre los artilleros de las baterías filipinas.
El 8 de mayo los tres soldados que estaban encerrados en el baptisterio por haber intentado desertar, cayeron heridos, no de gravedad, por la explosión de una granada, que dejó el habitáculo lleno de escombros. Tras ser atendidos de sus heridas, en un momento de despiste, Alcaide logró escapar de la iglesia. Aunque el padre López dio la voz de alarma, y uno de los soldados, José Jiménez, salió en su persecución, los disparos de los vigías a Alcaide hicieron desistir a Jiménez. Aunque los centinelas creyeron haberle alcanzarlo, pudo alcanzar la trinchera de los sitiadores. El odio acumulado por Alcaide se manifestó a partir de entonces. No solo puso al día a los sitiadores sobre el estado de los sitiados, las provisiones que les quedaban y si estado de ánimo, sino que ya desde esa misma noche comenzó a gritar y amenazar a los sitiados desde las posiciones filipinas. A la mañana siguiente, pidió disparar el cañón traído de Cavite. El proyectil perforó el muro, destrozó varias columnas del coro e hirió a varios soldados.
Los días posteriores continuaron entre los ataques y los intentos de los sitiadores de convencer a los españoles de que la guerra entre ellos había terminado y que el enemigo común era Estados Unidos. Además sabían por Alcaide que la intención de los sitiados, como última opción antes de rendirse, era escapar al bosque y resistir allí. A aquellas alturas del sitio la torre de la iglesia, que servía tanto para acciones ofensivas como para la defensa, estaba prácticamente destrozada, por lo que una noche —haciendo ruido como si estuvieran de fiesta— aprovecharon para repararla en lo posible, momento que los filipinos utilizaron a su vez para cavar dos nuevas trincheras más cerca del edificio. Las nuevas trincheras dificultaban el relevo de los tiradores de la torre y el cambio de la bandera, que alternaban con una confeccionada por ellos con telas encontradas en la iglesia. Casi a finales de mes, el día 19, murió el soldado Marcos José Petana de disentería.
La noche del 28 al 29, el centinela avisó de que había gente en la zona del corral y Martín Cerezo despertó a todos los hombres preparándose para un asalto. Aunque los ruidos eran claros, no distinguían a nadie en la oscuridad, por lo que el personal que no estaba de guardia se fue a dormir. Al amanecer del día siguiente, los sitiados descubrieron que los filipinos habían reabierto una ventana en el muro oeste del corral que los sitiados habían tapado al inicio del sitio. También habían derruido el urinario, de manera que el pozos de agua del corral quedaba descubierto ante el fuego enemigo. Una vez se hizo completamente de día, los filipinos atacaron de nuevo la iglesia. El teniente, junto a algunos hombres, logró cerrar los boquetes hechos durante la noche, mientras intentaban repeler a los atacantes, que trataban de volver a destrozar el muro, resguardados tras él. Los sitiados lograron hacerles retroceder utilizando técnicas imaginativas. Pusieron a hervir agua y, con latas de conserva de carne de Australia atadas a pértigas de bambú se las arreglaban para verterla al otro lado del muro, mientras los tiradores disparaban impidiendo a los atacantes moverse. Según el padre Minaya, la idea había sido de un corneta. Según Martín Cerezo, era de su autoría. Aunque los filipinos inicialmente hicieron bromas: «No somos gallos para que nos peléis de este modo», finalmente huyeron profiriendo gritos de dolor. El ataque se saldó con 17 bajas entre los atacantes según corroboraron a Martín Cerezo los asaltantes tras finalizar el sitio.

### Últimos días: llegada del teniente coronel Aguilar y capitulación
Aproximadamente una hora después del combate, los sitiadores hicieron sonar la corneta y mostraron una bandera española. Martín Cerezo aceptó el parlamento, presentándose ante la iglesia un militar español uniformado. Era el teniente coronel de Estado Mayor Aguilar, que había sido comisionado por el general De los Ríos, gobernador general de Filipinas, para la evacuación de las tropas españolas de Joló, Zamboanga y Basilán, y que había recibido de este una nueva misión: convencer al destacamento de Baler para que depusiese su actitud y retornase con él inmediatamente a Manila. De los Ríos le había ordenado que «con el destacamento de Baler o sin él regresara a Manila el día 2 de junio a más tardar, puesto que él se embarcaba el 3 en el León XIII para España».

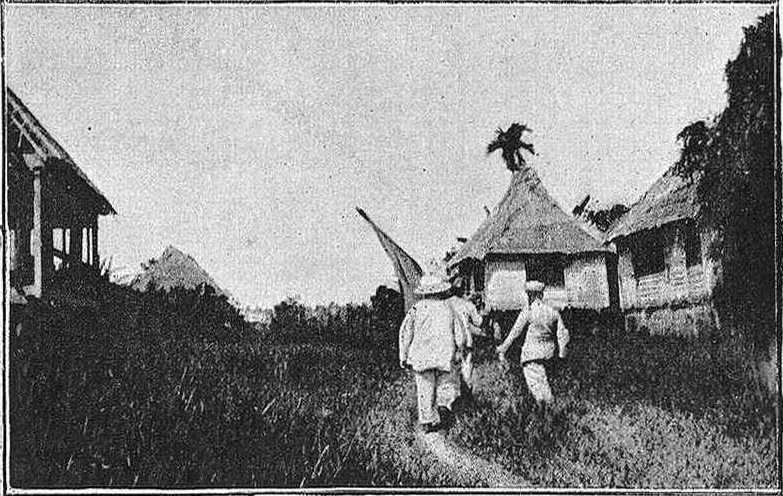
Fotografía tomada el 29 de mayo de 1899 y aparecida en el artículo «El destacamento de Baler», publicado en La Ilustración Artística el 11 de septiembre del mismo año. El pie de foto dice: «Guerra de Filipinas. Calle principal del pueblo de Baler. El teniente coronel Sr. Aguilar dirigiéndose á parlamentar con el destacamento español (de fotografía, propiedad de M. Arias y Rodríguez, de Manila)».

El 26 de mayo había partido en el vapor Uranus de Isabela, en la isla de Basilán. En su misión le había acompañado el fotógrafo español de Manila Manuel Arias Rodríguez, que publicó varias fotografías de Baler en La Ilustración Artística. El Uranus fondeó ante la costa de Baler el día 29 a las ocho de la mañana. Tras su llegada, obtuvo la autorización de los sitiadores para poder parlamentar con Martín Cerezo.
Aguilar se identificó como militar español, preguntando si alguien de los sitiados había servido en Mindanao, puesto que si así fuese, lo conocería (pero nadie del destacamento había estado) y proporcionando sus credenciales. A continuación, comunicó a Martín Cerezo las órdenes que traía de De los Ríos. Ante las dudas de Martín Cerezo, Aguilar acordó con él dejar ver el vapor en la bahía a la mañana siguiente y a disparar su cañón a modo de señal. La conversación estuvo presidida por la desconfianza de Martín Cerezo, que ante la afirmación de Aguilar de que el Uranus, como mercante, solo tenía un falconete, insinuó que podría usar el cañón de Cavite que tenían los sitiadores. De hecho, tal como registró en su libro, Martín Cerezo estaba absolutamente convencido de que Aguilar (e incluso De los Ríos) se había pasado al campo filipino. En el interior de la iglesia, el destacamento se dividió. Mientras que una parte, encabezada por Martín Cerezo, creen que se trata de otra añagaza de los filipinos, otros, como los franciscanos Minaya y López, creen en la sinceridad de Aguilar. Sin embargo, el teniente se las arregló para convencer a los sitiados. Por otra parte, según lo convenido, el buque apareció la mañana del 30 de mayo e hizo dos disparos, tras lo cual Aguilar volvió a presentarse ante los sitiados. Martín Cerezo, que observó las evoluciones de la embarcación desde la torre de la iglesia, se convenció de que no se trataba de un mercante, sino de un simulacro construido por los filipinos para que pareciera un vapor y transportado a mano por ellos en aguas poco profundas. El poder de persuasión de Martín Cerezo era tal que los sitiados se convencieron también de lo afirmado por el teniente. Tras el retorno de Aguilar, Martín Cerezo justificó su negativa a acompañarle en el barco no era suficiente para llevarlos a ellos, sus provisiones, municiones y armamento. Lo cierto es que solo les quedaban algunas latas de sardinas y unas pocas balas, pero Cerezo quería, por un lado, que los sitiadores pensaran que todavía podían defenderse durante varios meses y, por otro, comprobar la reacción de Aguilar. El enviado dijo que solo tenía que llevarlos a ellos y dejar el material, al igual que habían hecho las tropas españolas en Zamboanga. Esta respuesta afianzó la desconfianza del teniente, ya que pensó que la excusa del rescate no era más que otra maniobra de los sitiadores para quedarse con el armamento. Siguiendo esos razonamientos, Martín Cerezo despidió a Aguilar. Este no se rindió y siguió tratando de persuadirle, solicitándole también permiso para que Arias Rodríguez, el fotógrafo, tomase una foto de la iglesia y de los sitiados, a lo que no accedió Martín Cerezo. El parlamento terminó con el teniente diciéndole a Aguilar que comunicara al general De los Ríos su intención de resistir al menos tres meses más y que si antes de ese tiempo no enviaba un buque de guerra español a rescatarlos, él mismo se presentaría en Manila con los hombres que pudiera salvar. Aguilar, que dejó un paquete de periódicos junto a la puerta de la iglesia, preguntó a Cerezo si estaría dispuesto a salir en caso de que el mismo general fuera a pedírselo, a lo que el teniente sitiado respondió afirmativamente.
A continuación embarcó en el Uranus, el cual levó anclas llegando a Manila el 2 de junio, tal como había exigido el general De los Ríos. Aguilar, aunque justificó de alguna forma su actitud, expresó su perplejidad: «Mis esfuerzos han tropezado con una obstinación jamás vista, o un esfuerzo perturbado». La negativa de los sitiados a retornar a Manila causó la peor impresión al general, el cual envió un telegrama al ministro de la Guerra, el general Polavieja, en el que le describía que «regresó el Uranus con teniente coronel Aguilar, que estuvo en Baler y convenció filipinos sitiadores embarque destacamento con todos honores de guerra; pero teniente Martín, jefe del mismo, negóse en absoluto abandono Baler a pesar de mis órdenes y razonamiento jefe de Estado Mayor; personalmente daré cuenta a V.E. de motivos se cree esto obedece». Entre los rumores que circularon por Manila se afirmó que Aguilar, tras tratar con los desertores del destacamento, se había convencido de que tanto Las Morenas como Alonso habían sido asesinados para apoderarse de los fondos de la caja de la comandancia de El Príncipe. No obstante, esta desconfianza no era, en absoluto, generalizada. El Noticiero de Manila publicaba el día 3 un editorial refutando los rumores que circulaban por Manila. La narración de los hechos por parte del Manila Times, diario estadounidense, del día 2 terminaba con un (en español): «¡Bravo! ¡Viva España!».
Por su parte, tras la partida de Aguilar, los sitiados retiraron los periódicos que había dejado el militar español. Entre ellos varios ejemplares de El Imparcial de Madrid. El padre Minaya y el doctor Vigil de Quiñones los consideraban auténticos. Martín Cerezo, fruto de su desconfianza, incluso tras compararlos con algunos ejemplares viejos que tenían y comprobar que tipografía, calidad de papel y demás características del diario eran idénticas, mantuvo que se trataba de hábiles falsificaciones. De todas formas, Martín Cerezo pensó que había ganado algo de tiempo y que al haber anunciado su intención de rendirse si acudía el general De los Ríos a pedírselo, los sitiadores relajarían su guardia, por lo que creyó posible escapar al bosque con sus hombres sin que los filipinos se dieran cuenta. Así, fijó la salida para la noche del 1 de junio. La mañana del día previsto para la fuga inutilizaron el armamento sobrante y distribuyeron la munición que quedaba. Además, ordenó fusilar a Vicente González y a Antonio Menache, los soldados que habían intentado desertar. «...convictos y confesos del delito de traición en puesto sitiado e incursos además en la pena de muerte ordenada por el Capitán general del Archipiélago, D. Basilio Augustí en su bando terminante del 23 de abril de 1898». Los prisioneros murieron sin recibir la extremaunción porque los misioneros no fueron informados de la ejecución. Esa noche, los filipinos reforzaron la guardia y aunque no había luna, el cielo estaba despejado, por lo que los españoles decidieron posponer la acción.
La mañana del 2 de junio, Martín Cerezo comenzó a releer los periódicos que había dejado Aguilar y de los que pensaba eran falsificaciones filipinas con el fin de confundirlos para que se rindieran. En uno de ellos, encontró una pequeña reseña que le hizo ver que los periódicos eran verdaderos, así como sus noticias: se dio cuenta de que la guerra había terminado y que no tenía sentido seguir combatiendo. La reseña, dentro de la sección de destinos militares, era el anuncio del nuevo destino en Málaga del teniente de la escala de la reserva de Infantería Francisco Díaz Navarro. Martín Cerezo había coincidido con el oficial, del que era íntimo amigo, antes de ser destinado aquel a Cuba. Díaz le había comentado que al finalizar la campaña pensaba pedir traslado a la capital andaluza, donde vivían su novia y su familia, así que Martín Cerezo dio por cierta la noticia y, por extensión, todos los periódicos y noticias que Aguilar había dejado.
Al ser consciente de la situación, consultó con el padre López primero, y con Vigil de Quiñones y el padre Minaya después, acerca de las opciones que tenían. Intentar escapar o rendirse. Martín Cerezo era favorable a la rendición, en tanto que Vigil de Quiñones prefería la huida y Minaya se oponía a esta, por considerarla irrealizable. «"Me decido por la capitulación. Es lo más sensato", anunció Minaya». Sin llegar a ninguna conclusión, se reunió a la tropa para informarla y someter a su criterio los siguientes pasos. Martín Cerezo argumentó a favor de la rendición, a lo que se opuso la mayoría de la tropa. Vigil de Quiñones también propuso rendirse, en caso de que se respetasen algunas condiciones. Solo la intervención de los padres Minaya y López, abogando por la capitulación, convenció a los opuestos, así que Martín Cerezo escribió un borrador de condiciones de rendición y ordenó izar bandera blanca (existe aquí una discrepancia entre las narraciones de Martín Cerezo y Minaya, ya que aquel omite las intervenciones de los religiosos y su papel decisivo). Pronto se acercó un centinela de los sitiadores al que Martín Cerezo le solicitó que avisase a Aguilar. Al poco rato se acercó un oficial filipino que informó de que Aguilar había vuelto a Manila, pero que acudía el teniente coronel al mando.
Una vez llegó Simón Tecson, oficial al mando de las fuerzas filipinas sitiadoras, con su plana mayor, Martín Cerezo pidió mesa y sillas, así como útiles de escritura y, acompañado de Vigil de Quiñones y de los religiosos españoles, le hizo saber que estaba dispuesto a rendir la plaza, siempre y cuando se hiciese honrosamente y se aceptaran una serie de condiciones. Tecson le dijo a Martín Cerezo que las redactara y que si no había nada que resultara degradante, aceptaría la rendición y permitiría a los españoles salir con las armas hasta el borde de su jurisdicción, donde deberían entregarlas. Martín Cerezo indicó que para evitar posibles incidentes dejarían las armas en la iglesia. Luego redactó y entregó al teniente coronel el siguiente escrito:

En Baler a los dos días del mes de junio de mil ochocientos noventa y nueve, el 2.º Teniente Comandante del Destacamento Español, D. Saturnino Martín Cerezo, ordenó al corneta que tocase atención y llamada, izando bandera blanca en señal de Capitulación, siendo contestado acto seguido por el corneta de la columna sitiadora. Y reunidos los Jefes y Oficiales de ambas fuerzas transigieron en las condiciones siguientes:
Primera. Desde esta fecha quedan suspendidas las hostilidades por ambas partes beligerantes.
Segunda. Los sitiados deponen las armas, haciendo entrega de ellas al jefe de la columna sitiadora, como también de los equipos de guerra y demás efectos pertenecientes al Gobierno Español.
Tercera. La fuerza sitiada no queda como prisionera de guerra, siendo acompañada por las fuerzas republicanas a donde se encuentren fuerzas españoles o lugar seguro para poderse incorporar a ellas.
Cuarta. Respetar los intereses particulares sin causar ofensa a personas.

Y, para los fines que haya lugar, se levanta la presente acta por duplicado, firmándola los señores siguientes: el teniente Coronel de la columna sitiadora, Simón Tecson. El Comandante, Nemesio Bartolomé. Capitán, Francisco T. Ponce. Segundo teniente, comandante de la fuerza sitiada, Saturnino Martín. El médico, Rogelio Vigil.

Los religiosos no ratificaron el acta, algo de lo que se arrepentirían posteriormente.
337 días después de iniciarse el sitio, este acabó con la aceptación de las condiciones propuestas. 35 personas, incluyendo a los religiosos franciscanos, habían sobrevivido al asedio. Murieron 19 y 6 más desertaron.

## Después del sitio
Firmada la capitulación, se entregaron por la tarde los pertrechos del destacamento, incluyendo las armas. Tecson había puesto centinelas en la iglesia, formalmente para prevenir el expolio del material, pero según Minaya para impedir que nadie le quitara a las tropas de Tecson el botín, que no enviaron a Aguinaldo. También advirtió Tecson a los españoles de que no salieran de la población, puesto que los balerenses estarían tremendamente resentidos contra los españoles sitiados. Sin embargo, la actitud de los habitantes de Baler fue amistosa. Así, el presidente municipal (que sustituía al gobernadorcillo o alcalde en la nueva administración filipina) de la localidad, Antero Amatorio, dio orden a los vecinos de Baler para que vendieran víveres a los españoles a precios normales. También felicitaron a los miembros del destacamento por su tesón y valentía.
Por su parte, Martín Cerezo realizó una serie de preparativos antes de iniciar la marcha hacia Manila. Entre ellos, hizo certificar a Vigil de Quiñones la muerte de González Toca y Menache de disentería y en fechas distintas. A continuación informó a los miembros del destacamento.
Sin embargo, mientras que no hubo reparos en que los militares españoles abandonaran Baler rumbo a Manila, a los misioneros franciscanos se los retuvo allí por órdenes de Simón Tecson, a pesar de la negativa de estos a quedarse y de que el teniente coronel Aguilar ofreció dos mil pesos de rescate por cada uno de ellos. Tecson alegó que los vecinos del pueblo reclamaban su presencia porque no querían «verse privados de los bienes que reconocen en los sacerdotes de la religión que profesan». Además, pronosticó que aunque fuesen con los soldados, serían finalmente separados de ellos y encarcelados, dado que no estaban incluidos en el acta de capitulación. No les quedó más remedio que quedarse, en contra de su voluntad. En palabras de Minaya «ellos disponían de la fuerza; nosotros éramos los débiles». Quedaron alojados en la casa de Antero Amatorio.
Entre tanto, Aguinaldo ordenaba el traslado de la capital de la República Filipina a Tarlac, acosado por el avance de las tropas estadounidenses.

### Salida de Baler
Por fin, el 7 de junio por la tarde, Martín Cerezo y sus hombres abandonaron Baler escoltados por las tropas sitiadoras (entre las que se contaban algunos de los desertores del destacamento), llegando a San José de Casignán por la noche, donde se detuvieron. Al día siguiente franquearon los Caraballos y llegaron a Marikit haciendo noche allí. La mañana del 9 de junio salieron hacia Pantabangán. Allí, los soldados se alojaron en la iglesia y Martín Cerezo y Vigil de Quiñones en una de las mejores casas del pueblo, que les habían preparado. Allí estaba previsto que se quedaran unos tres días. Tras la primera noche de descanso, los jefes de las tropas filipinas indicaron a Vigil que debía informar a Martín Cerezo de la necesidad de reformar la tercera cláusula de la declaración para que quedase constancia de que «si no quedábamos como prisioneros de guerra, era en consideración a que había cesado la soberanía española en Filipinas». Los filipinos aseguraron que el motivo era evitar cualquier tipo de oposición al acuerdo por parte de su gobierno y, pese a su enfado, Martín Cerezo se avino a la modificación.
Durante la noche del día 11, Martín Cerezo vio, mientras está mirando por la ventana, cómo se acercaba Herrero López, uno de los desertores. Decidió volver a la cama y esperar. Momentos después, oyó ruidos de forcejeos y disparos en la habitación contigua, que ocupaba Vigil junto con tres soldados. En su habitación se encontró con dos hombres armados de machetes y, al saltar por la ventana, se torció un tobillo. El soldado que dormía en la habitación de Cerezo también saltó por la ventana y los asaltantes salieron tras él. Martín Cerezo vio al joven que les habían asignado como asistente y le dijo que fuera a avisar a los jefes de la tropa filipina. Al momento se presentó el comandante, aparentemente preocupado. Juntos entraron en la habitación de Vigil, al que encontraron en el suelo atado y descubrieron a un asaltante escondido al que Martín Cerezo agarró y entregó al oficial filipino. Martín Cerezo fingió creer que habían podido ser ladrones buscando el dinero que llevaba y le entregó al comandante filipino los 590 pesos que le quedaban para que los «guardara».

### Llegada de Aguinaldo al cuartel
El día 12 por la mañana se pusieron en marcha. Los filipinos proporcionaron un carabao para que trasportase el equipaje de la tropa, en tanto que Martín Cerezo y Vigil esperaron a que aparecieran los caballos que les habían prometido para su transporte. Una vez solucionado el problema de los caballos, los oficiales españoles se pusieron en camino tras la columna, acompañados de varios oficiales filipinos. Ya casi llegando a Bongabón se encontraron con el guía del carabao atado en el bosque, tras haber sido asaltado por unos bandidos que le habían robado el dinero y el carabao. Llegados a Bongabón se alojaron en la misma casa que el teniente coronel del Estado Mayor filipino, Celso Mayor Núñez. Cerezo denunció ante él el robo del carabao, sin resultados.

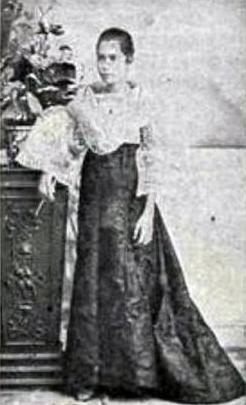
Hilaria del Rosario Aguinaldo, mujer de Emilio Aguinaldo, fundadora de las Hijas de la Revolución, convertida más tarde en la Asociación de la Cruz Roja.

Los españoles del destacamento de Baler se establecieron en Bongabón hasta el día 14, momento en el que partieron hacia Cabanatuán. Allí Martín Cerezo, Vigil de Quiñones y uno de los soldados, que había resultado herido, acudieron al hospital que los filipinos tenían establecido para ser atendidos de sus heridas. Entre la población quedaban algunas autoridades del gobierno filipino y entre ellas, Hilaria del Rosario Aguinaldo, esposa de Aguinaldo, que dirigía la Cruz Roja Filipina. Esta, al enterarse de la presencia de los españoles, fue a visitarlos junto al coronel Sityar, un mestizo hispanofilipino que había servido como capitán en el Ejército español y que posteriormente se pasó al bando insurgente: en ese momento, era el segundo al mando del Estado Mayor General filipino. Tras intercambiar algunas palabras, la mujer de Aguinaldo dio a Martín Cerezo y al resto de los soldados españoles atendidos en el hospital algo de dinero. El resto de los soldados fueron alojados cerca del hospital.
A finales de junio Martín Cerezo aún tenía dificultades para caminar. El día 29 se recibió un telegrama de Aguinaldo para que fueran a Tarlac cuanto antes, aprovechando el paso por allí de la comisión española que negociaba con Aguinaldo la liberación de los presos españoles en manos de los revolucionarios filipinos y seguir marcha con ella a Manila. Martín Cerezo respondió que él no podía pero dio órdenes a Vigil de Quiñones para que partiera con la tropa, cosa que hizo inmediatamente. Los desertores acompañaron a esta columna, y Martín Cerezo no volvió a verlos (Alcaide sería repatriado en 1900; llegó a Barcelona detenido y se declaró en huelga de hambre: falleció a causa de su negativa a comer). Poco tiempo después, el teniente recibió un nuevo telegrama en el que se le decía que era imprescindible que acompañara a la tropa a Manila, por lo que debía acudir inmediatamente a Tarlac utilizando todos los medios que necesitara. Martín Cerezo optó por viajar en una especie de carreta sin ruedas tirada por un carabao, que los filipinos llamaban canga. En Aliaga alcanzó a la columna, y, tras hacer noche en días sucesivos en Zaragoza y La Paz, llegaron a Tarlac el 3 de julio. En el cuartel de Aguinaldo, este les entregó dos pesos a los oficiales y uno a cada soldado y dio instrucciones de que los alojaran en una de las mejores casas, los atendieran y les dieran de comer. Más tarde les hizo llegar un número de un periódico local en el que se había publicado un decreto que el propio Aguinaldo había emitido el 30 de junio:

Habiéndose hecho acreedoras a la admiración del mundo las fuerzas españolas que guarnecían el destacamento de Baler, por el valor, constancia y heroísmo con que aquel puñado de hombres aislados y sin esperanzas de auxilio alguno, ha defendido su bandera por espacio de un año, realizando una epopeya tan gloriosa y tan propia del legendario valor de los hijos del Cid y de Pelayo; rindiendo culto a las virtudes militares e interpretando los sentimientos del ejército de esta República que bizarramente les ha combatido, a propuesta de mi Secretario de Guerra y de acuerdo con mi Consejo de Gobierno, vengo a disponer lo siguiente:
Artículo Único.
Los individuos de que se componen las expresadas fuerzas no serán considerados como prisioneros, sino, por el contrario, como amigos, y en consecuencia se les proveerá por la Capitanía General de los pases necesarios para que puedan regresar a su país. Dado en Tarlak a 30 de junio de 1899. El Presidente de la República, Emilio Aguinaldo. El Secretario de Guerra, Ambrosio Flores.

### Llegada a Manila y regreso a España
En Tarlac, Aguinaldo puso al destacamento de Baler a disposición de la comisión española. Dicha comisión, enviada por el general Jaramillo, que había sucedido poco antes al general De los Ríos, había partido de Manila hacia Tarlac el 15 de junio sin haber conseguido resultados positivos, dado que los filipinos solicitaban una cifra desorbitada en canje por los prisioneros. La comisión, junto con los soldados de Baler y otros prisioneros liberados, partió en tren hacia Manila el 5 de julio. Al estar la línea férrea cortada antes de San Fernando, en manos estadounidenses, la expedición tuvo que hacer un alto en Ángeles. Al día siguiente salieron hacia San Fernando en carruajes, deteniéndose antes de llegar en Bacolor, pues había que negociar con los estadounidenses el paso por la ciudad, ocupada por estos. Desde allí salieron otra vez en tren con dirección a Manila, donde llegaron de noche, siendo conducidos al Palacio de Santa Potenciana.
Los supervivientes de Baler recibieron múltiples homenajes en Manila, de los que destacó el ofrecido para ellos en el Casino Español, el único al que asistió Martín Cerezo. A esta fiesta asistió la oficialidad española que permanecía en Manila, uno de cuyos miembros era el teniente coronel Aguilar, que felicitó a Martín Cerezo por su proceder, en tanto que el teniente lamentaba no haber reconocido a Aguilar cuando este acudió a Baler. Durante el resto de estancia en Manila, se obsequió a los miembros del destacamento de Baler con placas conmemorativas, se abrió una suscripción y se organizó una velada teatral en su beneficio que reportaría a cada uno de los soldados una letra por 140 pesos que podrían cobrar una vez llegaran a España. Aparecen también en las portadas de los periódicos españoles de Manila. Sin embargo, la proeza de los supervivientes de Baler, muy presente desde mayo en la prensa española, oscureció la tragedia de los 9 000 españoles que aún estaban prisioneros en manos filipinas.
Por su parte, Vigil de Quiñones, que se alojaba en distinto sitio que Cerezo, accedió solo una vez a ser fotografiado con el grupo. El día 15 de julio certificó lo siguiente:

Por orden superior reconocí al cabo Vicente González Toca y al soldado Antonio Menache pertenecientes al Batallón de Cazadores el día 1 del presente año, los cuales fueron pasados por las armas presentando después todos los signos racionales de la muerte. Y para que conste y por extravío del original que me fue robado por los filipinos después de la capitulación del destacamento de Baler expido el presente en Manila a 15 de julio de 1899.

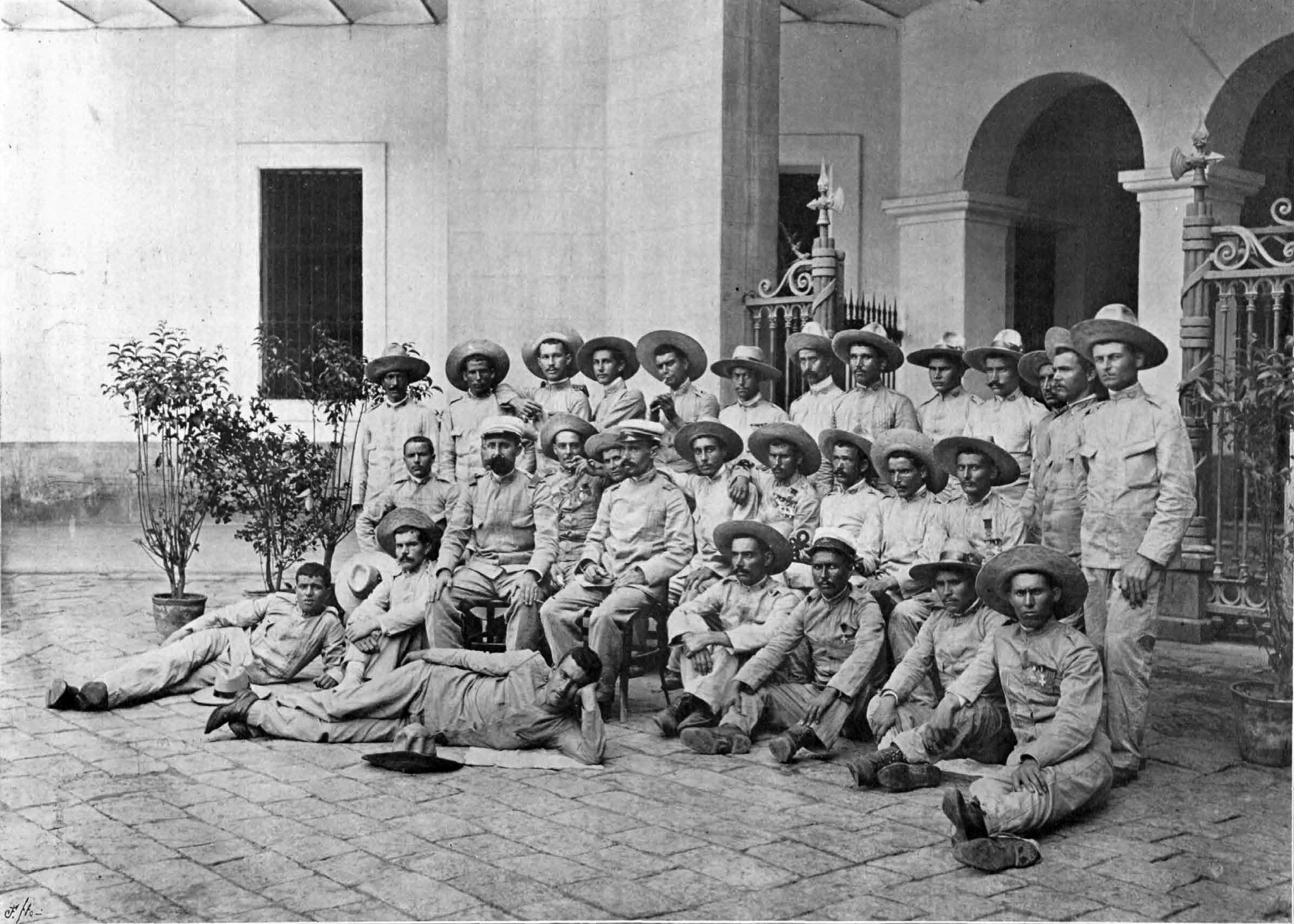
Los supervivientes del destacamento de Baler fotografiados el 2 de septiembre de 1899 en el patio del cuartel Jaime I de Barcelona (actualmente un campus de la Universidad Pompeu Fabra).

Por otra lado, y debido a las reiteradas negativas de Martín Cerezo a rendirse, tanto los enviados a Baler, entre ellos Aguilar, como el general De los Ríos, albergaron serias dudas acerca de sus motivaciones, de las que se hizo eco la prensa española de la época. El 2 de junio de 1899, tras el retorno de Aguilar de su infructuosa misión, el general De los Ríos había enviado un telegrama al ministro de la Guerra expresando su disgusto y la duda sobre los verdaderos motivos de Martín Cerezo para no rendirse. El ministro habría replicado que los defensores de Baler estaban «locos de remate». Ya en España, a donde llegó el 3 de julio, hizo explícitas sus sospechas, declarando que tenía la evidencia de que la propia guarnición de Baler había asesinado a Las Morenas y por ello, Alonso se negaba a salir. El móvil, según se dejaba entrever era el robo de 3000 duros que había en la caja de la guarnición. Habían circulado rumores similares por Manila tras el retorno de Aguilar, incluso versiones más fantasiosas, ante la falta de información sobre lo que pasaba en el interior de la guarnición sitiada, como la del militar y escritor Carlos Ría-Baja (autor de El desastre filipino. Memorias de un prisionero), que aventuró que el responsable de la situación era el padre Gómez Carreño, que sería odiado por los balerenses y que, para evitar ser asesinado, habría convencido a Martín Cerezo para no rendirse, ante lo cual habrían encarcelado o asesinado al capitán Las Morenas.
Por todo ello, el ministro de la Guerra, ordenó al general Jaramillo que abriera la instrucción de un expediente judicial. El instructor, el coronel de Artillería Francisco Rosales, tomó declaración a los supervivientes del destacamento concluyendo que «no hubo acto delictivo alguno y sí un extraordinario heroísmo». Jaramillo envió un telegrama al ministro expresando su satisfacción por el resultado:

El jefe del destacamento de Baler no cumplimentó las órdenes del capitán general, por no creerlas verídicas y haberse ya tratado de engañarla.
Desarrollada una epidemia de veriveri (sic) en destacamento por malas condiciones, falleció el cura párroco, capitán Las Morenas, teniente Juan Alonso y 18 tropa, dos a consecuencia de heridas.
Sus narraciones satisfactorias; opinión pública muy levantada en favor destacamento que capituló el 2 Junio falta de víveres.
Jaramillo

El 29 de julio la tropa de Baler embarcó en el vapor Alicante llegando a Barcelona el 1 de septiembre. Desde ahí, se trasladaron a Madrid, donde fueron recibidos por un representante de la reina María Cristina, por el ministro de la Guerra y los oficiales de la guarnición madrileña.

### Los misioneros
Tras la partida del destacamento, los franciscanos quedaron en Baler. El siguiente domingo se reunieron en la iglesia con todos los vecinos del pueblo, salvo los revolucionarios, que no asistieron, a rezar el rosario y algunos responsos por los fallecidos en el asedio. Pasados unos días Luna Novicio se casó por lo civil alegando que no se casaría por la iglesia hasta que hubiera en ella un clérigo filipino al tiempo que restringía la celebración de ceremonias católicas.
Al tiempo, como consecuencia del avance de las tropas estadounidenses, que entraron sin oposición en Baler el 20 de febrero de 1900, los filipinos fueron trasladando a los sacerdotes hacia el sur hasta que fueron liberados por fuerzas estadounidenses. Finalmente, el 28 de agosto López y Minaya llegaron a Manila, en manos estadounidenses, donde no tuvieron el mismo recibimiento que el destacamento de Baler casi un año atrás, solo el de sus compañeros franciscanos. La guerra entre los ocupantes estadounidenses y los revolucionarios filipinos dirigidos por Aguinaldo continuaba.
En 1903 el padre López exhumó los cadáveres de los soldados y el párroco muertos en Baler, los cuales fueron trasladados por barco a Barcelona. López murió en 1922 en Pastrana, su localidad natal, mientras que Minaya, que volvió como misionero a Baler en 1901 y permaneció en Filipinas, falleció el 3 de diciembre de 1936 en Los Baños, provincia de La Laguna.

## Legado

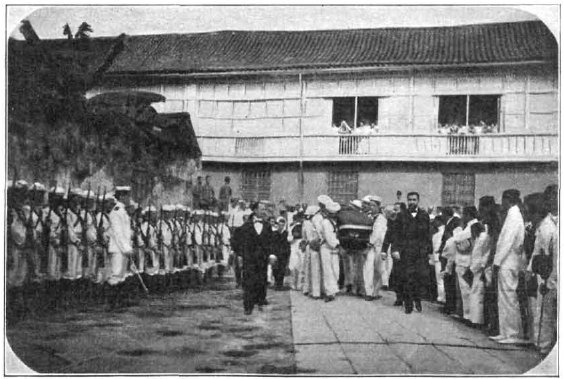
Traslado de los restos de los marineros del crucero Reina Cristina, hundido en la Batalla de Cavite a la iglesia de San Agustín de Manila, donde ya se hallaban los restos de los fallecidos en el Sitio de Baler. fotografiado el 14 de febrero de 1904.
Fotografía aparecida en el artículo "Manila. Traslación de los restos de los héroes de Cavite y de Baler", publicado en La Ilustración Artística de Barcelona el 4 de abril de 1904. El pie de foto dice: Traslación de los restos de los héroes de Cavite y de Baler (de fotografía remitida por D. Vicente Arias y Fernández).

### Repatriación de los restos de los fallecidos en el asedio
Cuatro años y medio después del fin del sitio, el 9 de diciembre de 1903, el padre López exhumó los cadáveres de los soldados y el párroco muertos en Baler, los cuales fueron trasladados a Manila y de ahí, a bordo del vapor Isla de Panay y junto con los restos de los muertos hallados en el crucero Reina Cristina, hundido en la batalla de Cavite, a Barcelona. Los restos de los marinos fueron trasladados a Cartagena, en tanto que los de los exhumados de Baler se depositaron en el mausoleo a los héroes de las guerras de Cuba y Filipinas en el cementerio de la Almudena de Madrid. Ahí fueron enterrados los restos del teniente Alonso Zayas, del capitán De las Morenas, del padre Gómez Carreño y de los otros 14 soldados muertos en Baler (no así los dos fusilados por orden de Martín Cerezo). Posteriormente, por deseo de las autoridades militares, se inhumaron allí también los restos del general Martín Cerezo y del médico Vigil de Quiñones. El resto de soldados, así como los dos misioneros descansan en sus respectivas tumbas.

### Reconocimientos militares
El teniente Martín Cerezo y el capitán Las Morenas, este a título póstumo, recibieron en 1901 la Cruz Laureada de San Fernando. En 1904, la viuda de Las Morenas recibió una pensión de 5000 pesetas anuales, transmisible a sus hijos. En 1899, Martín Cerezo fue ascendido a capitán.
El médico Vigil de Quiñones recibió la Cruz de primera clase de María Cristina en tanto que el resto de supervivientes recibieron cada uno la Cruz de plata del Mérito Militar con distintivo rojo y, en 1908, una pensión mensual vitalicia de 60 pesetas. La misma pensión recibieron las viudas (o las familias en caso de los solteros) de los soldados muertos en el asedio por las heridas recibidas o por enfermedad. Tras el estreno de Los últimos de Filipinas en 1945, el gobierno franquista promulgó una ley ascendiendo a tenientes honorarios a los militares supervivientes de Baler que hubiesen militado en el bando franquista durante la Guerra Civil. De los ocho que aún vivían, solo tres cumplían los requisitos, puesto que el resto tenían hijos o nietos que habían combatido en el bando republicano.
En 1980, se inauguró el nuevo Hospital Militar de Sevilla. Recibió el nombre de "Hospital Militar Vigil de Quiñones" en honor del médico de la guarnición de Baler. Permaneció en uso hasta 2004, cuando se anunció su transferencia al Servicio Andaluz de Salud y su remodelación.
El 13 de enero de 2020 el alcalde de Madrid, José Luis Martínez-Almeida, y el Jefe de Estado Mayor del Ejército de Tierra (JEME), general de ejército Francisco Javier Varela Salas, inauguraron en Madrid un monumento a los Héroes de Baler. La obra, realizada por el escultor Salvador Amaya a partir de un boceto del pintor Augusto Ferrer-Dalmau, fue financiada por suscripción popular.

### La iglesia de Baler

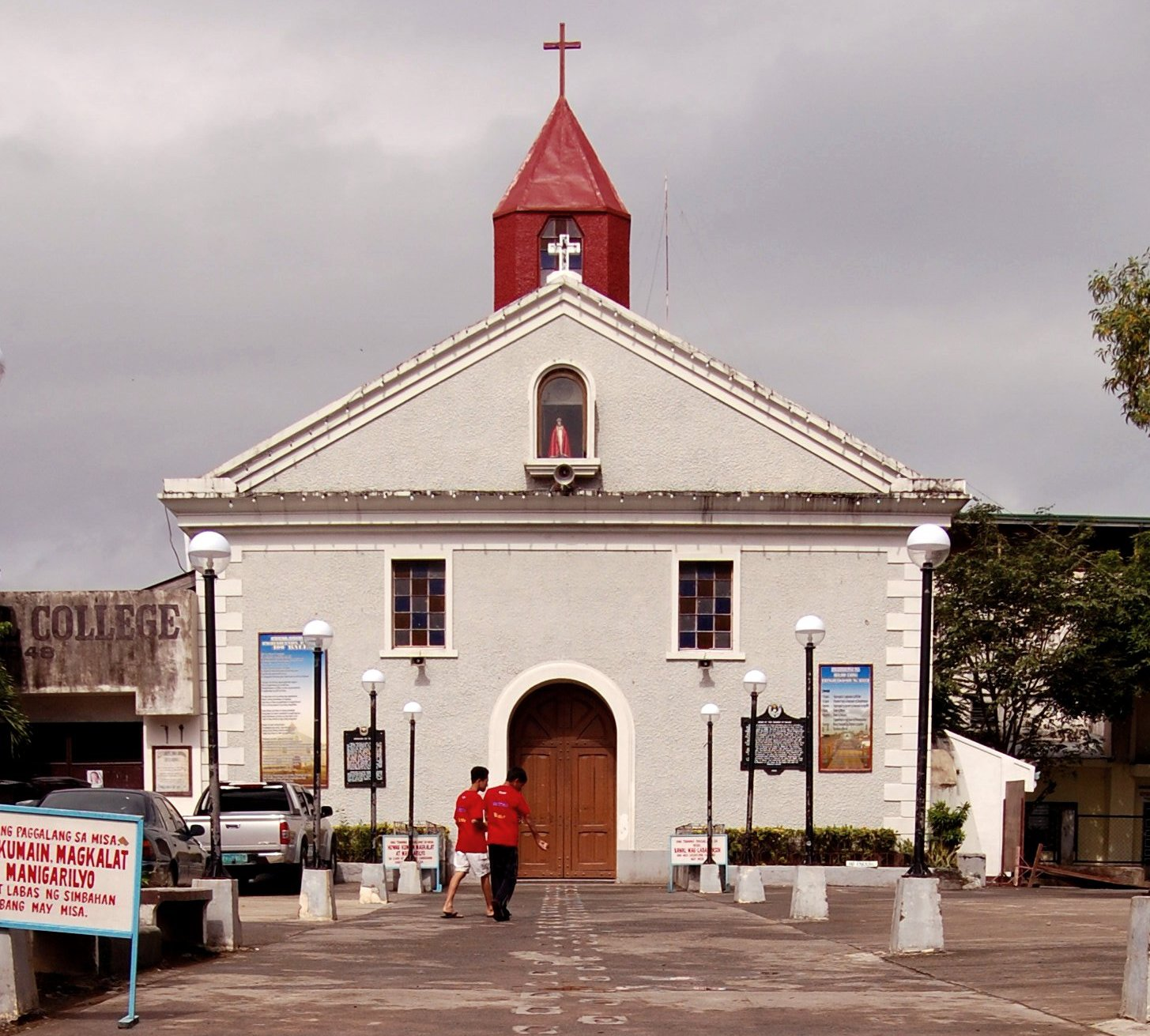
Aspecto actual de la iglesia, tras ser reconstruida en 1939 por iniciativa de Aurora Quezón, la esposa del primer presidente de la Mancomunidad de Filipinas y balerense como ella, Manuel Quezón. En la fachada, a la derecha de su puerta principal, existe una placa en recuerdo del asedio.

En 1939, la iglesia de Baler fue reconstruida por iniciativa de Aurora Quezón, la esposa del primer presidente de la Mancomunidad de Filipinas y balerense como ella, Manuel Quezón. En la fachada de la iglesia el Comité Histórico de Filipinas colocó una placa que recuerda la historia del sitio, cuando los patriotas filipinos todavía continuaban con la guerra, pero ahora no contra los kastilas, como llamaban a los españoles, sino contra los Estados Unidos:

Una guarnición española de cuatro oficiales y cincuenta soldados fue sitiada por los insurgentes filipinos entre el 27 de junio de 1898 y el 2 de junio de 1899. Los ofrecimientos de paz y las peticiones de rendición fueron rechazados cinco veces. Los sitiados supieron por los periódicos dejados en el patio por un emisario del general Ríos que España había perdido las Filipinas. Durante muchos meses la única bandera española que ondeó en Luzón fue esta de la iglesia de Baler. Rotos por la desnutrición y las enfermedades tropicales, el mando español negoció una tregua con los rebeldes y los sitiados pudieron abandonar la iglesia para cruzar los montes. Dos oficiales y doce hombres murieron como consecuencia de las enfermedades, dos fueron ejecutados, dos oficiales y catorce soldados habían resultado heridos, seis desertaron. La valentía de la guarnición fue reconocida por el general Aguinaldo en documento oficial hecho público en Tarlac el 2 de junio de 1899. A su regreso a España los últimos de Filipinas fueron premiados por la reina regente, María Cristina, en nombre del rey Alfonso XIII y la nación española.

En 2000, el Instituto Nacional de Historia de Filipinas declaró la iglesia de Baler como un «hito histórico» (historical landmark).

### El sitio de Baler en la literatura
La fuente más conocida sobre el sitio fue la elaborada por el teniente Martín Cerezo. «El sitio de Baler» fue publicada en 1904 en Guadalajara, dando cuenta del episodio. Esta primera edición incluía fotografías, como la de grupo superviviente en el palacio de Santa Potenciana, en Manila, antes de volver a España, la de un grupo de revolucionarios equipados con un cañón, o la del médico Vigil de Quiñones. Incluía también sendos mapas de Baler y de la iglesia, así como una relación de los componentes del destacamento. La obra conoció varias reediciones. Una segunda en 1911, una tercera en 1934 (revisada por el autor) y una cuarta en 1946, en pleno franquismo, tras el estreno de la película Los últimos de Filipinas, cuyo éxito confirió una enorme popularidad al libro, en el que aquella estaba basado. La cuarta edición contenía algunas fotografías de las realizadas por Manuel Arias Rodríguez cuando acompañó al teniente coronel Aguilar a Baler en su vano intento por convencer a los sitiados de que se rindieran. En 1915, una real orden dispuso la difusión de la obra de Martín Cerezo entre los militares españoles. En 1992 el historiador militar Juan Batista González publicó una edición crítica de la obra de Martín Cerezo con el título La pérdida de Filipinas. En palabras de Batista González, la obra de Martín Cerezo es la «última crónica de Indias».

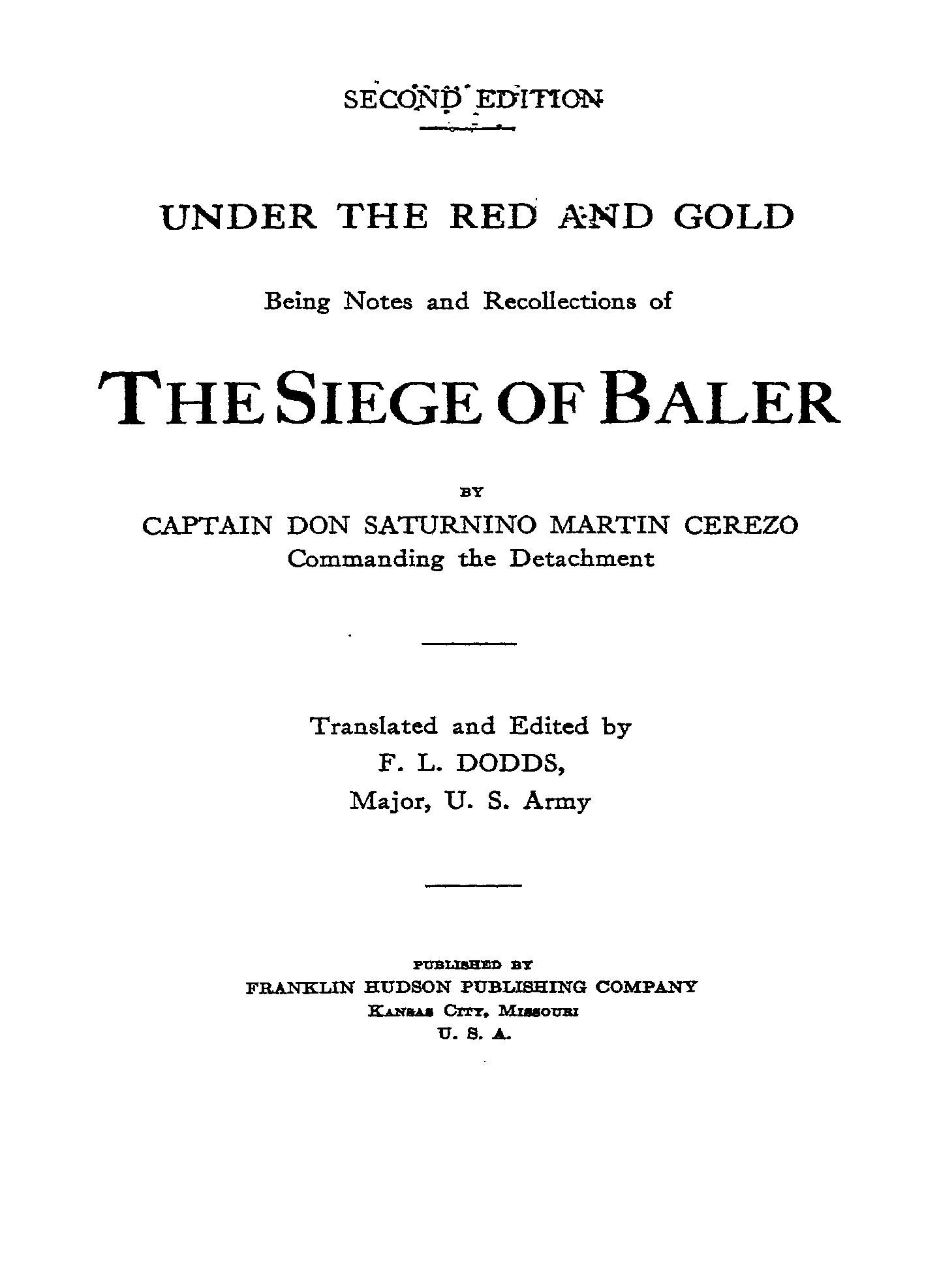
Primera página de Under the Red and Gold (1909).

La citada cuarta edición contó con un prólogo escrito por Azorín que incluía diverso material ya publicado por el novelista: un artículo publicado en La Prensa de Buenos Aires el 11 de agosto de 1935, con el título de «Heroísmo español», así como varios artículos publicados por Azorín en febrero de 1946. La presencia del sitio de Baler fue frecuente en la producción azoriniana de los años 1940 (como en el capítulo «Allá en en Ultramar» de Valencia (1941) o en los citados artículos y otros publicados en 1942, lo que posiblemente está relacionado con las difíciles circunstancias que rodearon su vuelta a España tras su exilio durante la Guerra Civil. «Heroísmo español» terminaba con las siguientes palabras:

Duró la defensa 337 días —se escribe eso rápidamente—. No se piensa lo que esos 337 días representan en un local cerrado, infecto, sin víveres, sin ropa, inundados par la lluvia, sin sal, sin agua saludable, sin zapatos, azotados par la epidemia, sin poder dormir. ¡337 días de ansiedad, de constancia, de heroísmo! ¡Sí, desde Numancia no se ha dado caso tan extraordinario en España!

La obra de Martín Cerezo fue traducida al inglés en 1909 por un comandante del ejército estadounidense, F. L. Dodds, que había leído en español el libro en Manila, donde había sido publicado por entregas por el periódico El Mercantil en 1905. Esta traducción tiene por título «Under the Red and Gold; Being Notes and Recollections of the Siege of Baler» y en 1910 fue recomendada a los alumnos de las academias militares estadounidenses como modelo de heroísmo patriótico.
Tomando como base la narración de Martín Cerezo, Ricardo Fernández de la Reguera y Susana March escribieron una versión novelada de los hechos, publicada en 1963 bajo el título Héroes de Filipinas (Los héroes del desastre), dentro de los Episodios Nacionales Contemporáneos, una serie de novelas históricas sobre la historia contemporánea española. La novela fue reeditada varias veces durante las siguientes décadas.

### El sitio de Baler en la televisión
La serie española El Ministerio del Tiempo trata la historia del sitio en los episodios 7 y 8 de su segunda temporada ("Tiempo de valientes"). En dichos capítulos, Julián Martínez (Rodolfo Sancho) forma parte del grupo de soldados que queda atrincherado en la iglesia de Baler, y Alonso de Entrerríos (Nacho Fresneda) es enviado al lugar y momento para sacarlo de allí lo antes posible para evitar su probable muerte.

### El sitio de Baler en el cine
En 1945 se llevó al cine una historia del sitio bajo el título Los últimos de Filipinas. La historia partió de un guion radiofónico de Enrique Llovet y de otro de Enrique Alfonso Barcones y Rafael Sánchez Campoy y contó con las actuaciones de Armando Calvo, José Nieto, Fernando Rey, Guillermo Marín, Manuel Morán, Conrado San Martín, Tony Leblanc, Nani Fernández y Carlos Muñoz.
En 2008 se volvió a llevar de nuevo a la pantalla en la película Baler, del director filipino Mark Meily y con la actuación de Phillip Salvador, Jericho Rosales, Anne Curtis, Andrew Schimmer, Joel Torre, Carlo Aquino, DJ Durano, Rio Locsin, Nikki Bacolod, Mark Bautista, Ryan Eigenmann, Baron Geisler, Michael De Mesa, Leo Martínez y Alvin Anson.
En diciembre de 2016 se estrenó la película 1898: Los últimos de Filipinas, dirigida por Salvador Calvo y con la actuación de Luis Tosar, Javier Gutiérrez Álvarez, Álvaro Cervantes, Karra Elejalde, Carlos Hipólito y Eduard Fernández entre otros.

### El Día de la Amistad Hispano-Filipina

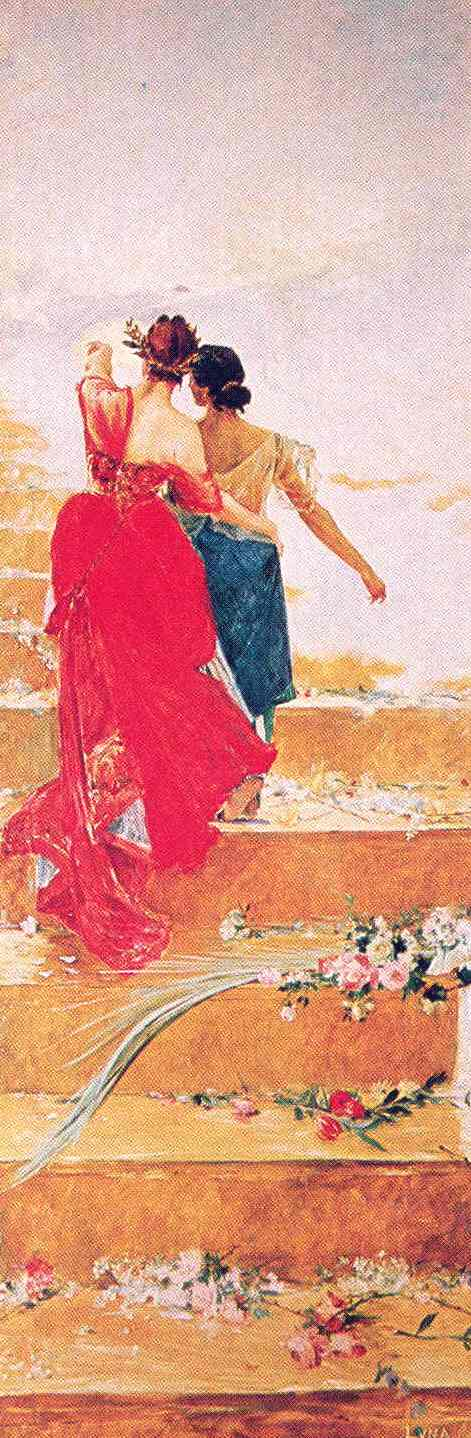
España y Filipinas, cuadro de Juan Luna.

El 5 de febrero de 2003 el Congreso de Filipinas acordó, a propuesta del senador y balerense Edgardo Angara (incansable promotor de la lengua y la cultura españolas en Filipinas), el establecimiento de un Día de la Amistad Hispano-Filipina para conmemorar los vínculos históricos y culturales entre Filipinas y España. También acordaron elegir el 30 de junio como fecha de esta conmemoración, en memoria del sitio de Baler, puesto que este fue el día del decreto del presidente Aguinaldo por el que se consideraba a los «héroes de Baler» amigos de Filipinas y no prisioneros de guerra.
Quedó establecido en virtud de la Ley de la República n.º 9187 de 22 de julio de 2002, cuya introducción establece lo siguiente:

Un 30 de junio, el presidente Emilio Aguinaldo ensalzó a los soldados españoles sitiados en la iglesia de Baler por su lealtad y su caballerosa valentía. Para honrar este memorable episodio, es de justicia que se declare dicho día como fiesta nacional, de manera que se recuerde el acto de benevolencia que ha asentado los cimientos de unas mejores relaciones entre Filipinas y España.

[..] El treinta de junio de cada año queda pues declarado como el Día de la Amistad Hispano-Filipina, para conmemorar los vínculos culturales e históricos, la amistad y la cooperación entre Filipinas y España. Se declara por tanto fiesta especial de carácter laborable en todo el país, y fiesta especial no laborable en la provincia de Aurora.

La organización de los actos asociados al Día de la Amistad Hispano-Filipina fue asignada a la Comisión Histórica Nacional.
El primer Día de la Amistad Hispano-Filipina se celebró el 30 de junio de 2003. Desde entonces, los lazos políticos y culturales entre ambos países se han fortalecido, con iniciativas como la creación en 2005 de la Tribuna España-Filipinas, por parte de Casa Asia, la reintroducción del español en el sistema de educación secundaria filipino, la concesión del Premio Casa Asia a Edgardo Angara y del Premio Internacional Don Quijote a la presidenta filipina Gloria Macapagal-Arroyo.
En reciprocidad, el 20 de junio de 2011, el Congreso de los Diputados español aprobó una declaración institucional en conmemoración del Día de la Amistad Hispano-Filipina:

Un día como hoy de hace 112 años, el Presidente del Gobierno Revolucionario de Filipinas, General Emilio Aguinaldo, promulgó un decreto en el que se ensalzaba el valor de cincuenta y cuatro soldados españoles que se habían refugiado en la Iglesia de Baler por más de once meses demostrando un gran valor y lealtad. El Gobierno de Filipinas consideró a esos soldados amigos de Filipinas -y no prisioneros de guerra-, a la vez que se les concedió un salvoconducto para su regreso a España.

El 30 de junio de 2017 (con motivo de la celebración del Día de la Amistad Hispano-Filipina) el ejército filipino realizó un homenaje en Baler dirigido a los últimos de Filipinas.

## Relación de sitiados

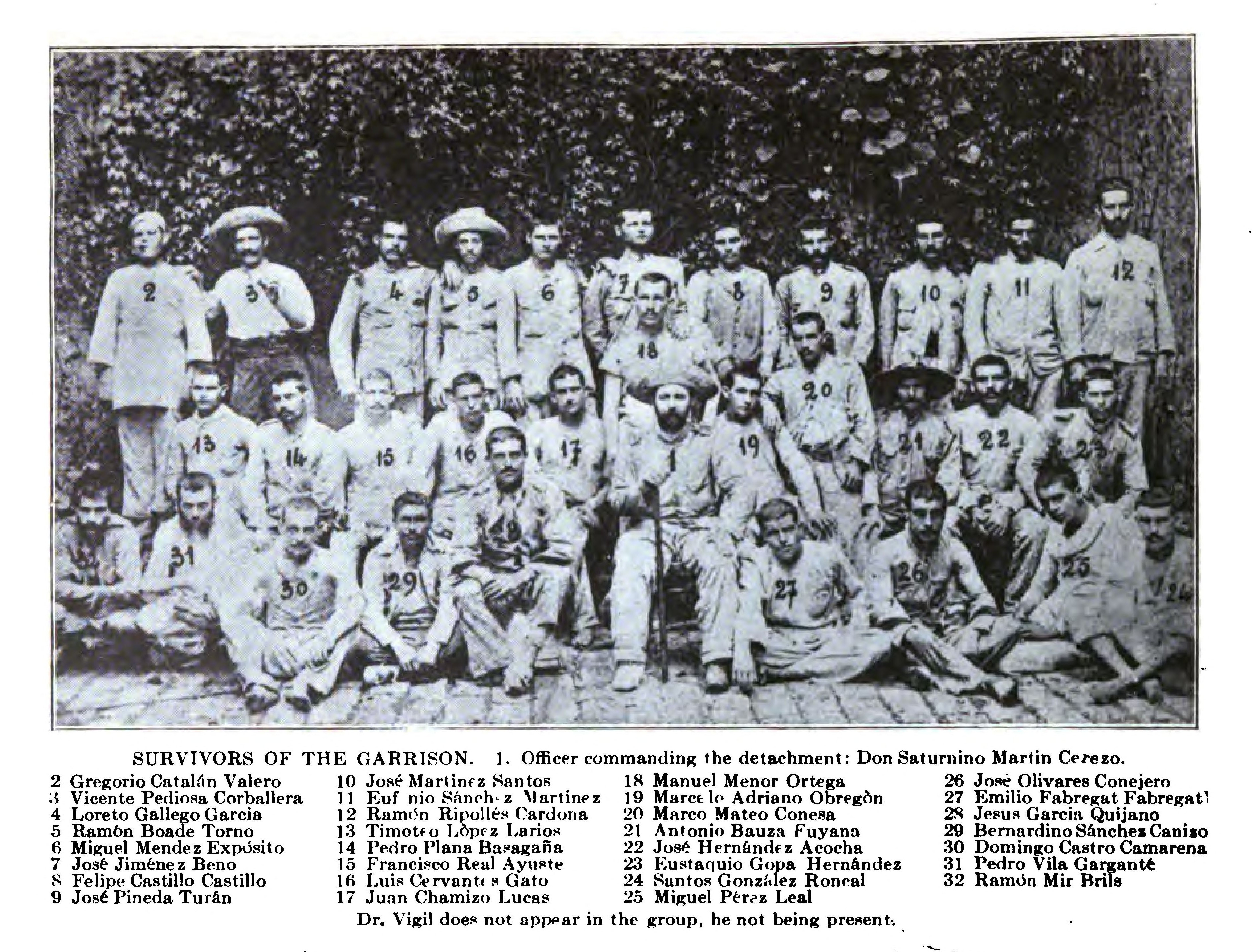
Supervivientes de la guarnición de Baler fotografiados en el patio del Palacio de Santa Potenciana (Under the red and gold: being notes and recollections of the siege of Baler (1909), traducción al inglés de la obra de Saturnino Martín Cerezo). El doctor Vigil de Quiñones no aparece en la foto.

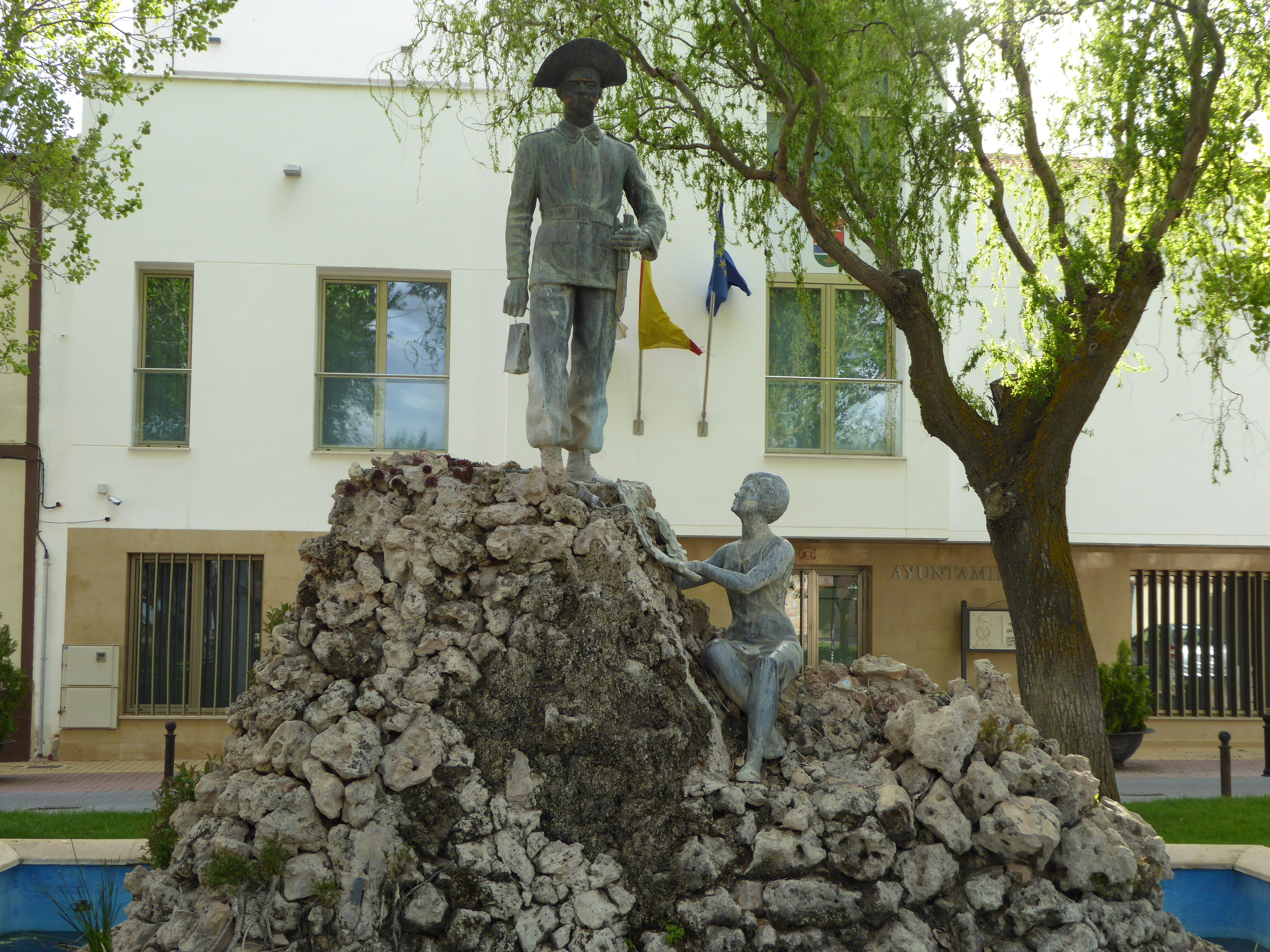
Monumento a Gregorio Catalán Valero en Osa de la Vega

En total fueron sitiadas 60 personas, incluyendo los dos misioneros enviados por los filipinos. De ellas 15 murieron de beriberi o disentería, dos por heridas de combate, 6 desertaron y 2 fueron fusilados por orden de Martín Cerezo tras ser declarados culpables de intento de deserción.
Comandante político-militar de El Príncipe
- Capitán de Infantería Enrique de las Morenas y Fossi, natural de Chiclana de la Frontera, Cádiz. Falleció por enfermedad el 22 de noviembre de 1898;

Tropa del Destacamento de Baler
- 2.º Teniente Juan Alonso Zayas, natural de San Juan de Puerto Rico, Puerto Rico.[239] Falleció por enfermedad el 18 de octubre de 1898;
- 2.º Teniente Saturnino Martín Cerezo, natural de Miajadas, Cáceres;[239]
- Cabo Jesús García Quijano, natural de Viduerna de la Peña, Palencia;
- Cabo José Chaves Martín. Falleció por enfermedad el 10 de octubre de 1898;
- Cabo José Olivares Conejero, natural de Caudete, Albacete;
- Cabo Vicente González Toca. Fusilado el 1 de junio de 1899;
- Corneta Santos González Roncal, natural de Mallén, Zaragoza;
- Soldado de 2.ª Felipe Herrero López, natural de Aldea Real, Segovia. Desertó el 27 de junio de 1898;
- Soldado de 2.ª Félix García Torres. Desertó el 29 de junio de 1898;
- Soldado de 2.ª Julián Galbete Iturmendi, natural de Morentin (Navarra), Falleció debido a heridas el 31 de julio de 1898;
- Soldado de 2.ª Juan Chamizo Lucas, natural de Valle de Abdalajís, Málaga;
- Soldado de 2.ª José Hernández Arocha, natural de La Laguna, Tenerife;
- Soldado de 2.ª José Lafarga Abad. Falleció por enfermedad el 22 de octubre de 1898;
- Soldado de 2.ª Luis Cervantes Dato, natural de Mula, Murcia;
- Soldado de 2.ª Manuel Menor Ortega, natural de Sevilla, Sevilla;
- Soldado de 2.ª Vicente Pedrosa Carballeda, natural de Carballino, Orense;
- Soldado Antonio Bauza Fullana, natural de Petra, Mallorca;
- Soldado Antonio Menache Sánchez. Fusilado el 1 de junio de 1899;
- Soldado Baldomero Larrodé Paracuello, natural de Tauste, Zaragoza. Falleció por enfermedad el 9 de noviembre de 1898;
- Soldado Domingo Castro Camarena,[240] natural de Aldeavieja, Ávila;
- Soldado Emilio Fabregat Fabregat, natural de Salsadella, Castellón;
- Soldado Eufemio Sánchez Martínez, natural de Puebla de Don Fadrique, Granada;
- Soldado Eustaquio Gopar Hernández, natural de Tuineje, Las Palmas;
- Soldado Felipe Castillo Castillo, natural de Castillo de Locubín, Jaén;
- Soldado Francisco Real Yuste, natural de Cieza, Murcia;
- Soldado Francisco Rovira Mompó, natural de Valencia, Valencia. Falleció por enfermedad el 30 de septiembre de 1898;
- Soldado Gregorio Catalán Valero, natural de Osa de la Vega, Cuenca;
- Soldado Jaime Caldentey Nadal, natural de Petra, Mallorca. Desertó el 3 de agosto de 1898;
- Soldado José Alcaide Bayona. Desertó el 8 de mayo de 1899;
- Soldado José Jiménez Berro, natural de Almonte, Huelva;
- Soldado José Martínez Santos, natural de Almeiras, La Coruña;
- Soldado José Pineda Turán, natural de San Felíu de Codinas, Barcelona;
- Soldado José Sanz Veramendi, natural de Sagüés, Navarra. Falleció por enfermedad el 13 de febrero de 1899;
- Soldado Juan Fuentes Damián. Falleció por enfermedad el 8 de noviembre de 1898;
- Soldado Loreto Gallego García, Los Isidros Requena, Valencia;
- Soldado Manuel Navarro León. Falleció por enfermedad el 9 de noviembre de 1898;
- Soldado Marcelo Adrián Obregón, natural de Villalmanzo, Burgos;
- Soldado Marcos José Petanas. Falleció por enfermedad el 19 de mayo de 1899;
- Soldado Marcos Mateo Conesa, natural de Tronchón, Teruel;
- Soldado Miguel Méndez Expósito, natural de Puebla de Azaba, Salamanca;
- Soldado Miguel Pérez Leal, natural de Lebrija, Sevilla;
- Soldado Pedro Izquierdo Arnaíz. Falleció por enfermedad el 14 de noviembre de 1898;
- Soldado Pedro Planas Basagañas, natural de San Juan de las Abadesas, Gerona;
- Soldado Pedro Vila Garganté, natural de Taltaüll, Lérida;
- Soldado Rafael Alonso Medero, natural de Villaverde (La Oliva), Las Palmas; Falleció por enfermedad el 8 de octubre de 1898;
- Soldado Ramón Buades Tormo, natural de Carlet, Valencia; Nació y murió en Carlet * 22.10.1874 + 01.10.1946
- Soldado Ramón Donat Pastor. Falleció por enfermedad el 10 de octubre de 1898;
- Soldado Ramón Mir Brills, natural de Guisona, Lérida;
- Soldado Ramón Ripollés Cardona, natural de Morella, Castellón;
- Soldado Román López Lozano. Falleció por enfermedad el 25 de octubre de 1898;
- Soldado Salvador Santamaría Aparicio, natural de Alcira, Valencia. Falleció debido a heridas el 12 de mayo de 1899;
- Soldado Timoteo López Lario, natural de Alcoroches, Guadalajara;

Enfermería
- Médico provisional de Sanidad Militar (teniente) Rogelio Vigil de Quiñones, natural de Marbella, Málaga;[239]
- Cabo Alfonso Sus Fojas, filipino. Desertó el 27 de junio de 1898;
- Sanitario Tomás Paladio Paredes, filipino. Desertó el 27 de junio de 1898;
- Sanitario Bernardino Sánchez Caínzos, natural de Guitiriz, Lugo

Religiosos
- Fray Cándido Gómez-Carreño Peña, párroco de Baler, natural de Madridejos, Toledo.[241] Falleció por enfermedad el 25 de agosto de 1898;
- Fray Felix Minaya Rojo, misionero destinado en Casigurán enviado por las tropas filipinas tras su captura, que decidió, junto con el padre López Guillén, quedarse en la iglesia a petición del capitán Las Morenas, natural de Almonacid de Toledo, Toledo;[242]
- Fray Juan Bautista López Guillén, misionero destinado a Casigurán enviado por las tropas filipinas tras su captura, que decidió, junto con el padre Minaya, quedarse en la iglesia a petición del capitán Las Morenas, natural de Pastrana, Guadalajara;[243]